# 姥神大神宮渡御祭
姥神大神宮渡御祭（うばがみだいじんぐうとぎょさい）は、北海道檜山郡江差町にある、北海道最古と呼ばれる神社である姥神大神宮の例大祭である。

## 概要
毎年8月9日・10日・11日の3日間にかけて執り行われる、北海道最古と呼ばれる祭で、380年以上の歴史を誇る。神事にともなう御輿渡御の後に続いて山車（ヤマ）が町を練り歩く形式で。かつての北前船交易によって京都・祇園祭の文化が伝わる事でその祭の流れをくむ形となった。2019年（平成31年）3月19日には、北海道の無形民俗文化財に指定された。
祭にともなう由来については姥神大神宮を参照。

## 歴史
祭りの起源は定かではないとされているが、1644年（正保元年）に姥神大神宮が現在の地に遷座した年を最初として数えられた年数としているのが通説となっている。
1816年（文化13年）の藤枝家文書『社地伝記控』の記述によれば、現在の祭典の形を取るまでは姥神大神宮と弁天社（現在の鴎島に在する厳島神社）とが隔年で交互に8月14日 - 16日の期間で祭礼を行っていたとあり、後の藤枝家文書『元治元年七月姥神宮夜宮例祭日記』中に記載の「姥神宮祭礼之議是迄弁天宮両社二付隔年八月十五日・十六日両日祭礼修行仕」という記述から1862年（文久2年）まで行われていたとなっている。また後者の藤枝家文書には同年に姥神大神宮と弁天社の祭礼の分離が行われたと記されており、姥神大神宮の祭礼については翌年の元治元年より行われた。
分離以降は姥神大神宮渡御祭として続くことになるが、祭礼の期間は幾度かの変遷があり、記録にある中で1962年（昭和37年）までは8月20日 - 23日とされていたが、祭礼町民アンケートにより、翌年から現在の日程となる。

## 山車（ヤマ）
江差町では山車のことを「ヤマ」と呼び、各町内で大事に保存されている。祭においての山車（ヤマ）は御輿渡御に続いての山車供奉として位置づけられている。姥神大神宮祭礼への山車供奉は19世紀中頃からとされて、以降現在まで続く。

### 山車の種類
山車巡行では次の13基の山車が町内を練り歩く。
| 山車名 | 人形                               | 所属町               | 摘要                 |
| ------ | ---------------------------------- | -------------------- | -------------------- |
| 政宗山 | 伊達政宗                           | 新地町・円山・緑丘   |                      |
| 清正山 | 加藤清正                           | 本町                 |                      |
| 源氏山 | 武蔵坊弁慶                         | 上野町               |                      |
| 聖武山 | 日本武尊                           | 橋本町               | 江差町有形民俗文化財 |
| 譽山   | 大石内蔵助                         | 茂尻町               |                      |
| 義公山 | 水戸光圀                           | 南浜町・柏町・南が丘 |                      |
| 松寳丸 | 人形はなく、船頭として子供を乗せる | 海岸町・陣屋町       | 北海道有形民俗文化財 |
| 楠公山 | 楠木正成                           | 津花町               |                      |
| 豊年山 | 神武天皇                           | 姥神町               | 江差町有形民俗文化財 |
| 蛭子山 | 蛭子大神                           | 中歌町               | 江差町有形民俗文化財 |
| 豊榮山 | ニニギノミコト                     | 豊川町               |                      |
| 神功山 | 神功皇后                           | 愛宕町               | 北海道有形民俗文化財 |
| 新栄山 | 武田信玄                           | 新栄町               |                      |

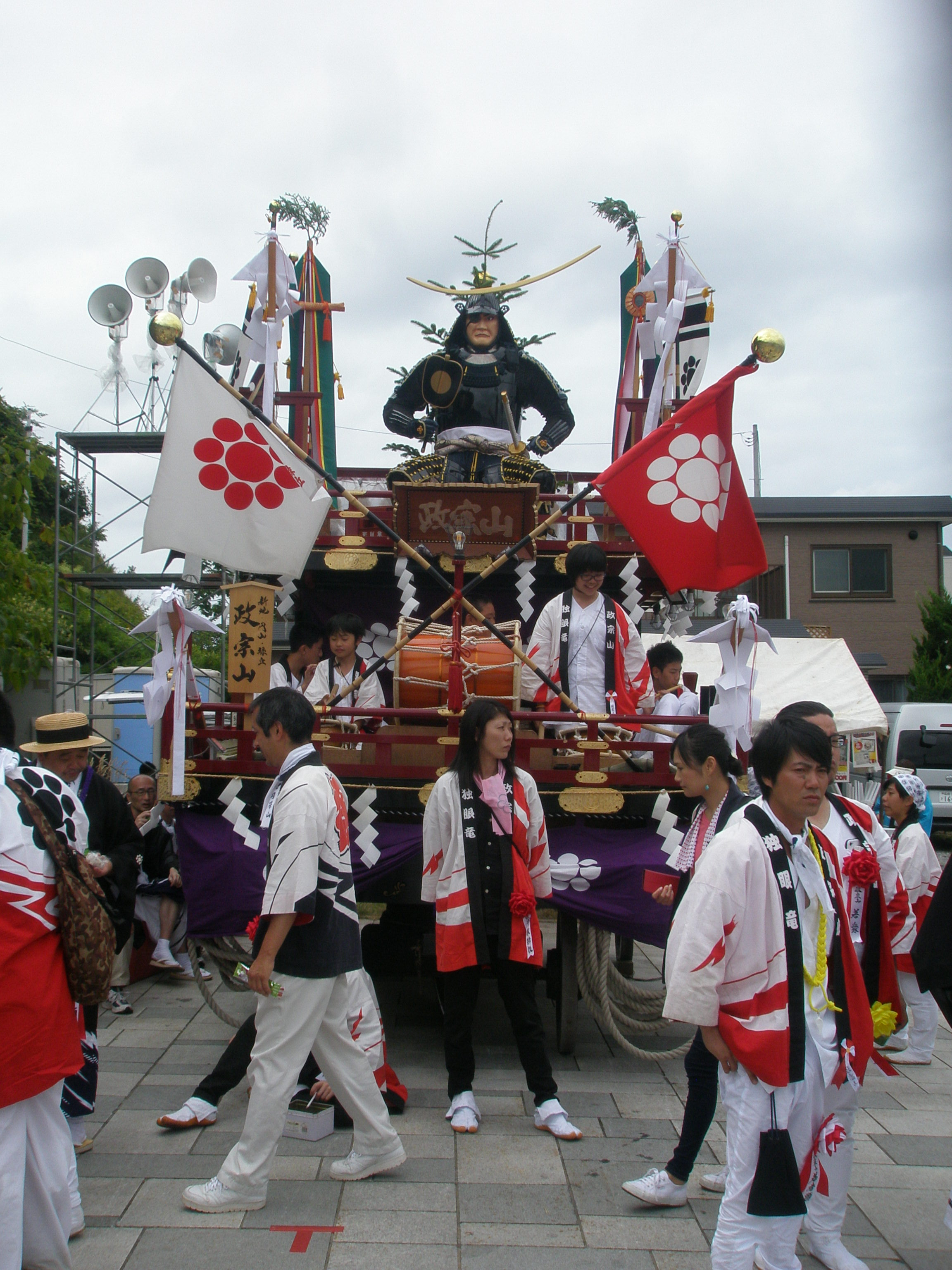
政宗山
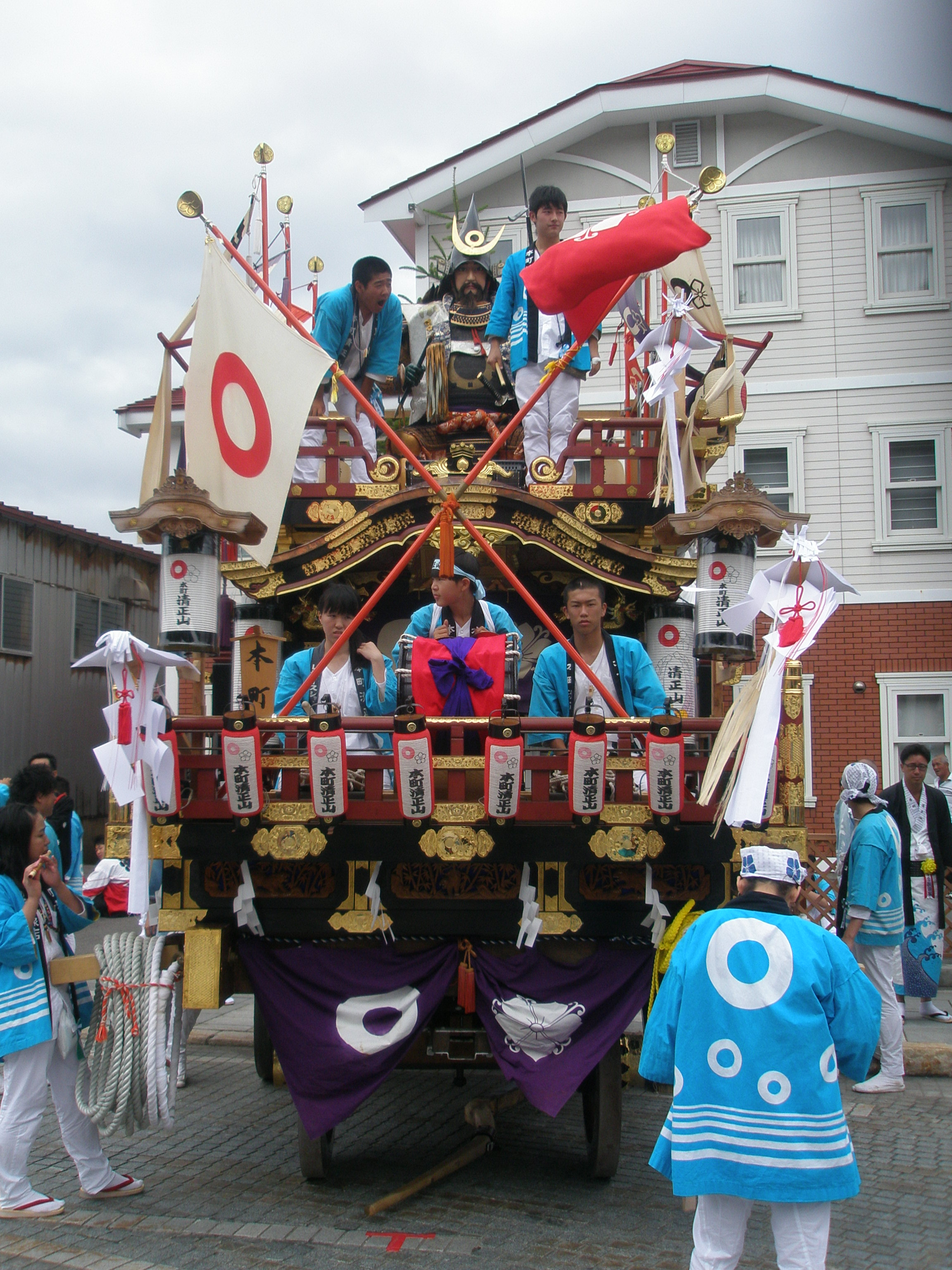
清正山
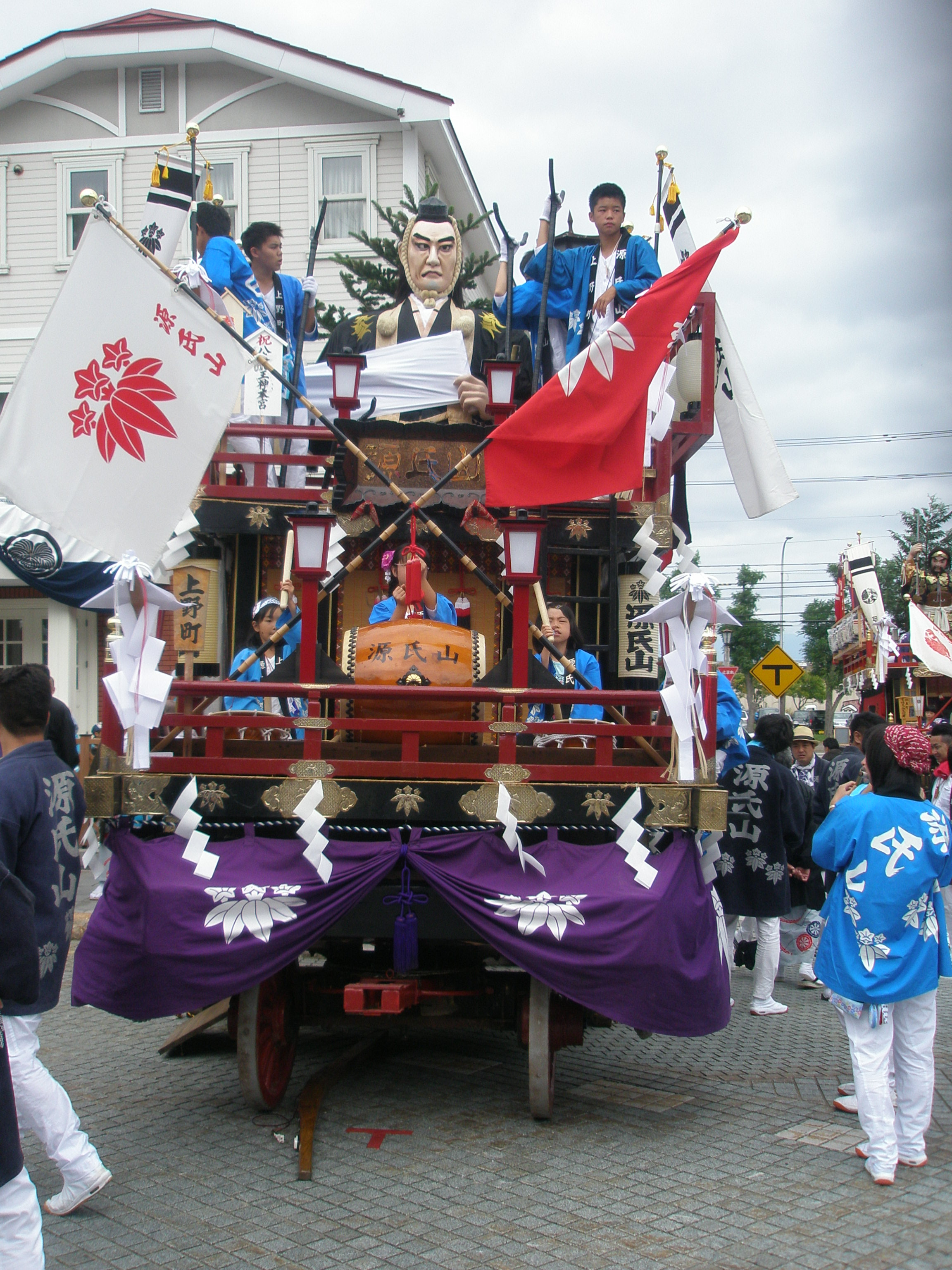
源氏山
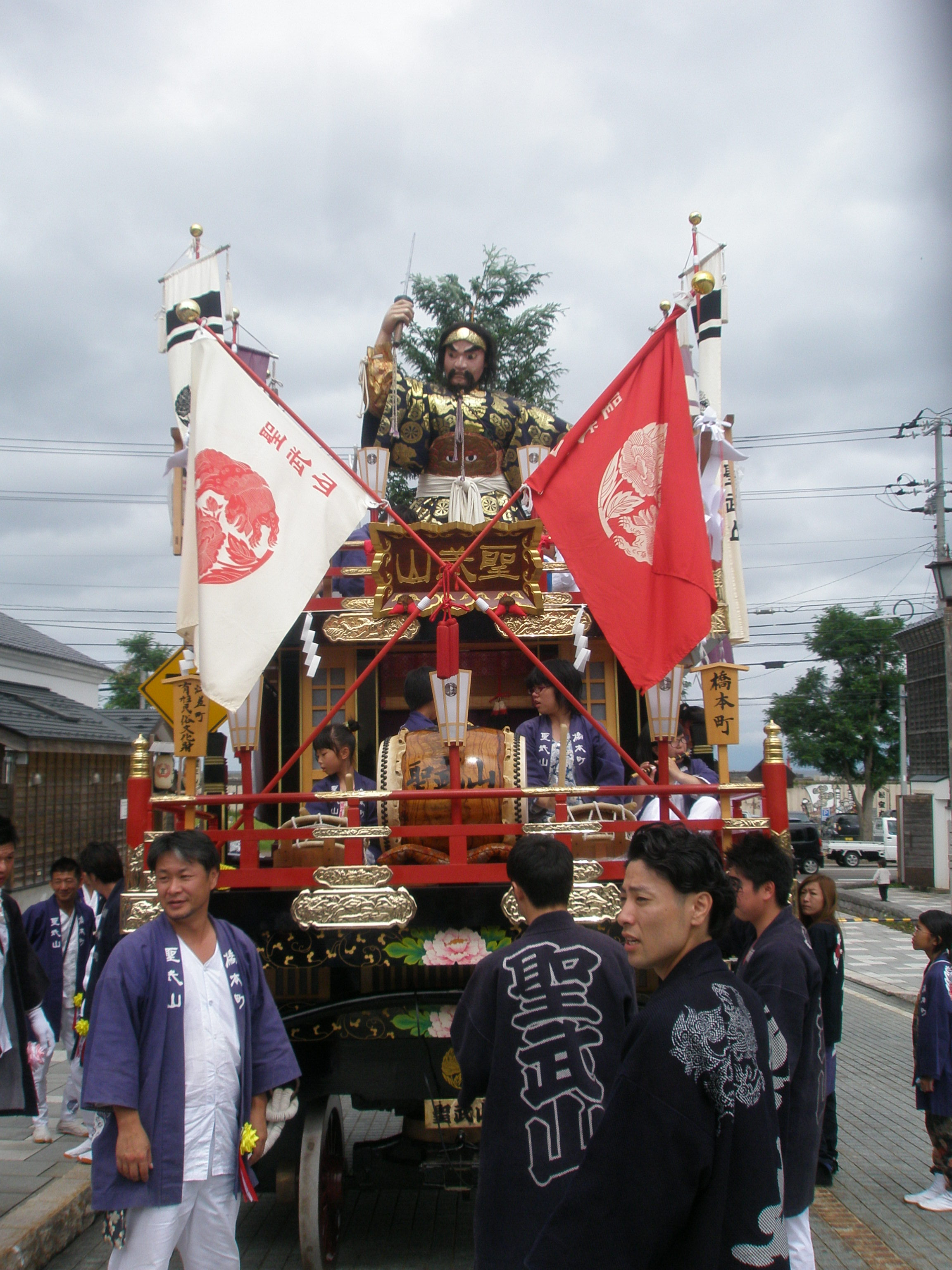
聖武山
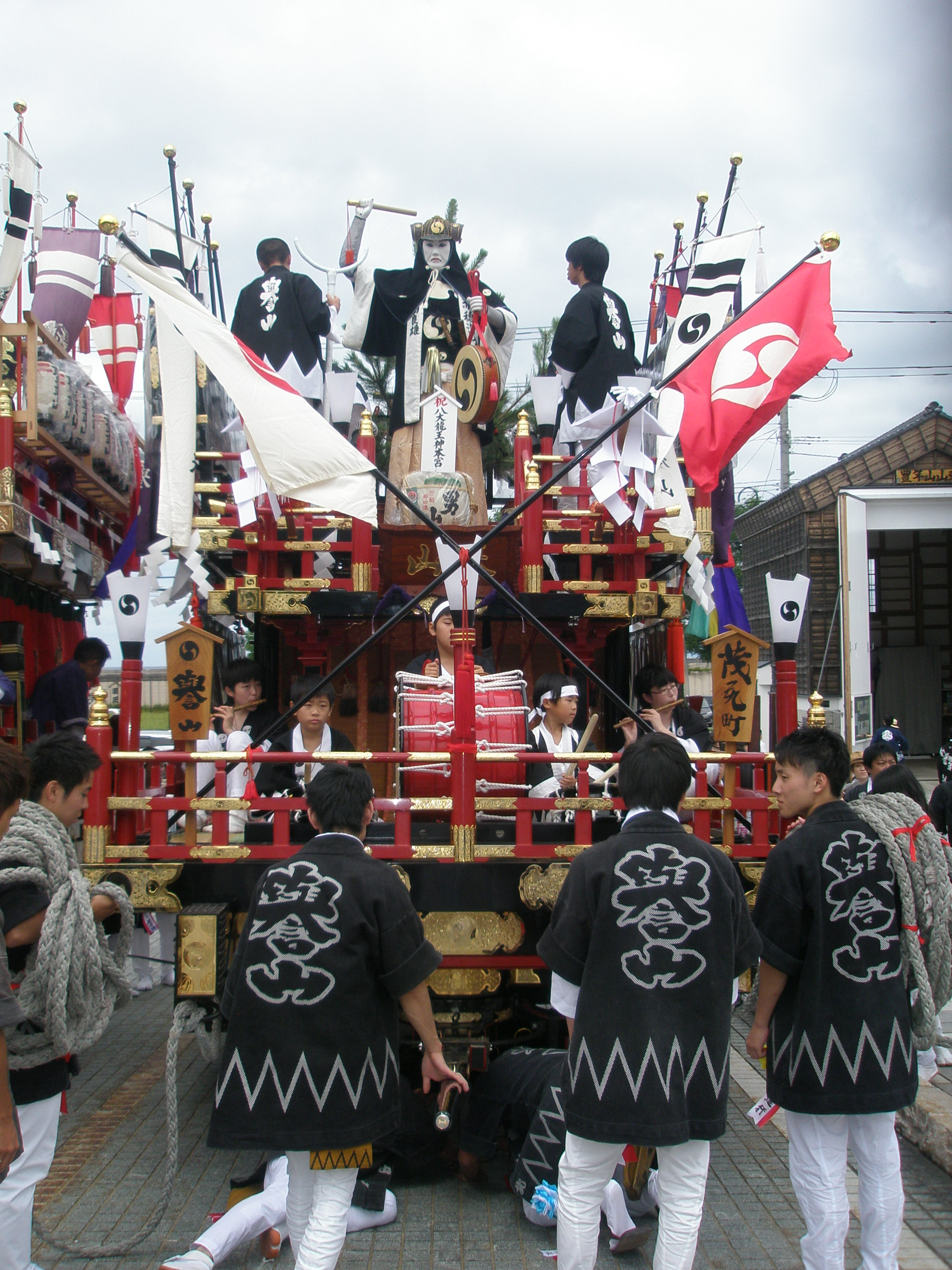
譽山
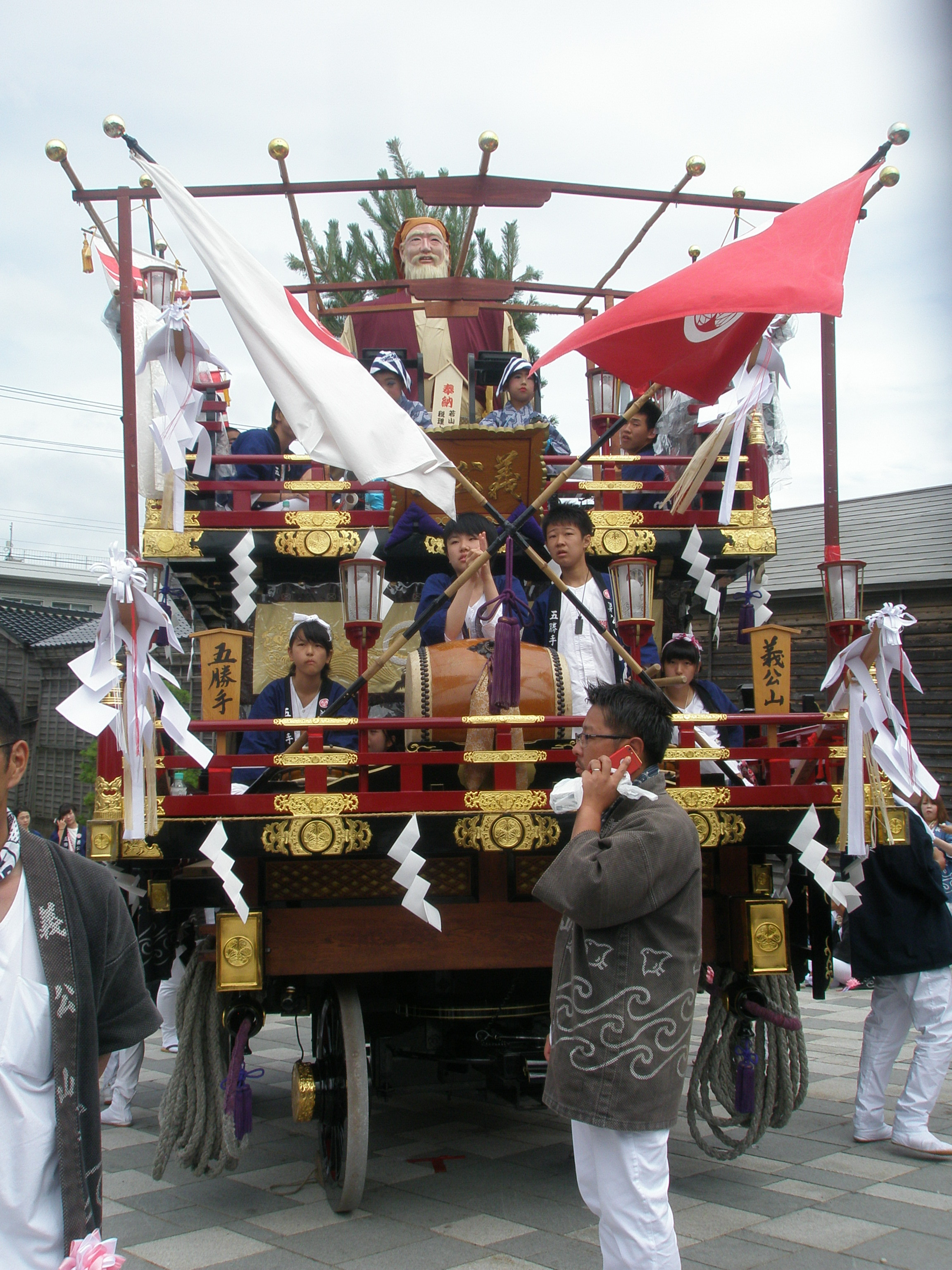
義公山
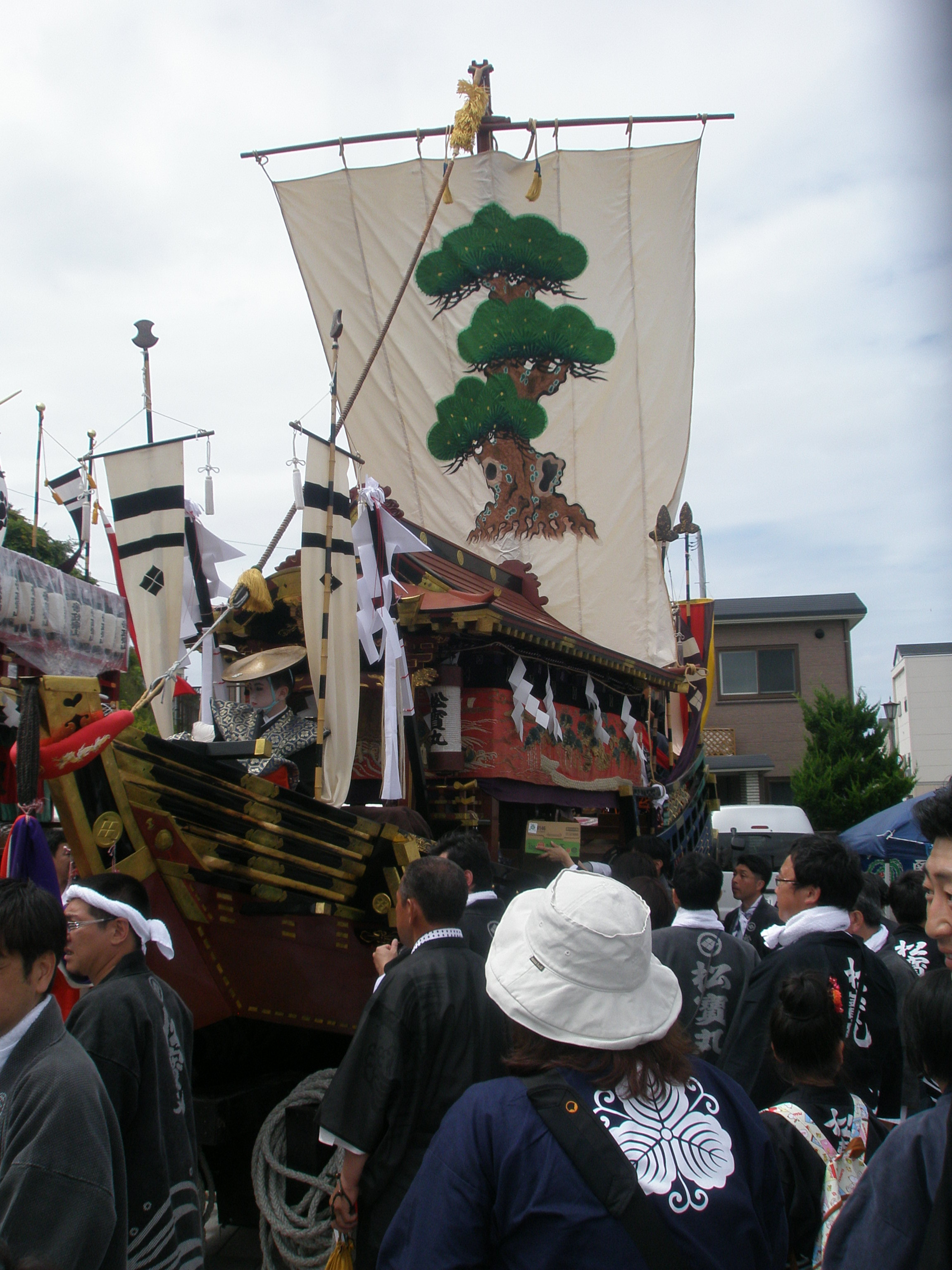
松寳丸
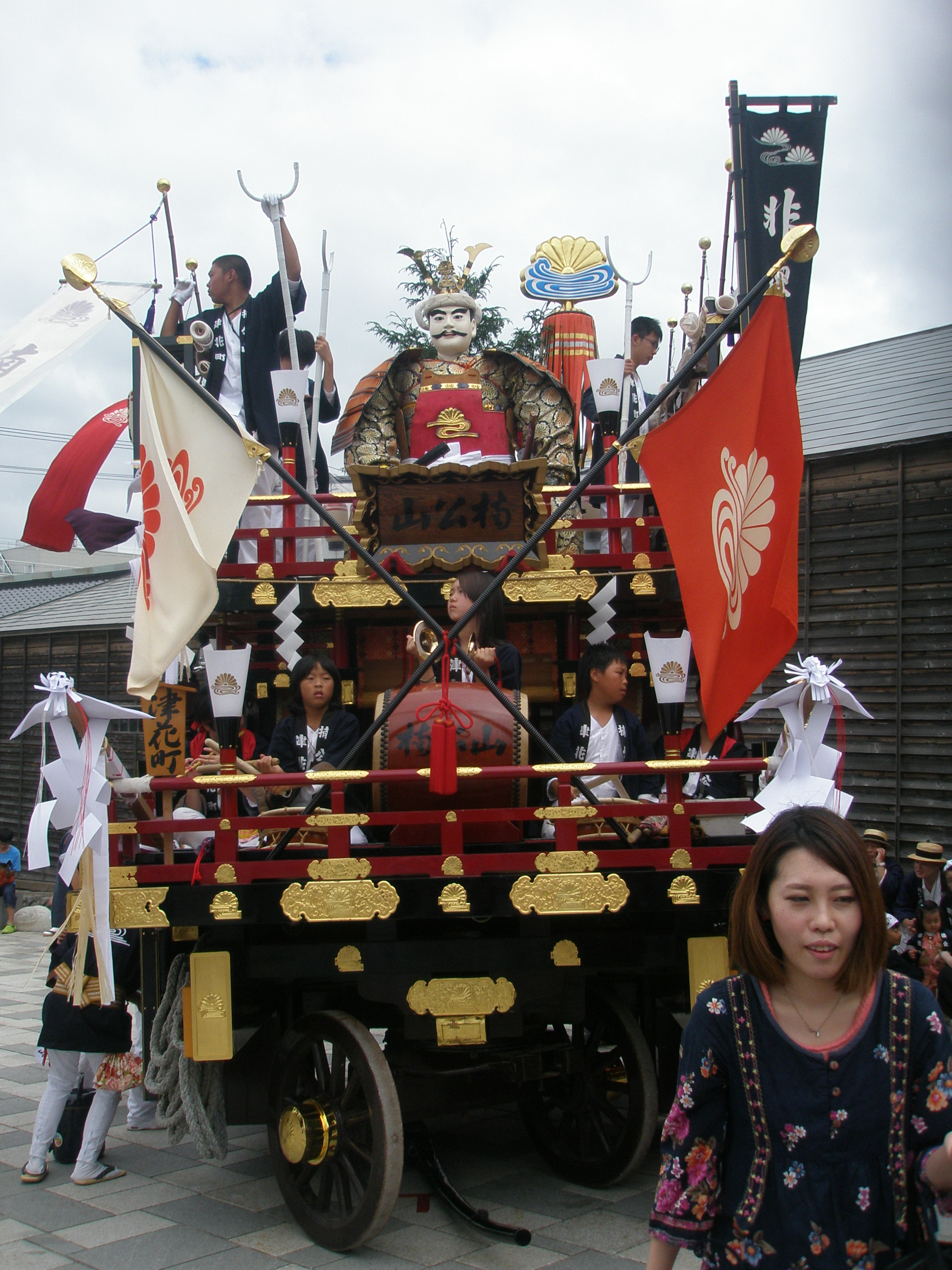
楠公山
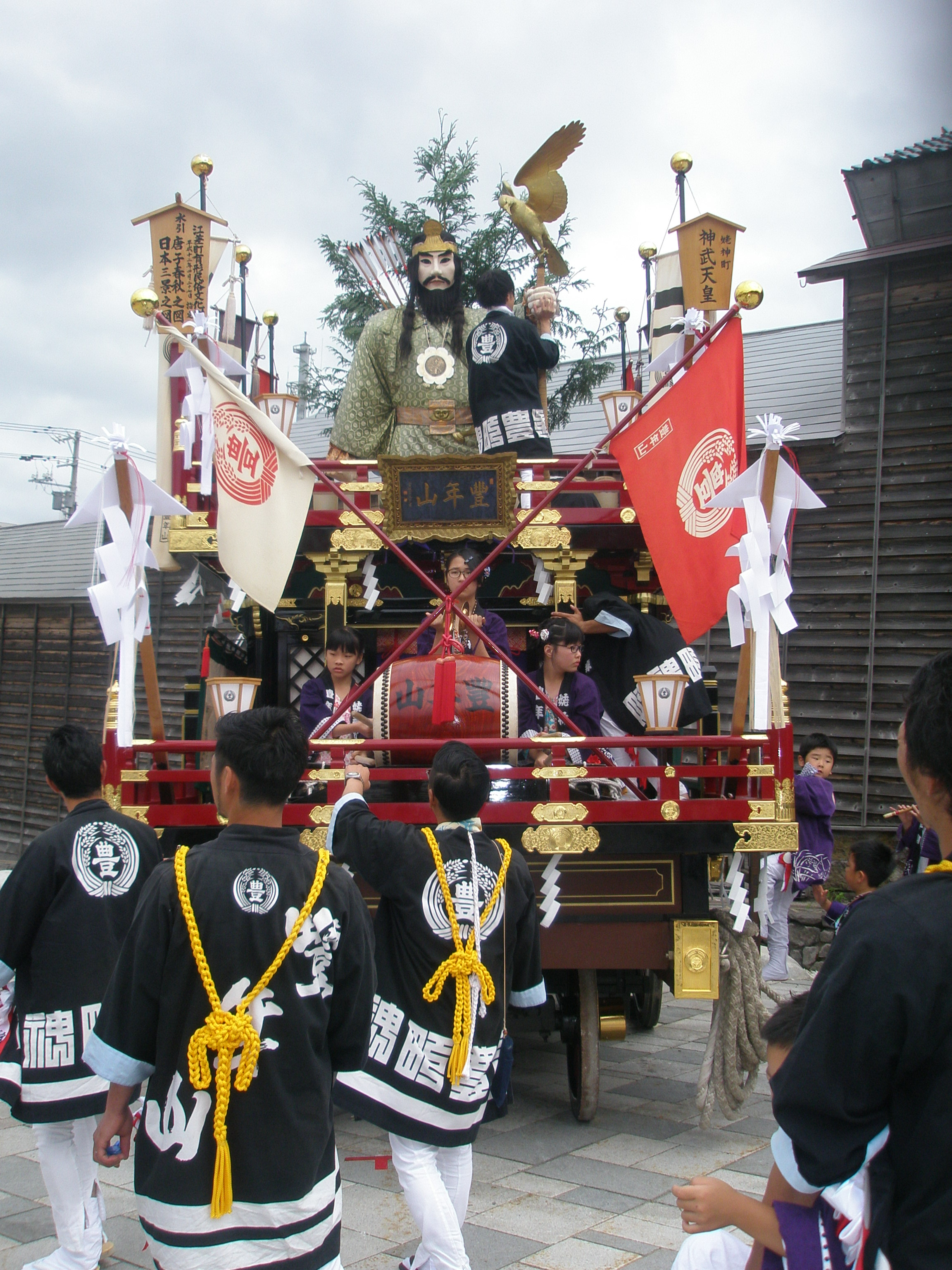
豊年山
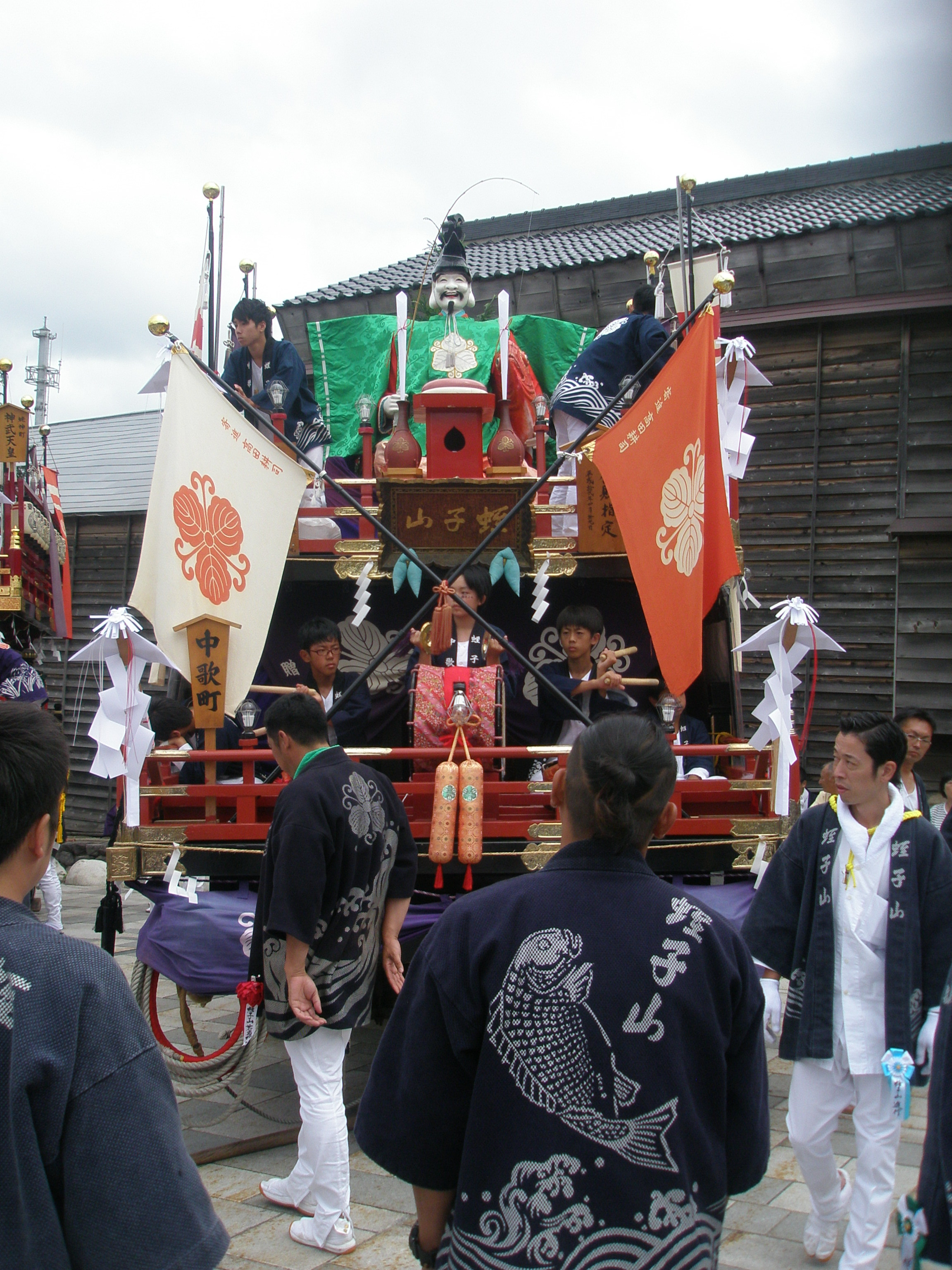
新調前の蛭子山
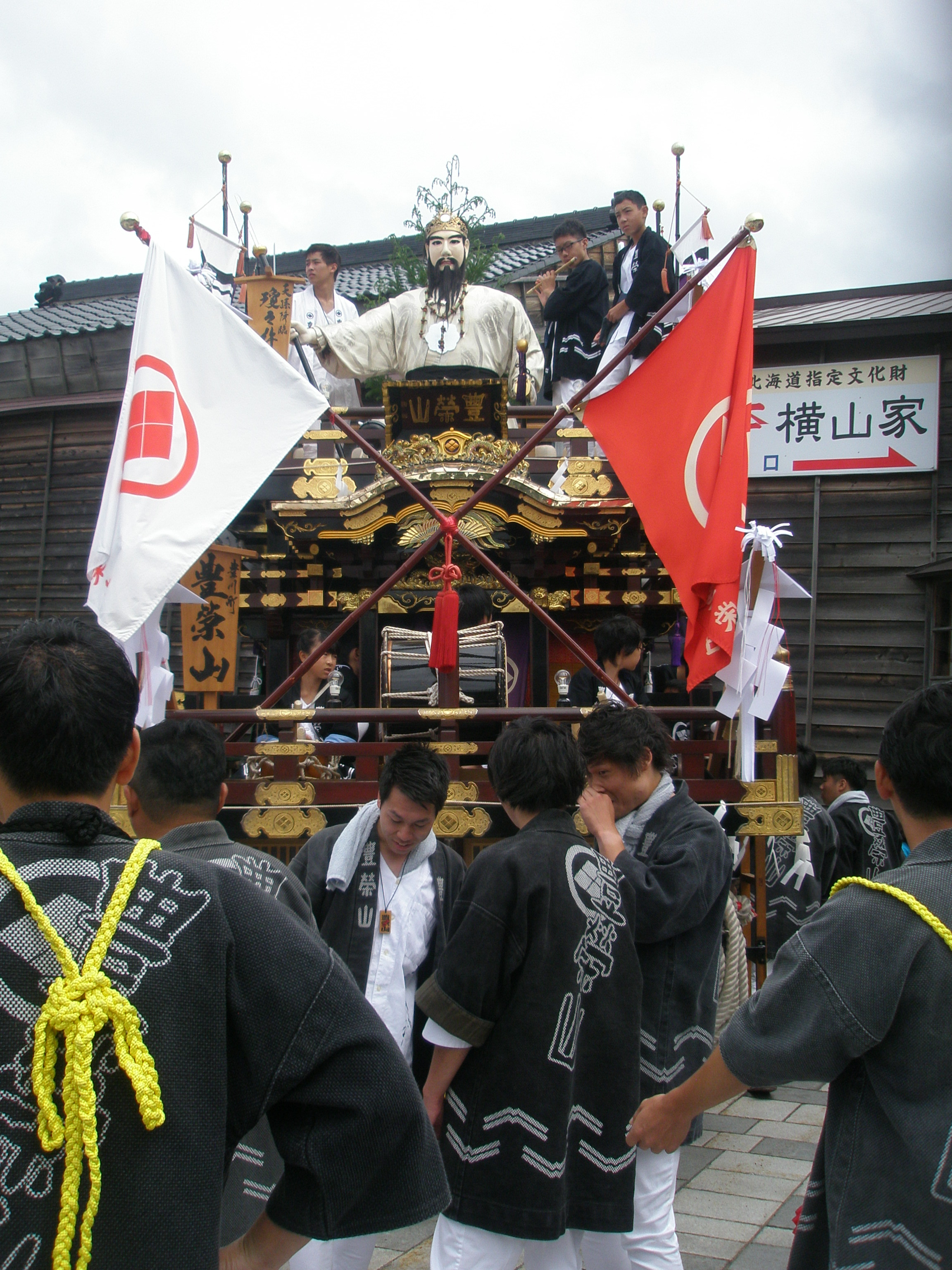
豊榮山
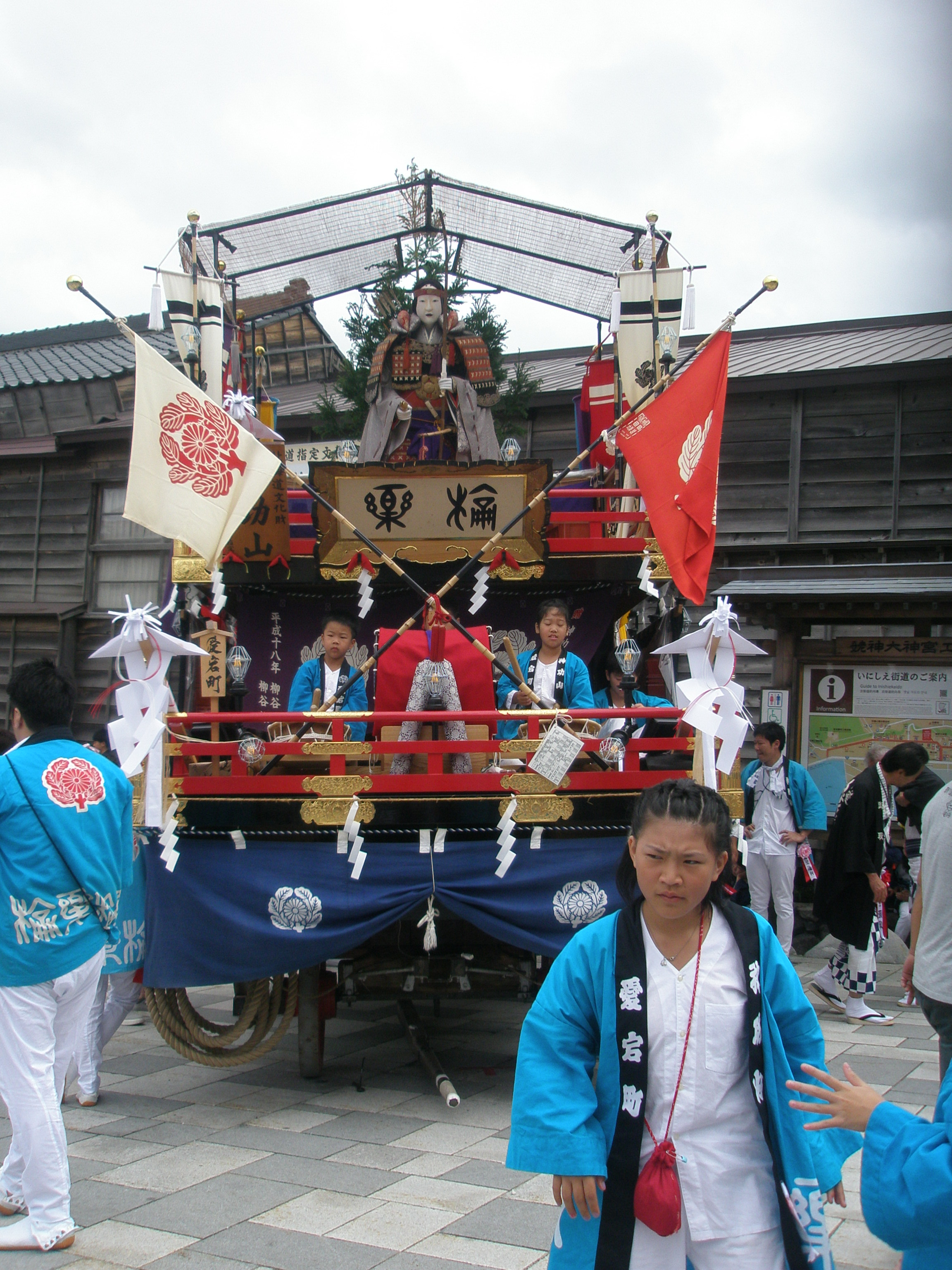
神功山
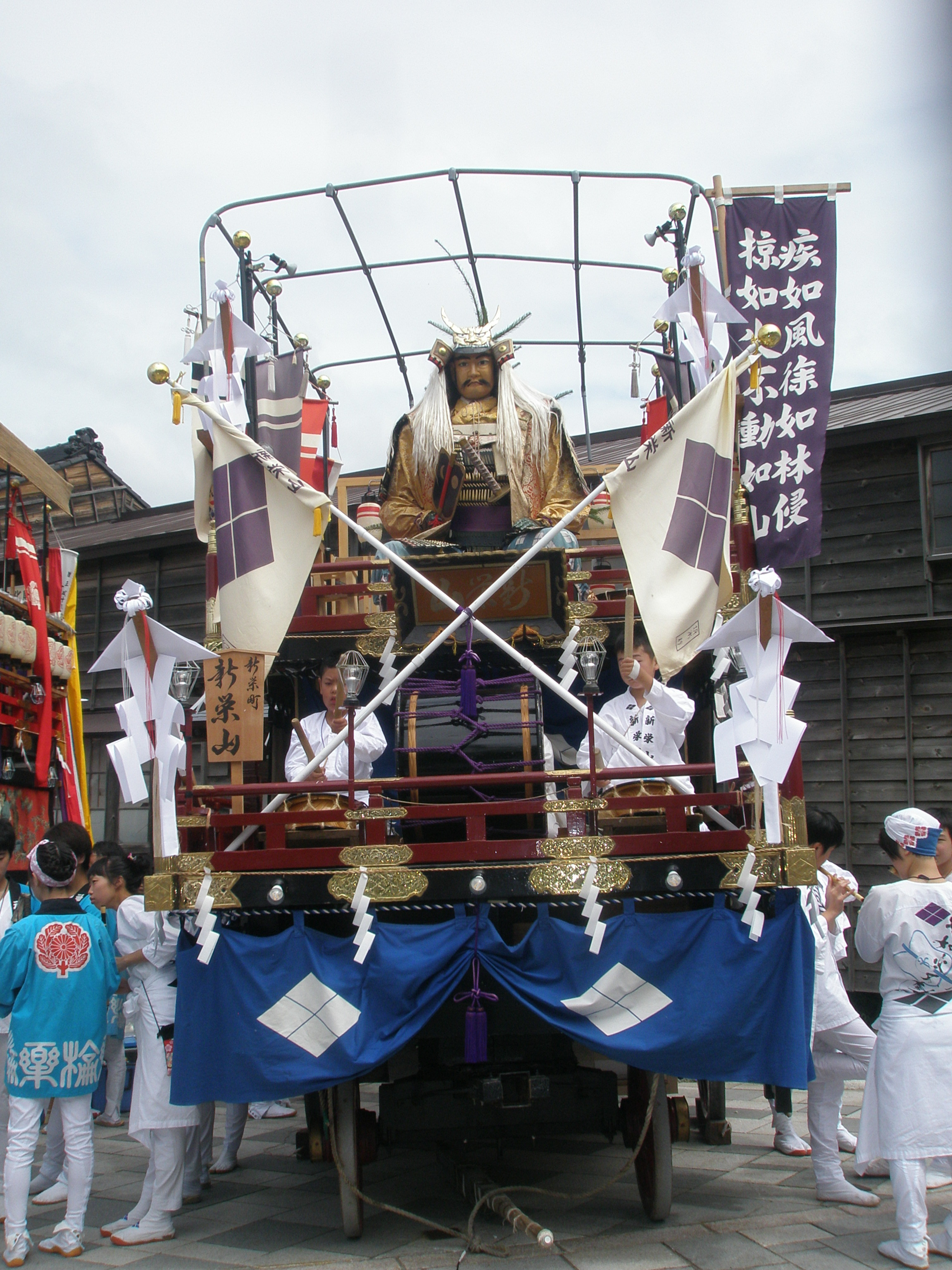
新調前の新栄山

一番古い山車人形は神功山の神功皇后で宝暦4年（1754年）に製作されたとの記録があり、北海道有形民俗文化財に指定されている。
特殊な山車としては、聖武山は13基中の数少ない動作人形で、山車内部のからくりによって人形が台座ごと上下する構造となっている。
松寳丸は13基中唯一の、船山と呼ばれる和船造りの山車である。
蛭子山は老朽化した事から2018年（平成30年）に107年ぶりに山車が新造され、8月5日に北洋銀行江差支店駐車場を会場としたお披露目会が行われた後、同年の祭から巡行が開始された。

### 山車の構成
山車は、船山である松寳丸を除いては、屋体最上段後方に依り代となる青木（通常は松やトド松等の針葉樹が使われる）を立て、その前方に依り代の守護として人形を配置する。松寳丸においては帆が依り代、船頭役の子どもが守護に置き換えられる。最上段には通常、線取（せんとり、後述）の人員も乗り合わせる。
山車の前方（松寳丸においては後方）には大太鼓1台と小太鼓2台を置き、叩き手2名と、山車によっては鉦・チャガマ（山車によって多少呼称の違いあり）などを打ち鳴らす奏者1名を配して、横笛の音に合わせたお囃子を奏でる。

### 山車の巡行
山車は通常、綱で引き手が引くほか、山車本体を押す参加者もいる。方向は先頭にある舵棒で前車輪の向きを変える事で方向転換する。また、下り坂の時は綱を山車の後方に回して引いて減速するほか、後車輪に取り付けられているブレーキ装置で減速や停止を行う。
松寳丸については舵・ブレーキの装置が無く、方向転換は掛け声とともにロープを引いて行い、大きく方向転換する時は山車本体も押し、時に専用のてこ棒も使うなどして動かす。減速は通常、山車の後ろ側に伸ばしたロープを逆方向に引いて行い、山車本体を停止する時は山車本体を後ろに押すほか、てこ棒を車輪に噛ませて止める事もある。
巡行時の出発・停止の合図は進行役が笛（ホイッスルや呼子笛）を吹き鳴らした直後に拍子木を叩く事で行われる。その際、山車の先の舵棒などに取り付けられたスイッチでベルを鳴らして、後方のブレーキ担当にブレーキを解除したりブレーキをかけたりする合図を出すところもある。
巡行の際には、力をこめる掛け声として「エンヤ！エンヤ！」という声がよくかかる。この他、松寳丸では方向転換の際に力を一気にかける合図の掛け声として「ソーレヤッサードッコイショ！エンヤ！」と言ってから一気にロープ・山車本体・てこ棒に力を入れるが、近年では他の山車でも巡行の際、勢いを付ける時や上り坂を上る時の力の入れ始めにこの掛け声を掛ける所も増えている。余談だが、この影響もあって、江差町内の小学校・中学校・高校の運動会や体育祭での綱引きの際に児童・生徒が「エンヤ！エンヤ！」の掛け声を掛けるのが見られる。
本祭の8月11日上町巡行で南浜町の南が丘小学校に至る急坂と檜山神社付近の急坂においては、他の山車の引き手が前後する山車に加わって坂道を上るのを手助けする光景が見られるようになった。

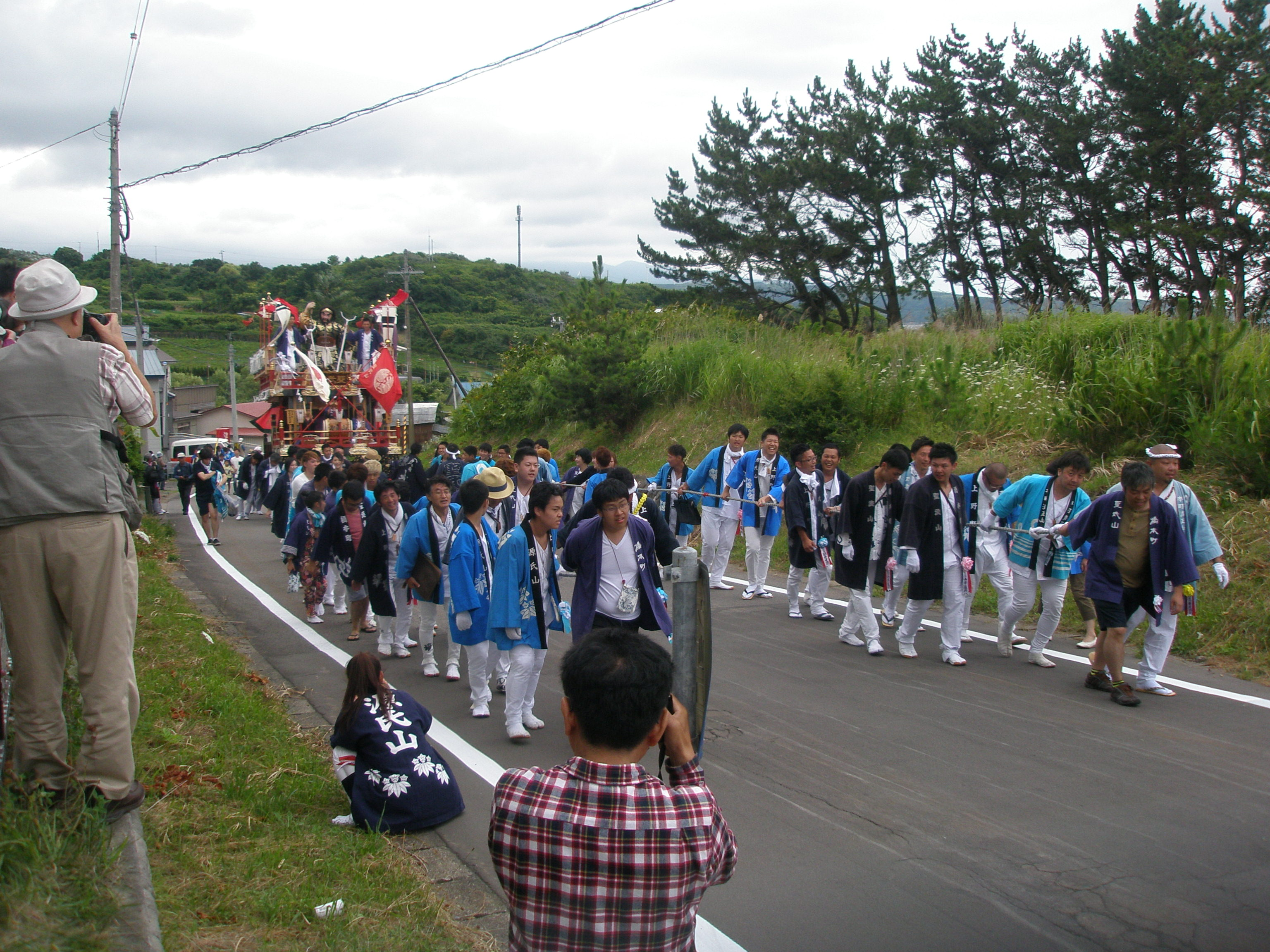
急坂ではお互いの山車の引き手が手伝って上る

### 山車立て
巡行の経路上にて、沿道の神社への参拝や、切り声を謡うなどして立ち寄る家・企業・施設等の前で、山車を目的の場所に向けた上で停車させる事を「山車を立てる」という。

### 電飾
夜間の巡行にともなって、山車には提灯・行灯・人形に光を当てるスポットライトなどの電飾があしらわれる。
電飾に使う電源は、当初はエンジン式発電機を使用していたが、1970年に火災事故が発生（#山車巡行の中止等を参照）したことから、現在ではバッテリーを使用している。
近年では電飾にインバータとLED照明を使う山車も増え、省電力化が可能となって、積載するバッテリーの数を減らせることによる軽量化も実現している。

### 山車に関連するあれこれ
起源こそ不明だが、古くからの家によっては山車の模型を所有しているところもあり、祭期間中（場所によっては常時）その模型が巡行経路に面する家などで目に付きやすい所に飾られることがある。
姥神大神宮の境内には、町内13基の山車の模型と北前船の模型が常設展示されている「模型山車館」が設けられている。

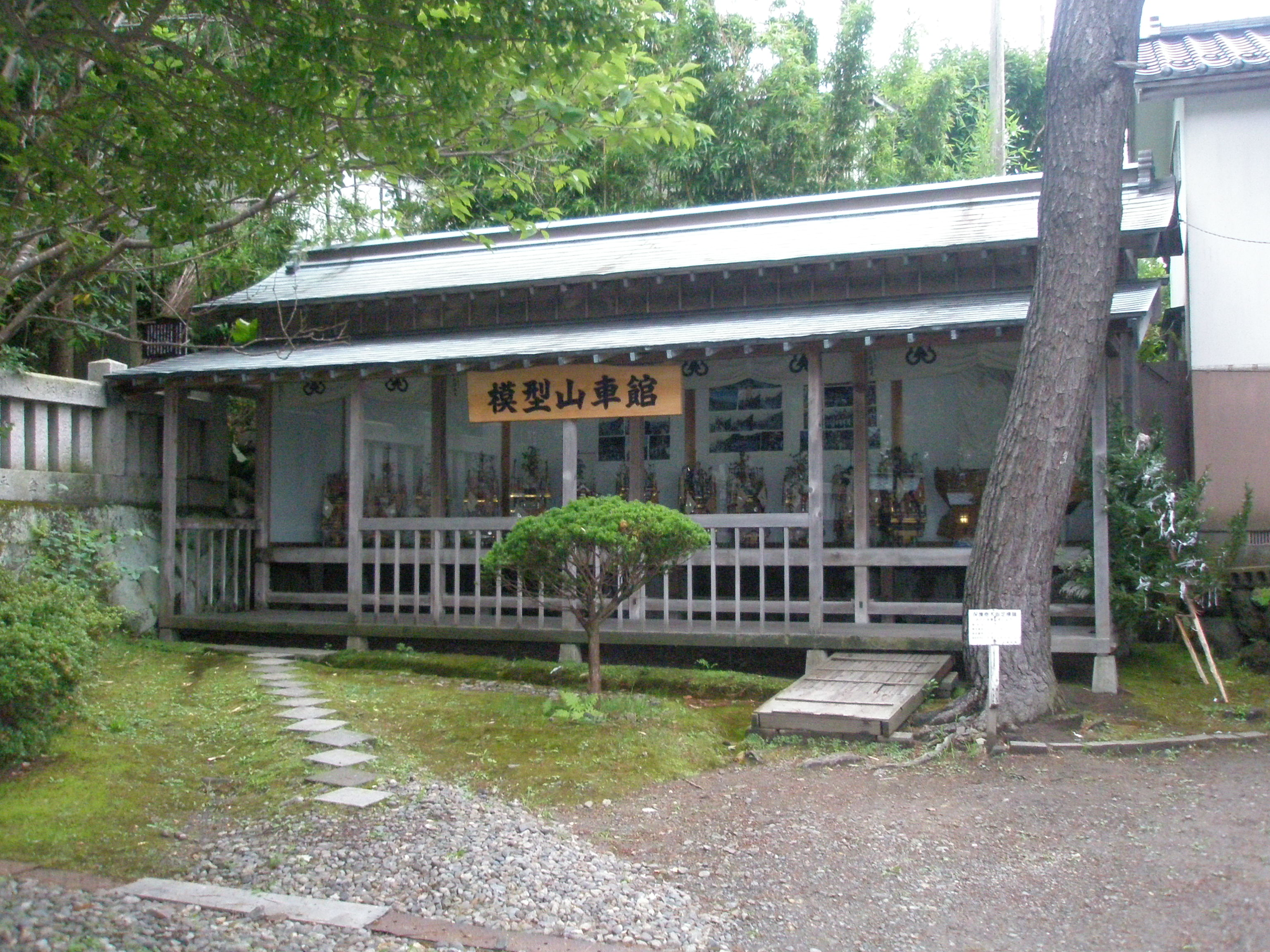
姥神大神宮内・模型山車館
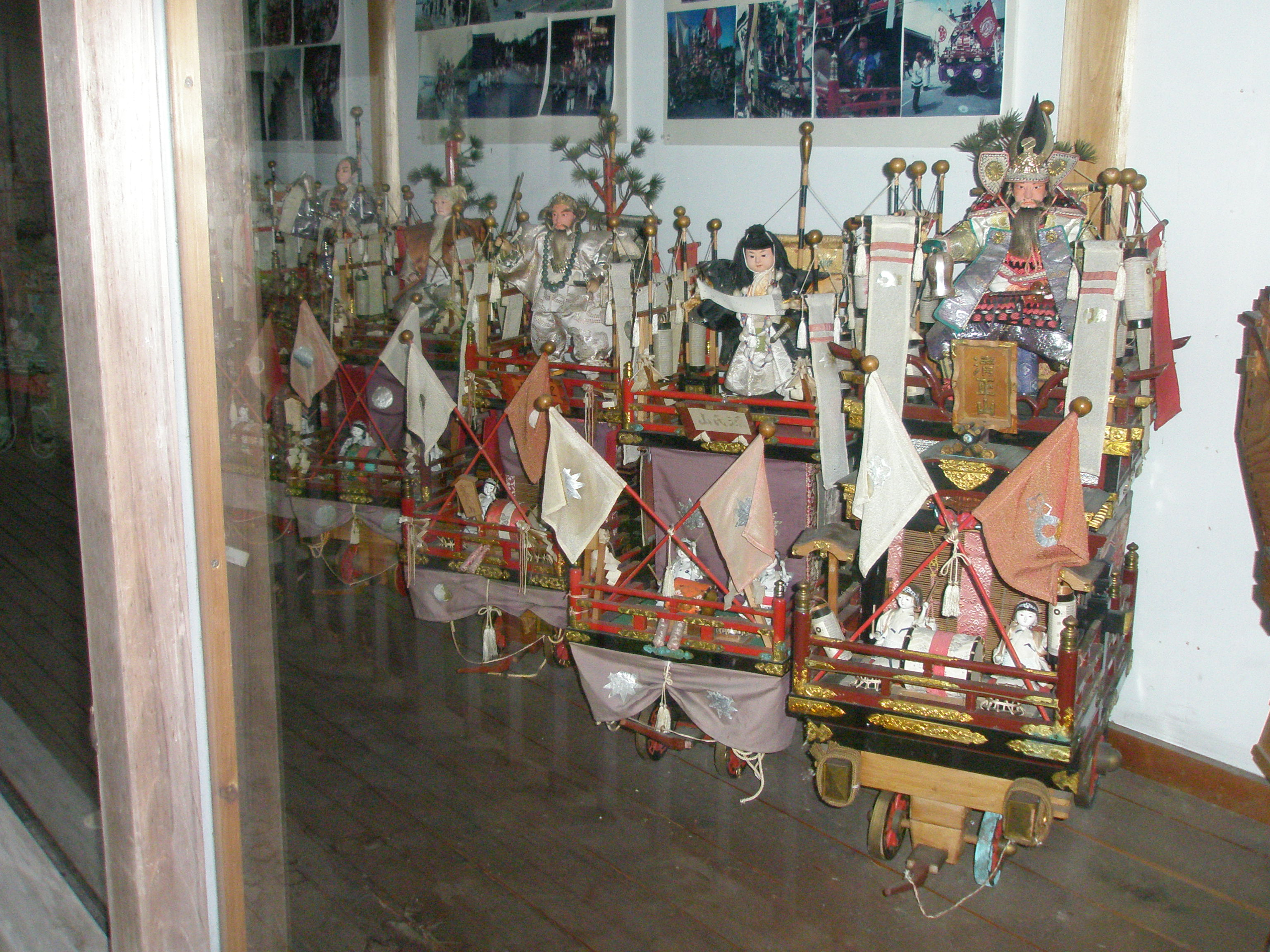
姥神大神宮内・模型山車館に展示の山車模型1（右より清正山・源氏山・聖武山）
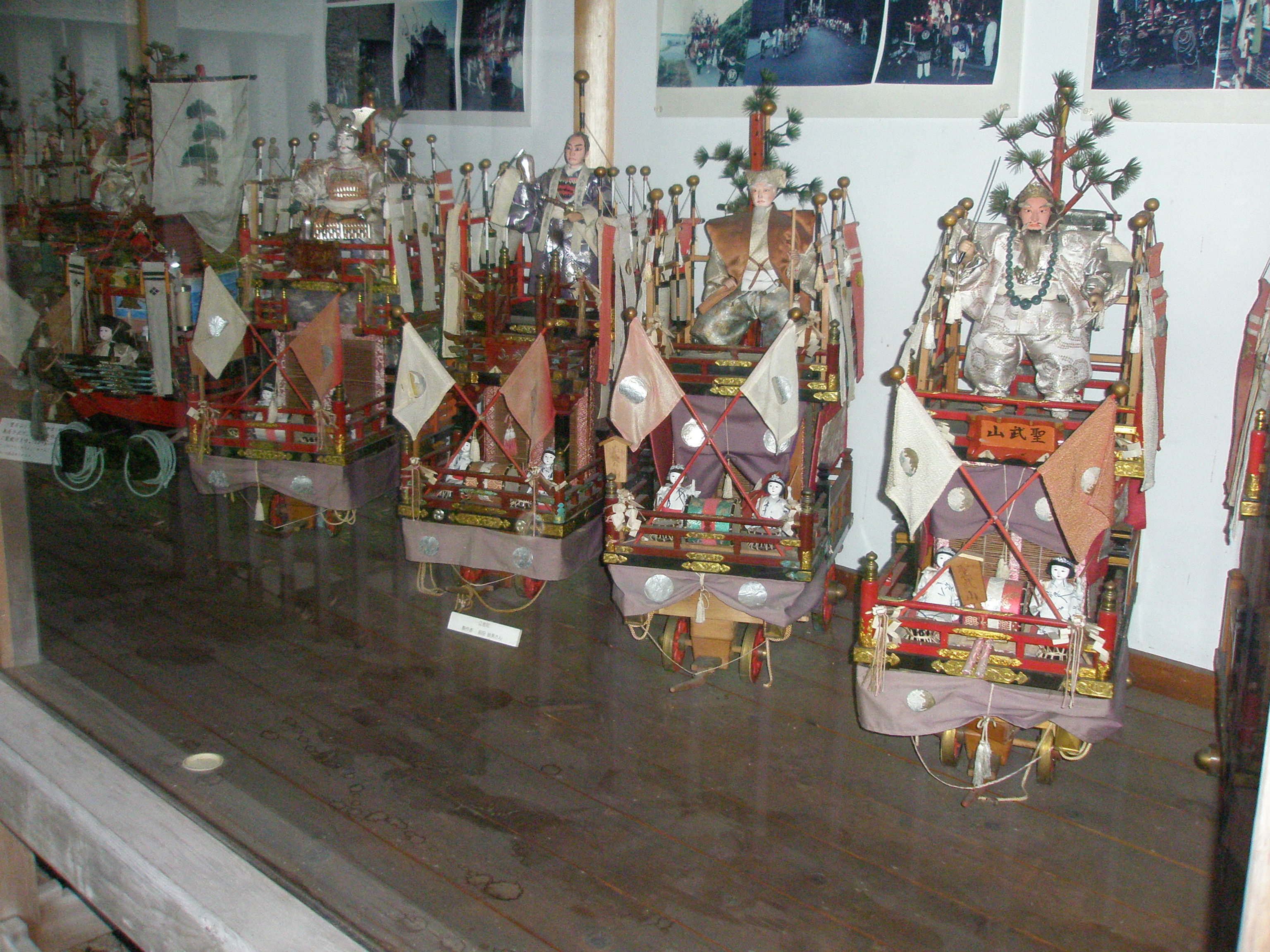
姥神大神宮内・模型山車館に展示の山車模型２（右より聖武山・譽山・義公山・楠公山）
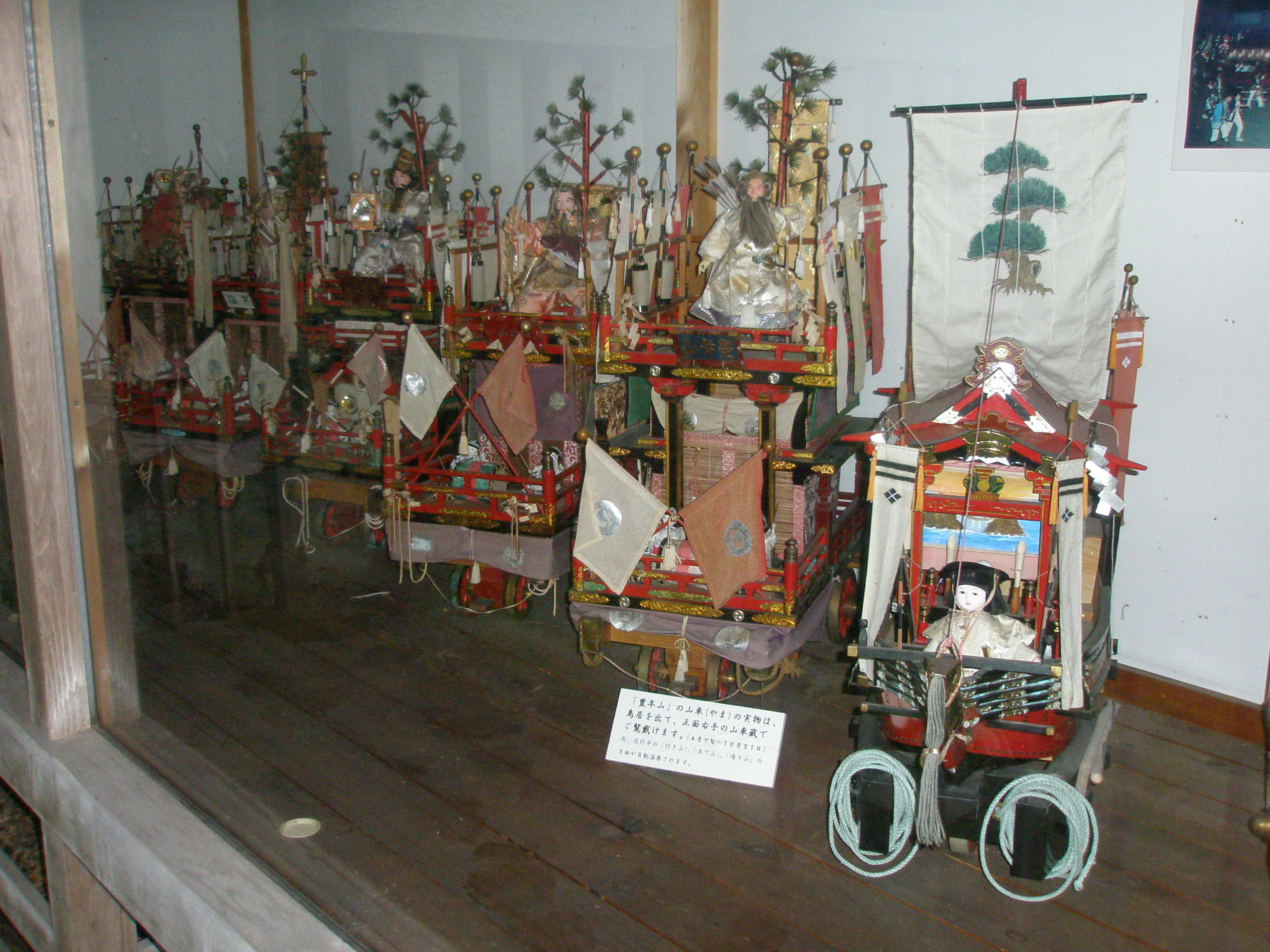
姥神大神宮内・模型山車館に展示の山車模型３（右より松寳丸・豊榮山・蛭子山・神功山）
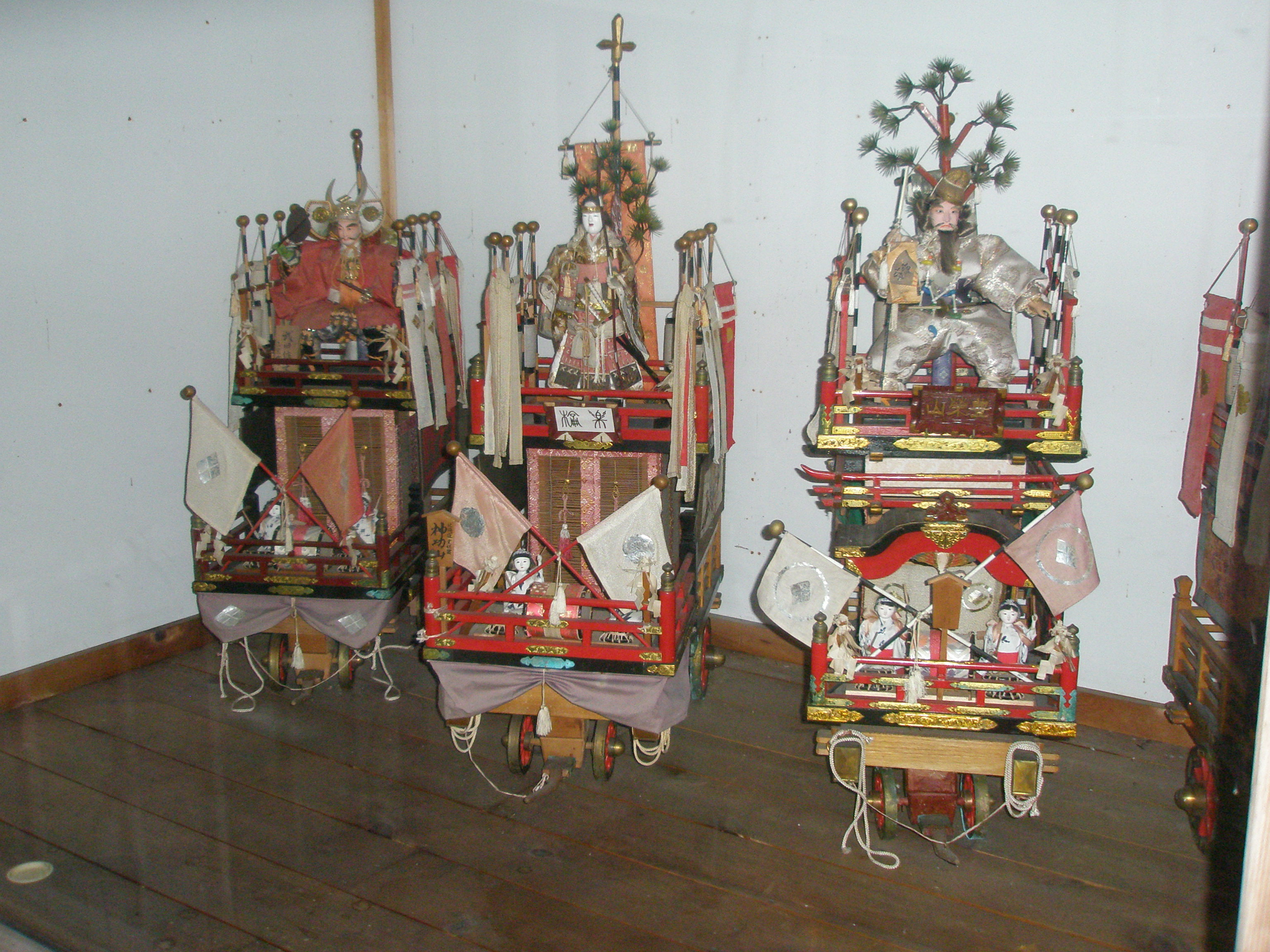
姥神大神宮内・模型山車館に展示の山車模型４（右より豊榮山・神功山・新栄山）
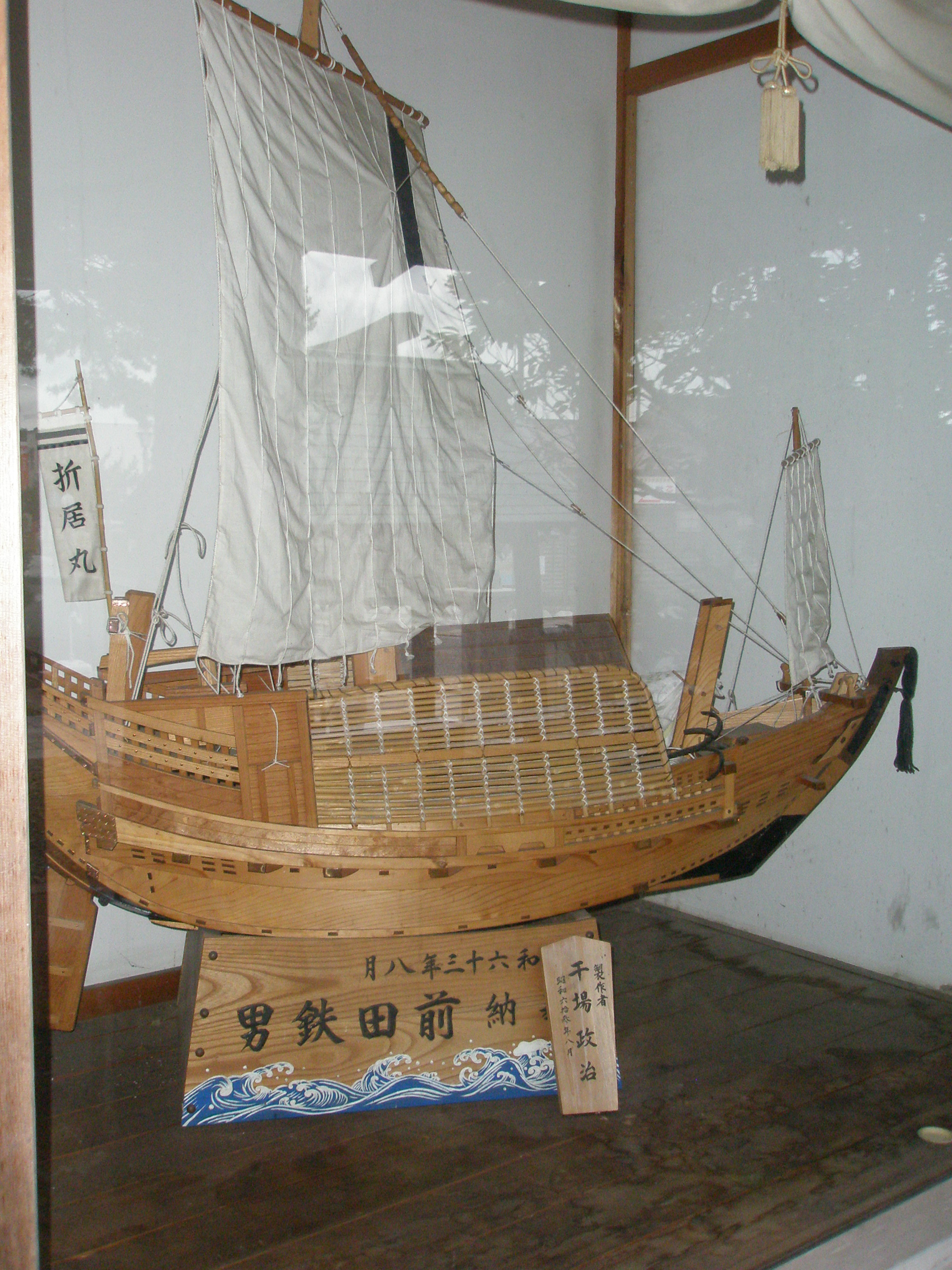
姥神大神宮内・模型山車館に展示の北前船

「江差山車会館」の展示物の中にも町内13基の山車の模型がある。
姥神町の「壱番蔵」という施設の前に、「姥神山」と名付けられて実際の約1/3サイズとした山車の模型が展示されていたことがある。「姥神山」は当初は姥神大神宮の前にあった電話ボックスの飾りとして作られていたが、電話ボックスの撤去に伴って残った山車模型部分が、後方の台に立って記念撮影をする事が出来るように改造を施された展示物となっていた。

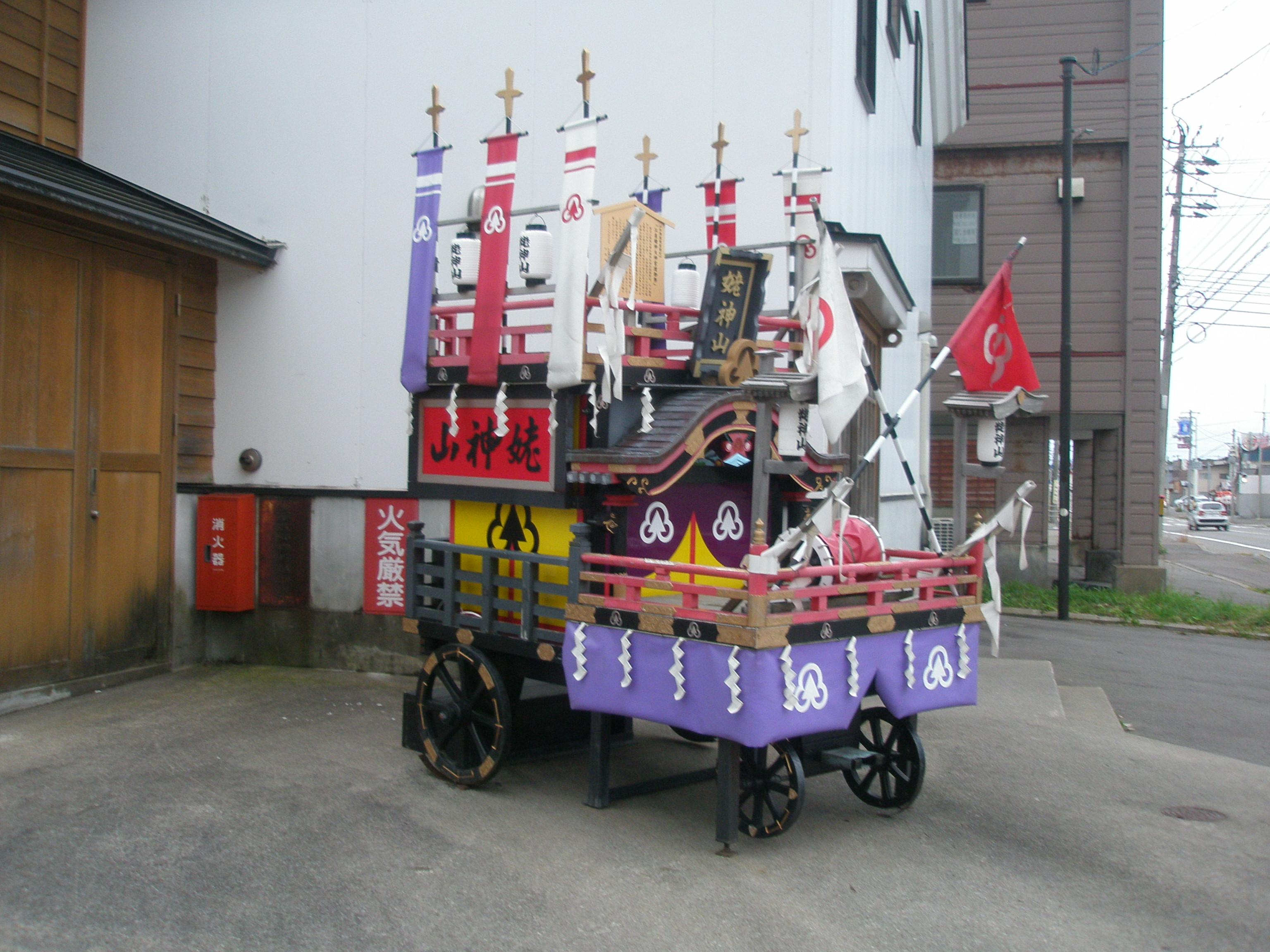
姥神町・壱番蔵の前にある山車模型「姥神山」

津花町・姥神町・中歌町の山車巡行経路となっている「いにしえ街道」と呼ばれる通りは、1995年の整備の際に電線地中化されたが、地中化の理由の一つに山車の依り代の木や人形などが電線に引っかからないようにするためという目的もあった。

### 山車巡行の中止等
太平洋戦争後の時代において、以下の理由によって山車巡行が行われなかった年がある。
- 1971年（昭和46年）

前年に発生した、山車の照明電源に使われていたエンジン式発電機の燃料取り扱い不良による火災事故発生を受けて中止
- 1993年（平成5年）

同年7月12日に発生した北海道南西沖地震による自粛
- 2020年（令和2年） - 2021年（令和3年）

2019年（令和元年）より発生した新型コロナウイルス感染症関連のために中止

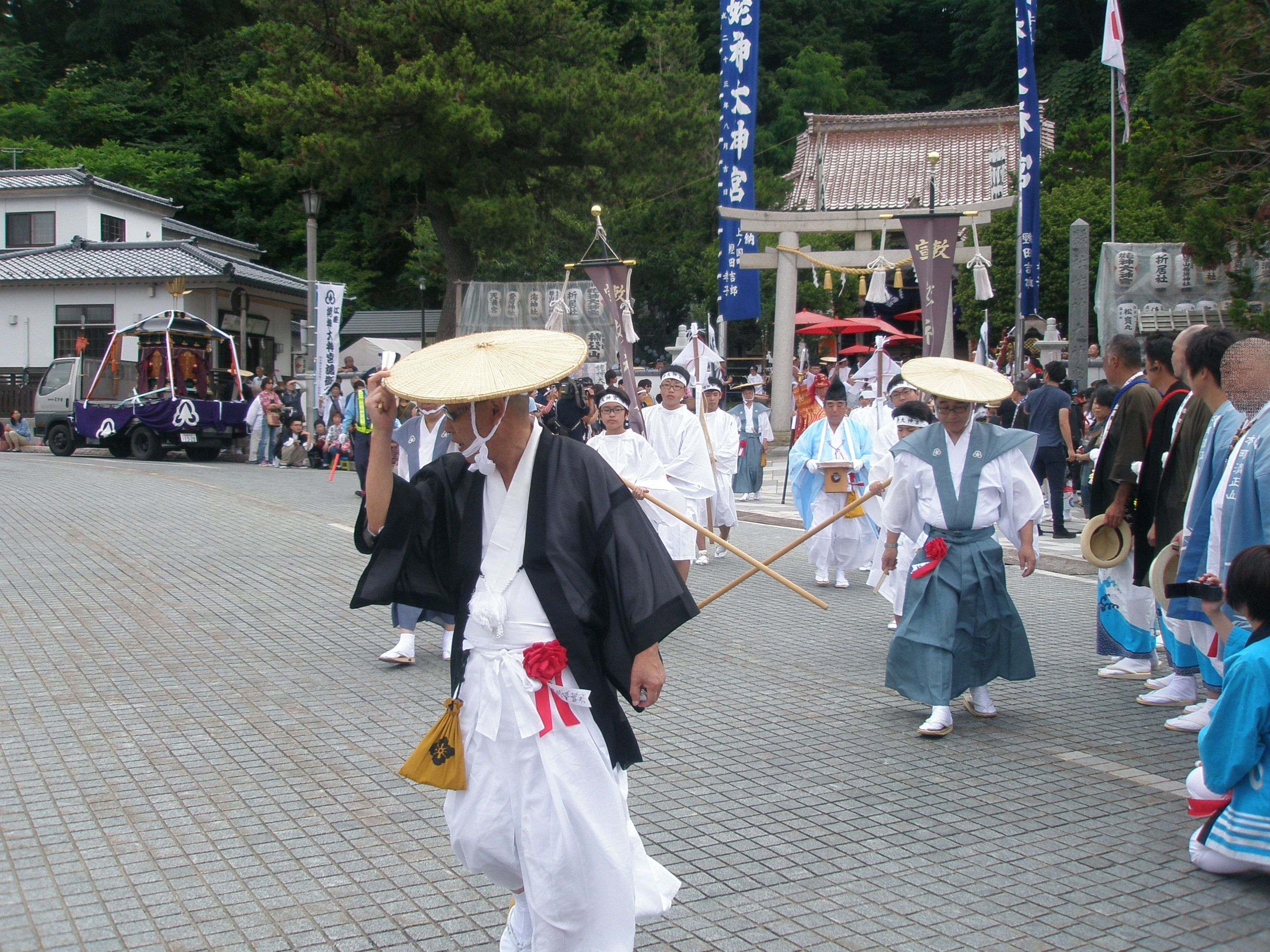
警護・先導・塩打役
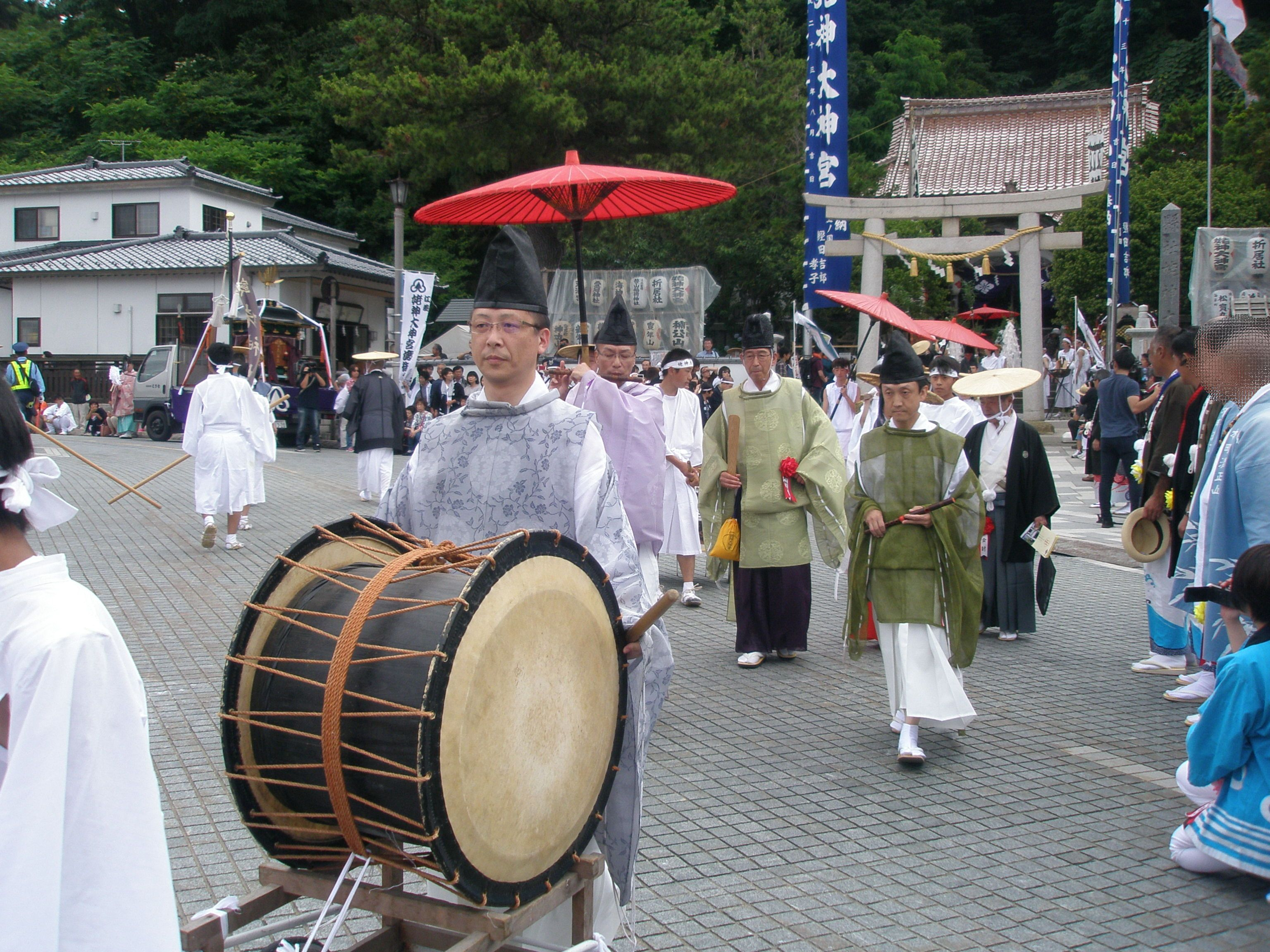
神職
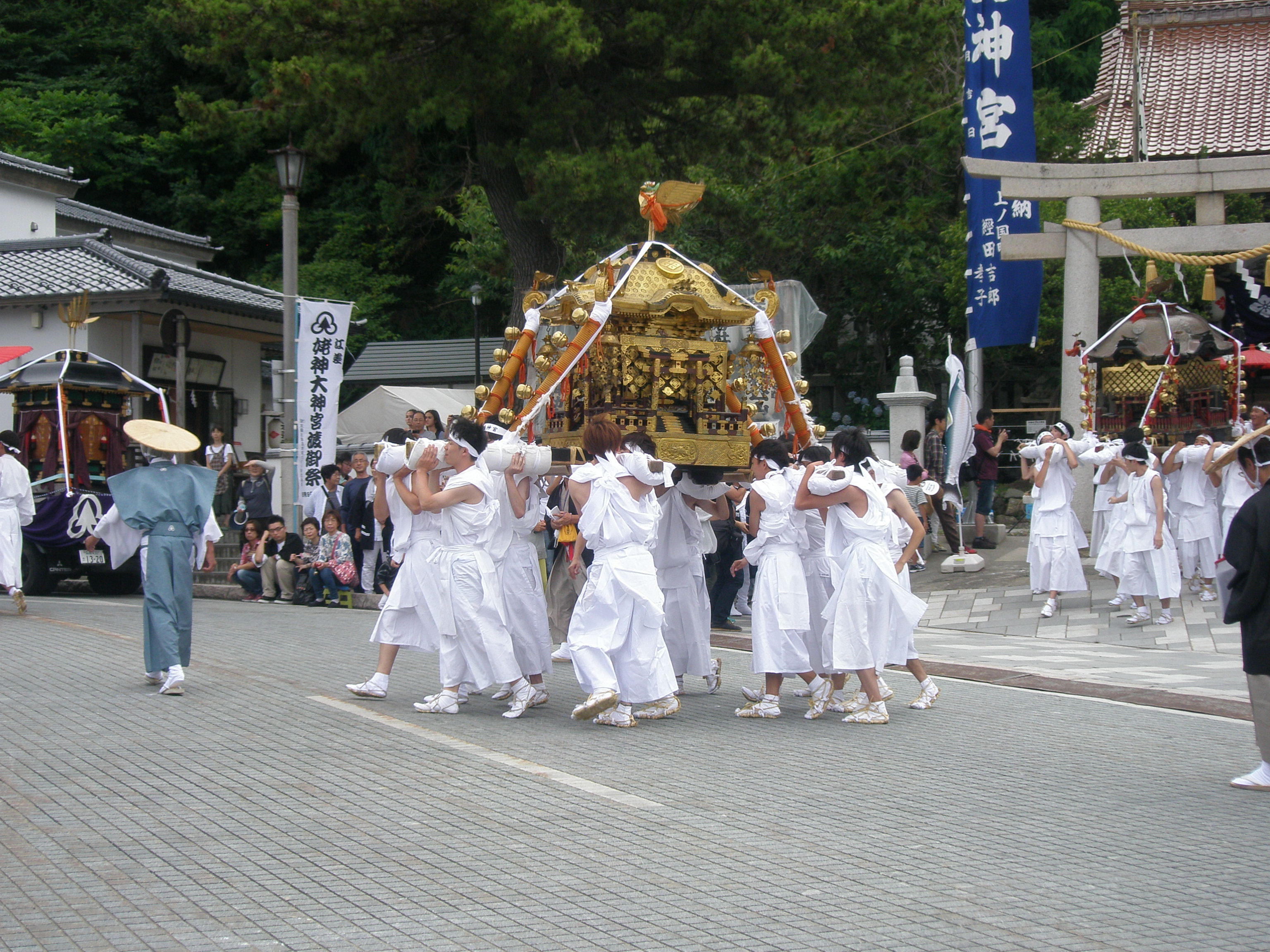
2021年（令和3年）は、姥神大神宮の神職による疫病退散の意味合いを込めた神輿渡御行列が行われたほか、江差山車会館内の山車展示継続と、8月9日 - 14日の期間に松寳丸以外の町内各所での山車や山車人形展示のみが行われた。
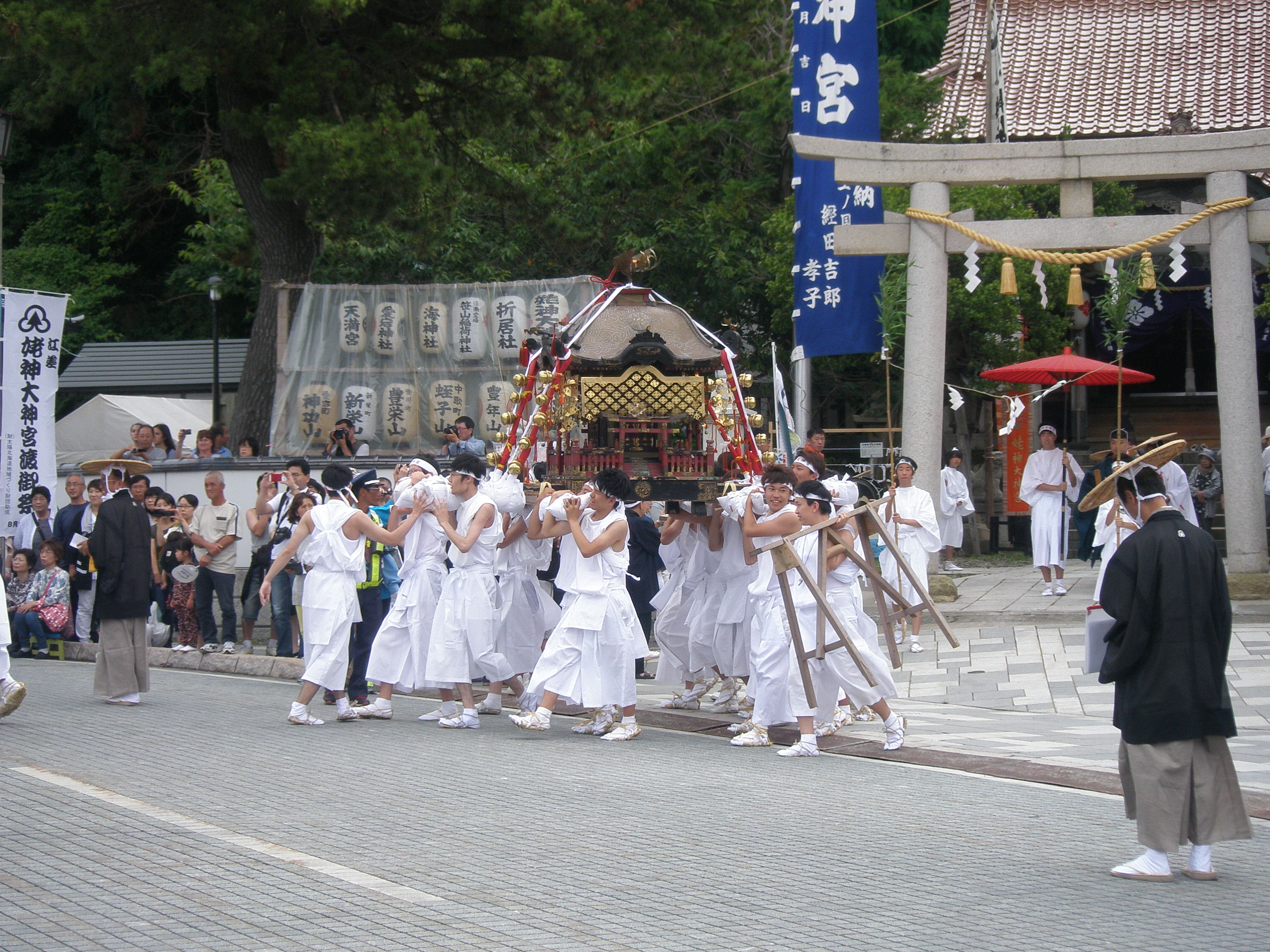
御輿渡御2

新型コロナウイルス感染症の影響は2022年（令和4年）も続き、当初は姥神大神宮祭典協賛実行委員会事務局より「お囃子における掛け声」「切り声」「御祝儀集め」「山車参加者への飲食の振る舞い」をそれぞれ自粛し、各山車に補助金を支給した上で山車巡行を行う方針だったが、各町から、自粛内容についての反発があった事や感染拡大のおそれなどを危惧した事などにより、全ての山車が集合しての巡行は中止となった。その後、「豊榮山」「豊年山」「政宗山」「蛭子山」「神功山」が自町内のみ巡行（曳き回し）することが決定し、「松寳丸」は飾り付けをして檜山神社境内での展示を行い、それ以外の山車は、江差山車会館で引き続き展示中の2基および「源氏山」を除いて、町内各所で山車人形の展示が行われた。ほかにも姥神大神宮の神事は5月時点において開催の方向で調整中としていたが、8月2日時点で開催が決定し、9日に宵宮祭が、10日 - 11日の両日に町内全域を巡る神輿渡御が行われた。

## 行事
渡御祭は概要中の3日間において行われるが、祭全体としては、例年8月4日からの姥神大神宮での例大祭等の神事を含めたものがこの祭の全てであるので、この項目では神事を含めた祭典に関して記述する。

### 神事
祭祀状況は、祭典要項（姥神大神宮社務所編・一九九七）にのっとって、次の通り行われる。
8月4日
- 例大祭　宵宮祭（本宮社殿）

早朝に社殿を装飾し、夕刻には宮司以下、祭員、総代、および氏子崇敬者が参進して手水の儀を行う。
夕刻、宵宮祭にて神社祭式に則り、開式の辞、修祓の儀、宮司一拝、開扉の儀、献饌の儀、祝詞奉上、献幣の儀、玉串奉奠、徹幣の儀、徹饌の儀、閉扉の儀、宮司一拝、閉式の儀、直会（なおらい）という一連の神事を行う。
8月5日
- 例大祭　本祭（本宮社殿）

朝に宮司以下祭員は参進して手水の儀を行う。その後（午前10時頃）、本宮社殿にて本祭を行う。ここでも宵宮祭と同じように神社祭式に則っての神事を行うが、神幸の儀はこの日ではなく、9日の御遷霊祭から11日の御輿渡御祭にかけて行う。
8月9日
- 渡御祭　遷霊祭（本宮社殿）

先だって江差追分および舞踊奉納（境内）が行われた後、神社祭式における大祭式に則って渡御祭が行われ、玉串奉奠のあと、御遷霊祭（御霊を御輿に遷す神事）、御輿献遷、宮司一拝、修祓の儀、先導山車定めの儀、先導山車頭取ほか山車頭取玉串奉奠、閉扉の儀、宮司一拝、御神鏡・御神矢・撒酒の配布、神楽奉納、祭典委員長挨拶、閉会の儀という一連の神事を終えた後、直会となる。
8月10日
- 渡御祭　発輿祭（本宮社殿）
- 御輿渡御　出立（本宮より出発）
- 御輿渡御　駐輿祭（笹山神社）
- 御輿渡御　宿入之儀（本宮社殿）
- 御輿渡御　着輿祭（本宮社殿）

通常、11:00頃に発輿祭が神社祭式における大祭式に則って行われ、その後御輿渡御行列が本宮を出立して、本宮のある姥神町から下町と呼ばれる中歌町・豊川町・新栄町・愛宕町を渡御する。日中の渡御はおおむね17:00頃まで行われ、その後笹山神社での駐輿祭となり、笹山神社において御駐輿奉案として神饌案の上に献饌し、修祓の儀、祝詞奉上、宮司玉串奉奠、参列者玉串奉奠、徹饌の儀、宮司一拝などの神事を行う。
18:00頃から本宮までの渡御を行い、宿入之儀（後述）から着輿祭に至る。着輿祭では修祓の儀、御輿奉案、宮司御霊代を御奉遷、献饌の儀、祝詞奉上、宮司玉串奉奠、徹饌の儀、宮司一拝の神事を行う。
- 警護・先導・塩打役
- 神職
- 御輿渡御1
- 御輿渡御2

8月11日
- 渡御祭　発輿祭（本宮社殿）
- 御輿渡御　出立（本宮より出発）
- 休憩（檜山神社）
- 御輿渡御　駐輿祭（賢光神社）
- 御輿渡御　宿入之儀（本宮社殿）
- 御輿渡御　還霊祭（本宮社殿）

神事においては、檜山神社での休憩を除いては、おおむね前日と同様である。本宮を出立した後は、前日と反対方向に進み、おもに上町と呼ばれる地区の渡御となる。渡御の経路となる町は、姥神町から順に津花町・茂尻町・海岸町・南浜町・柏町･陣屋町・茂尻町・橋本町・本町・上野町・本町となる。その後賢光神社のある新地町で駐輿祭の後に折り返し、北前坂を経由して姥神町の本宮に至る。

#### 猿田彦命
御輿渡御に先んじて、御輿を先導する形で猿田彦命を中心とした猿田彦行列が行われる。順路にはそこに面した家々などが猿田彦命の通り道として塩で道筋を作り、自分の所に招きたい時にはそこまでの塩の道筋も作る。
猿田彦行列には礼儀作法がやかましくあり、
- 建物の2階以上から目立つ形で行列を見下ろしてはならない
- 行列が見えるところに洗濯物等を干したままにしてはならない
- 行列を横切ってはならない
- 猿田彦命が目の前を通過する際はかぶっている物（帽子・ほっかむり等）を頭から外す

などが言い伝えられている。それを破った場合、猿田彦命はその場で歩みを止め、上記の禁忌とされている事象が無くなるまでその場で床几に座り込んで動かなくなるという。

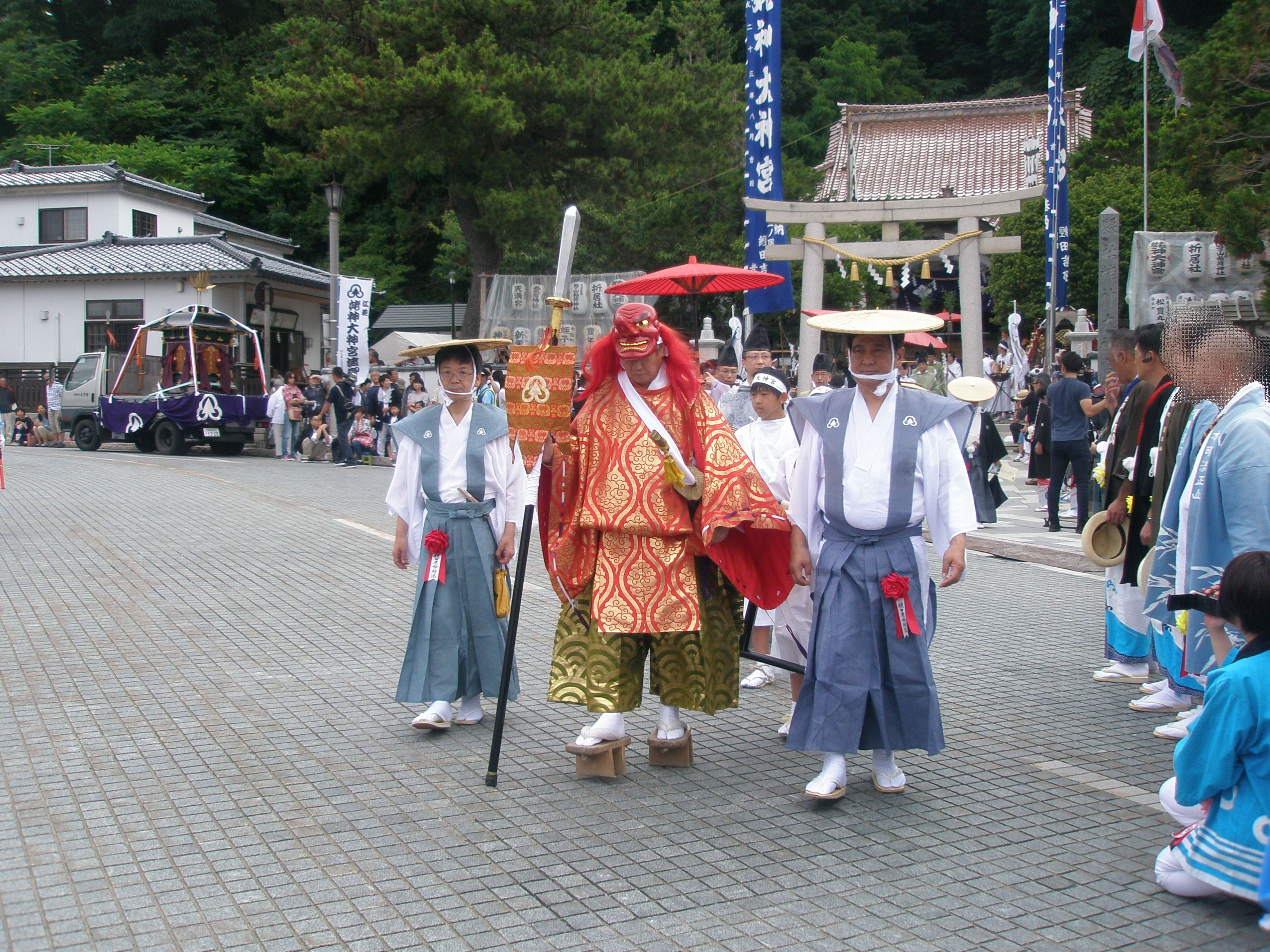
猿田彦命と付添

#### 宿入之儀
8月10日・11日の本祭において、渡御を終えて本宮に戻ってきた3基の御輿を順次拝殿に納める神事。
宿入之儀の前に、神社に通じる参道上に3基の御輿が置かれ、本宮から長い松明を持った8人の祭員が左右4人ずつに分かれて、宿入をする御輿が通る参道の上を松明の篝火で炙りながら清め、折り返し松明の祭員先導のもと、御輿の担ぎ手が「ヤイヨイ！ヤイヨイ！」の掛け声を上げながら本殿へと向かうが、御輿は1度では「喜納あらせられず」として入らず、通常は1基目は6往復の上7度目で、2基目は4往復の上5度目で、3基目は2往復の上3度目で本殿に修まる。回数は一説によれば「七五三」に由来するとも言われている。
本来は祭員の担ぎ手のみで行われていたが、近年では担ぎ手の不足等もあり、10日に行う分について2基目に限り、山車の若衆・若者からも担ぎ手として参加しているのが見られる。

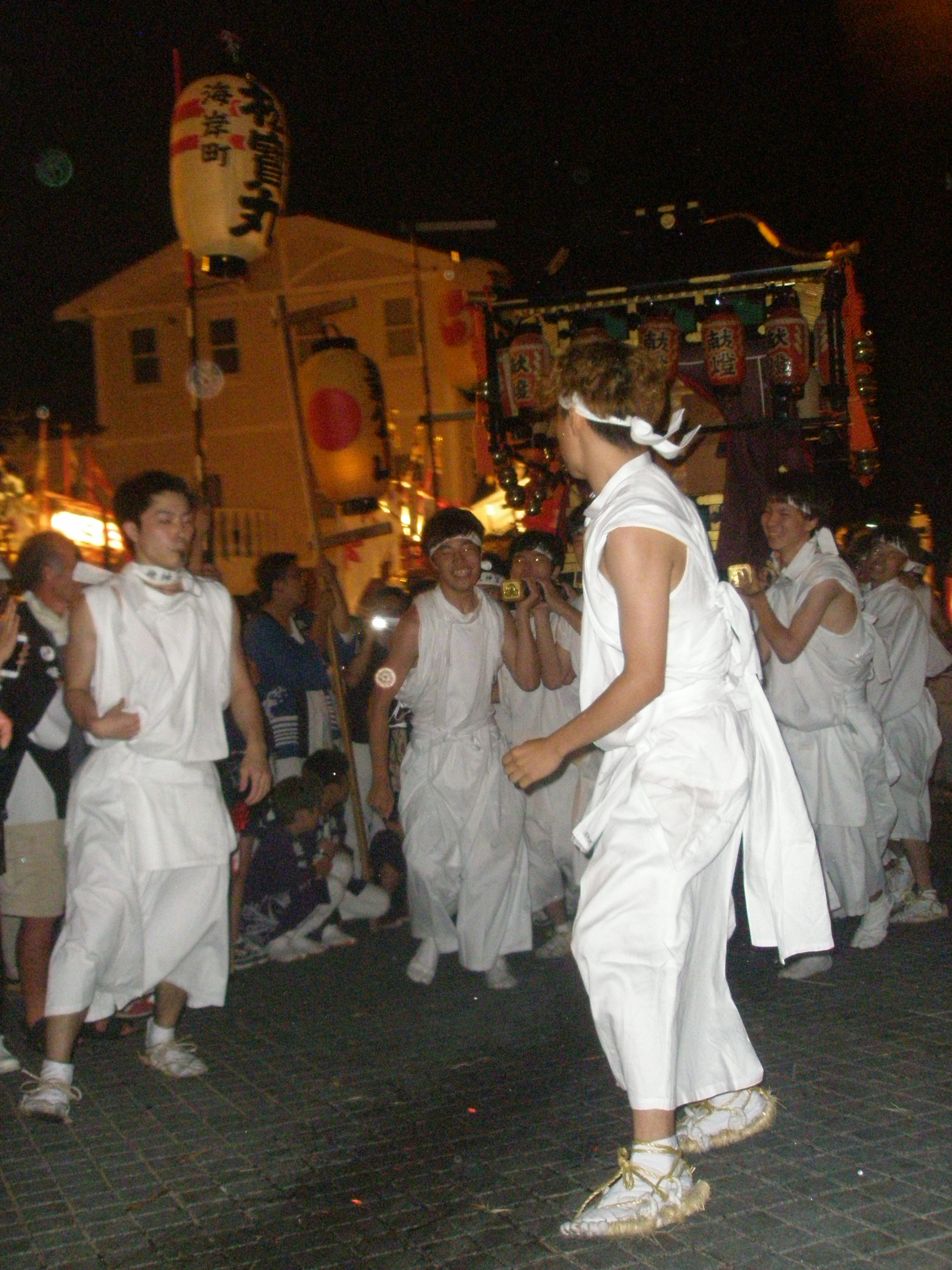
宿入之儀に入る御輿
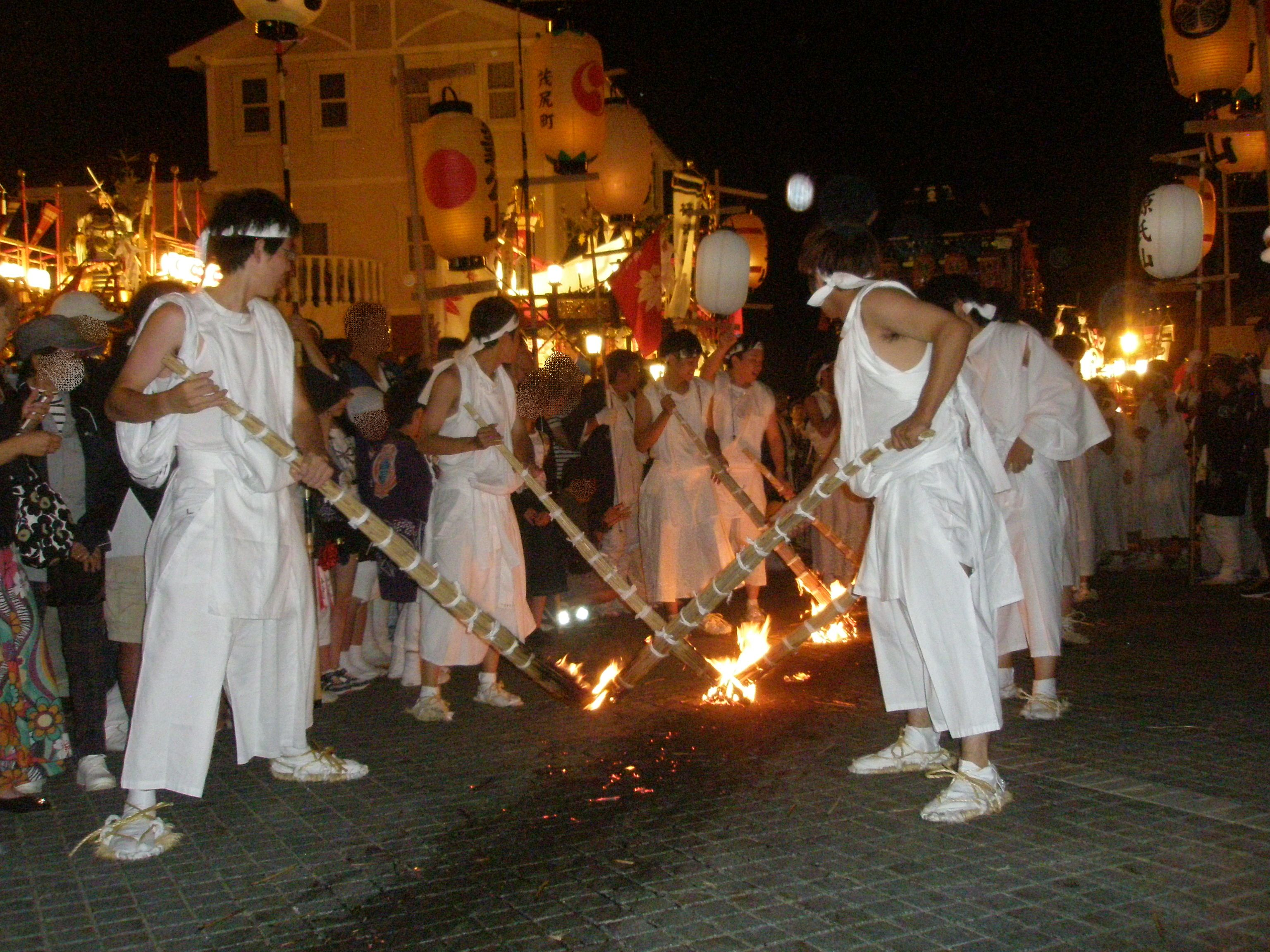
道を清め、御輿を先導する篝火

### 山車の関連行事

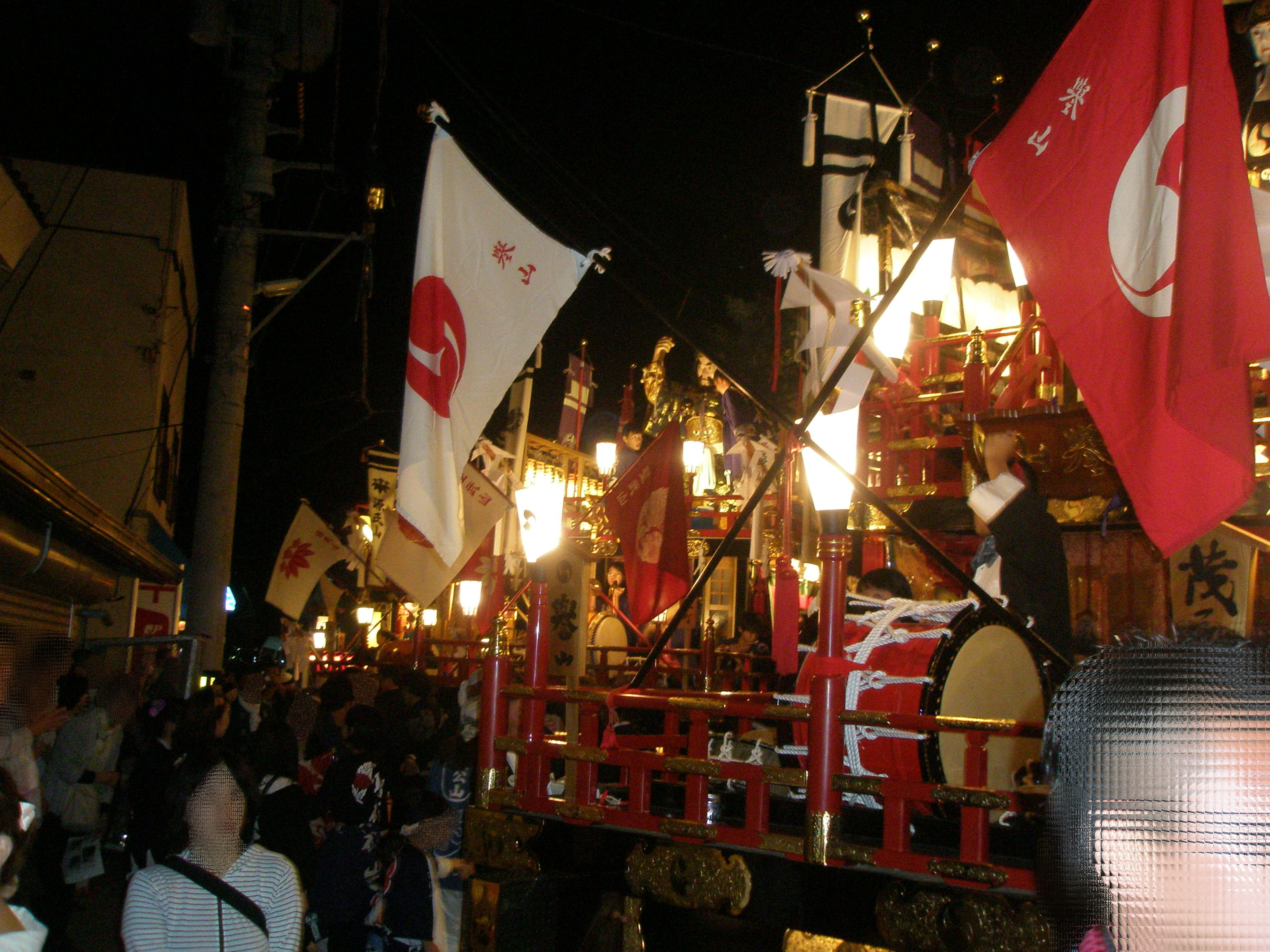
愛宕町の見せ場

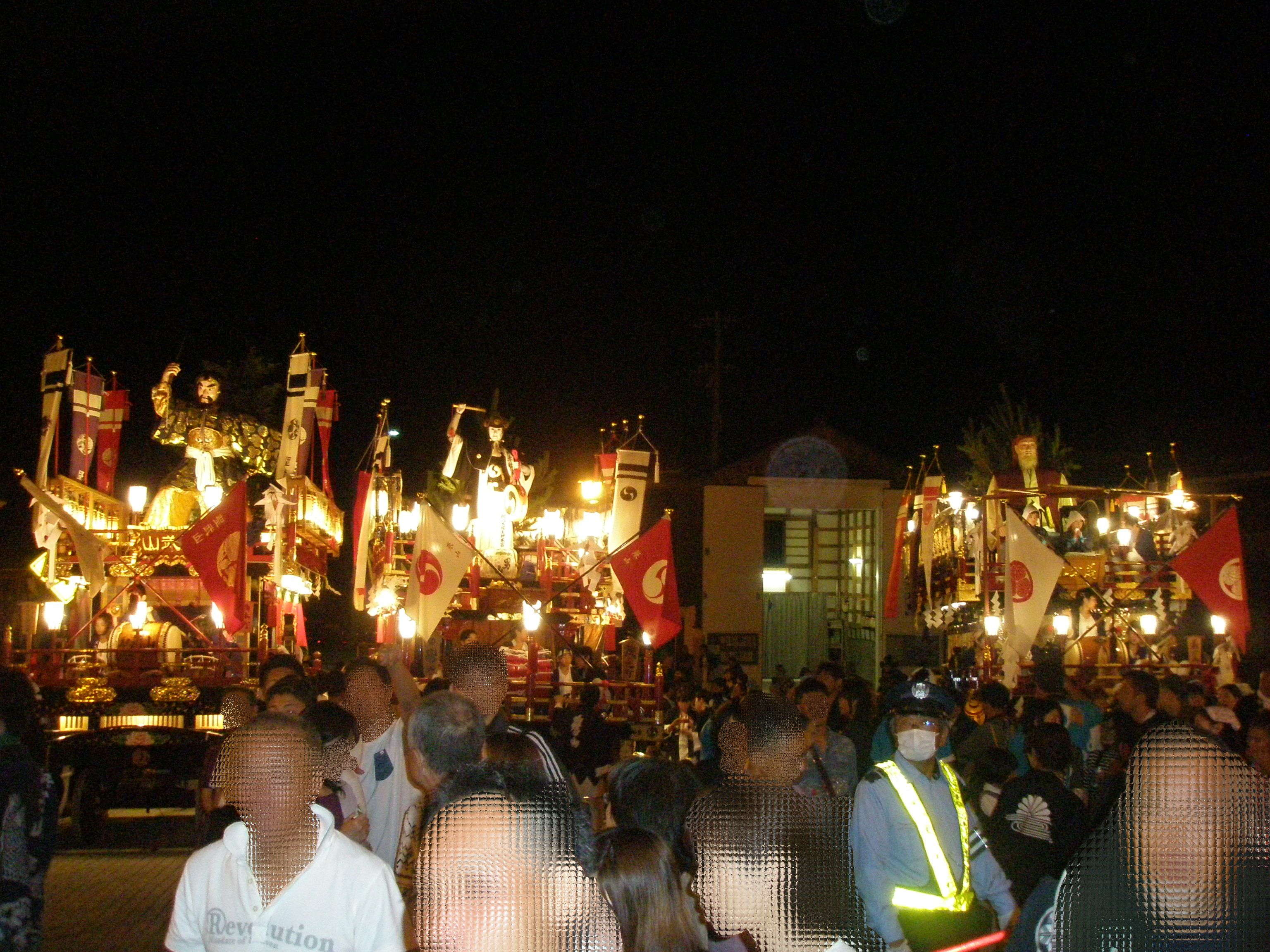
姥神大神宮前に集合する山車1
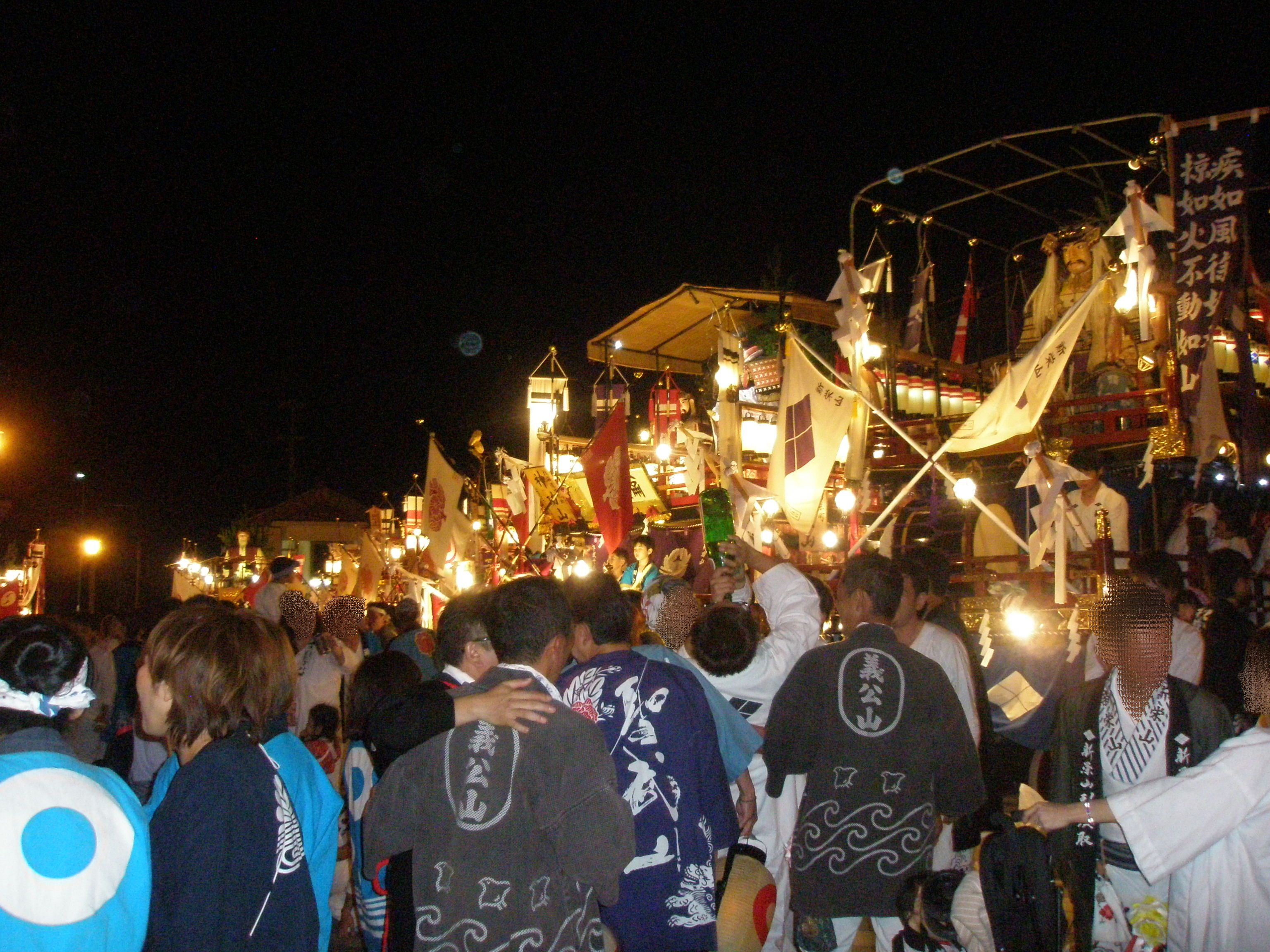
姥神大神宮前に集合する山車2

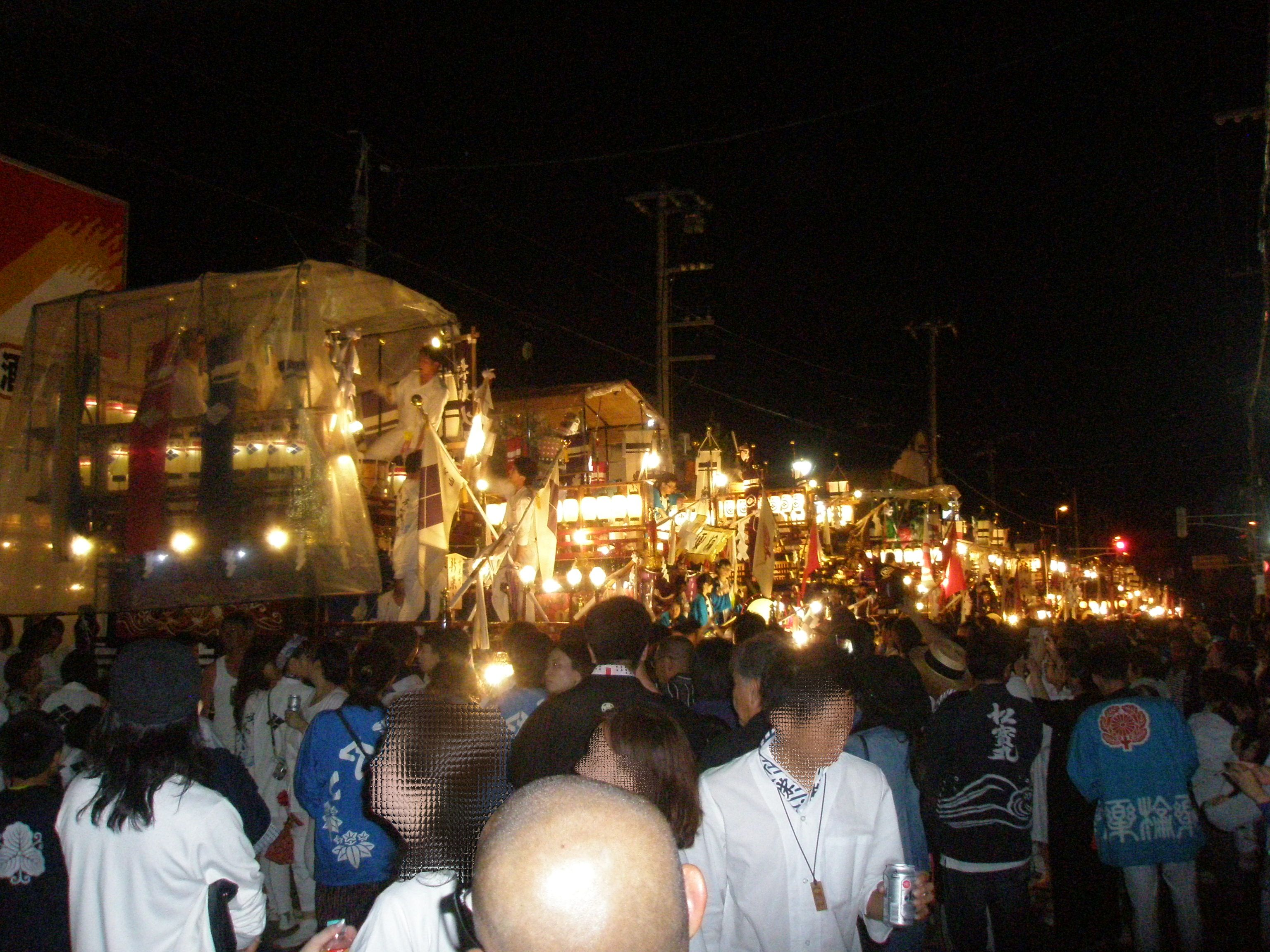
新地町繁華街での見せ場
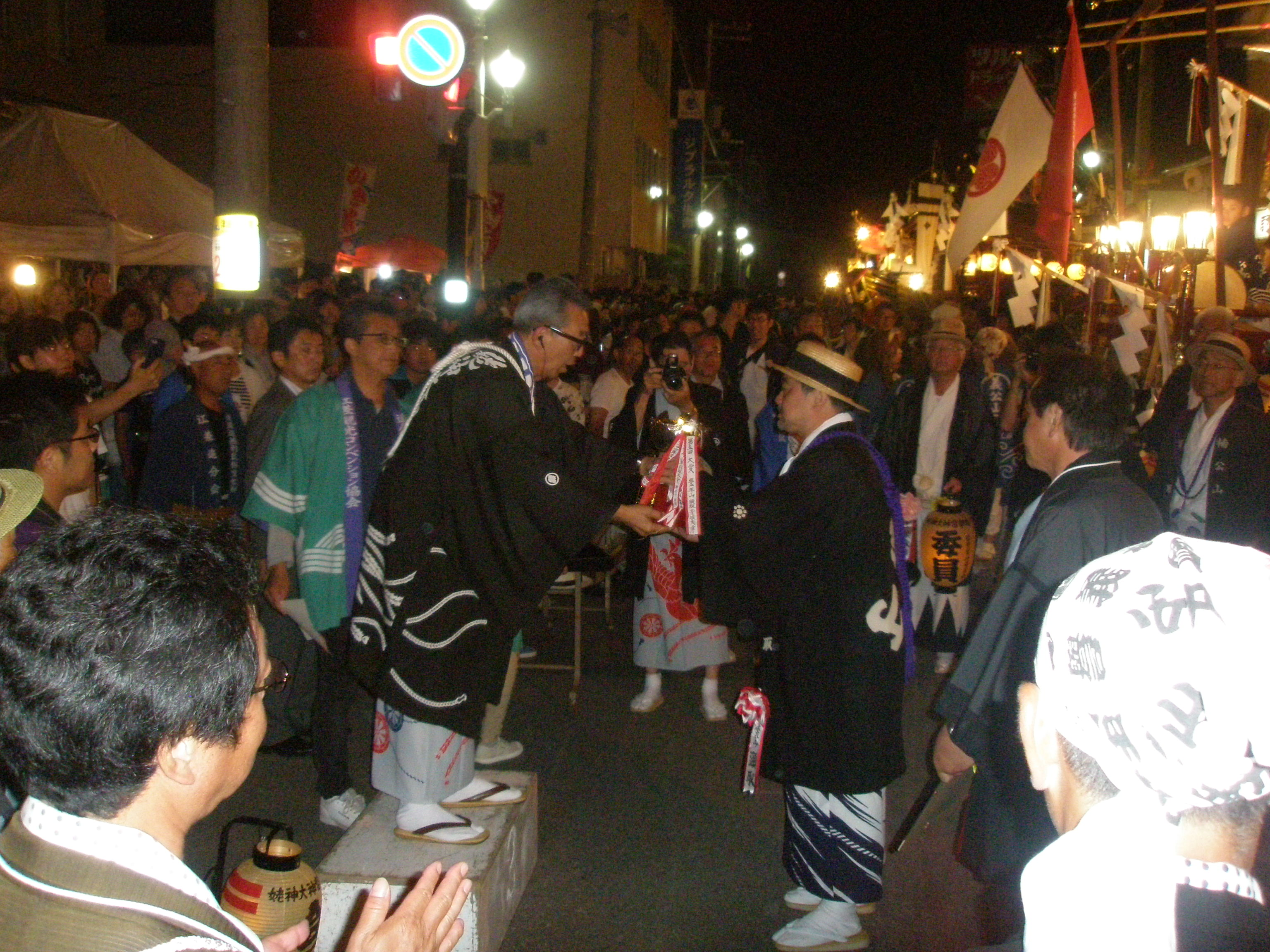
山車引き廻し大賞・表彰式
菊地勲氏による切り声披露

山車の巡行などにともなう行事等は、次の通り行われる。
7月下旬～8月8日まで
- 山車運行会議

各山車を有する町内にて、山車の頭取以下役員・保存会などの会員や会長・町内会長が集まって、本年の渡御祭における運行等の会議を行い、方針を定める。
- 山車拠点準備

山車を格納する仮設の車庫を設営したり、拠点となる「事務所」と呼ばれる施設を設ける。「事務所開き」と称する事もある。
仮設の山車車庫は専用の骨組みを組んだテントで作ったり、枠組足場を組んでからブルーシートやビニールシートで囲うなどして作られる。
山車の事務所は町会施設・企業事務所の一部・倉庫などを一時的に借りて使われる事が多い。事務所として使われる場所は、清掃してシート・カーペット・畳床などを敷いたあと、山車人形に使われる頭を祀る仮設の祭壇が設けられる。
- お囃子・切り声の練習

事務所が開かれたところで太鼓等一式が用意され、お囃子要員の子ども達による太鼓・横笛・その他鳴り物を使ったお囃子の練習が始まる。
事務所開きに伴って、若衆達を中心とした切り声の練習も行われるようになる。近年では若衆要員は普段別の仕事に就いている事が多いために、練習は夜に行われる事が多い。
江差町内の各山車の拠点事務所から、この時期の日中・夕方・夜間問わず聞こえてくるお囃子や切り声は、江差の風物詩となっている。
- 寄付集め

山車の運営にかかる費用として、町内の各戸・各企業を回って寄付を募る。通常は副頭取以上の役職の者が先頭に立って行う事が多い。寄付は山車のほか、姥神大神宮の分も合わせて集められる。
- 山車出し

各山車が所有する車庫、または展示先の江差山車会館から山車を拠点車庫まで移動させる。
山車の車庫をそのまま拠点とする町もあり、特に豊年山については車庫が姥神大神宮の前にあり、常時展示を行っている関係でそのまま拠点として使用される。

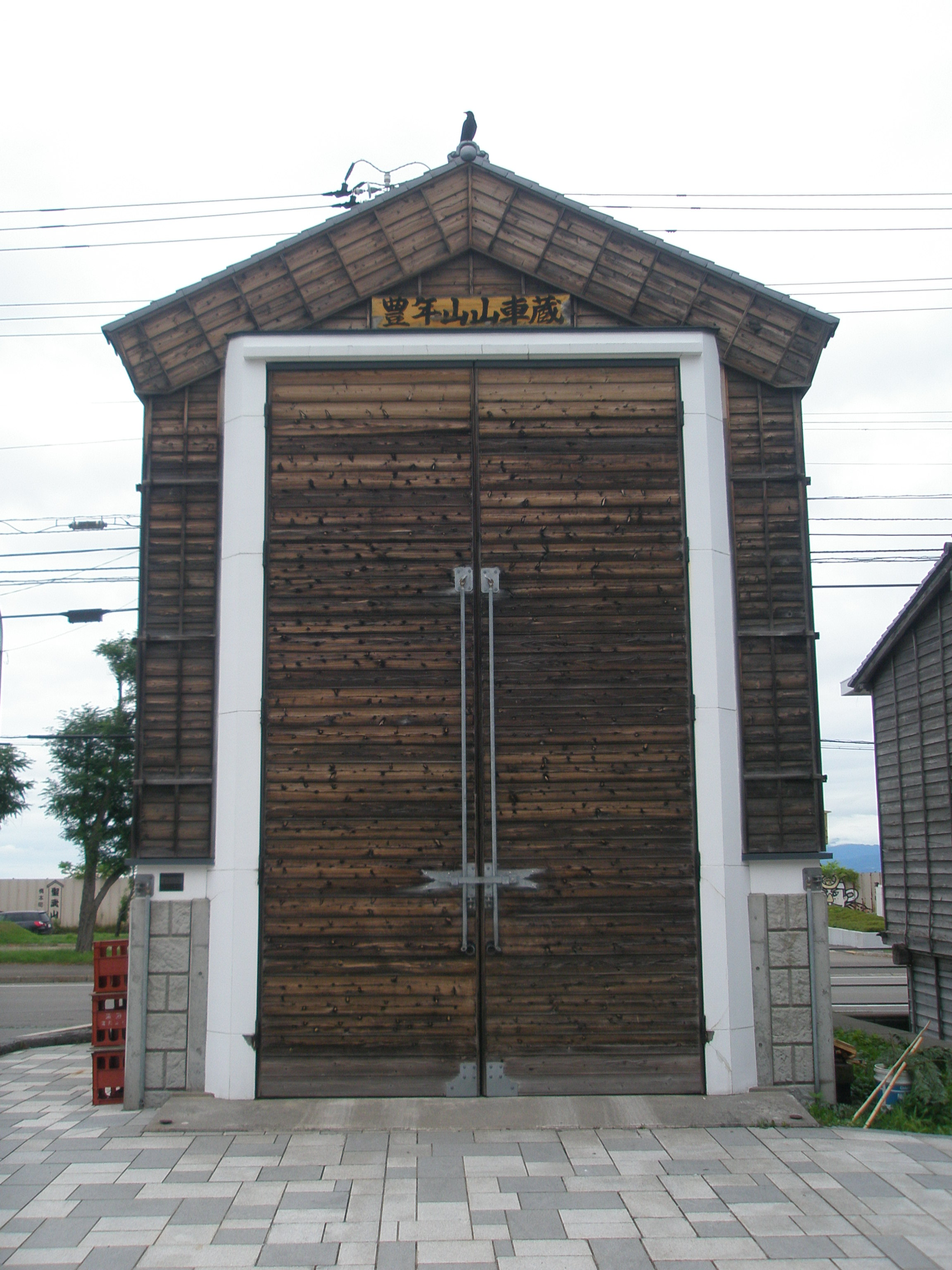
豊年山車庫　祭りが行われないときには、扉を開いて山車の一般公開もしている。

- 山車飾り付け

山車本体の清掃、金属部品の磨き、車輪やブレーキ部品などの整備を行った後、人形の飾り付け、山から切り出した依り代の木の据え付けをして、水引・幕・簾・紙垂などを取り付け、電飾用の配線をチェックする目的も兼ねて電球・提灯・行灯・スポットライトなどを取り付ける。
飾り付けや飾り直しは祭の前日にも行われ、悪天候が想定される場合は雨対策用の屋根などを設置することもある。
- 半纏貸出し

祭の前日頃、山車の参加者に山車が所有する専用の半纏を貸し出す。半纏は時に企業・店舗や一部の家庭で自前の物を所有していることもある。
8月9日
- 宵宮祭

午前中、各山車が姥神大神宮を目指し、依り代の木への「魂入れ」を行う。神宮の鳥居前に山車を立て、頭取以下役員等が参拝し、玉串奉奠、修祓、撤饌を受け、後に宮司が山車を修祓する。その後に若者頭・若衆を中心とした山車関係者が切り声を奉納する事もある。
「魂入れ」の後は一旦各拠点に戻り、山車参加者が昼食を済ませるなどした後で再び出発し、山車所属の町内を巡行して山車のお披露目をする。近年では同日に行われる八大龍王神八江聖団渡御祭において、上町に在する山車の一部が奉納として八大龍王神八江聖団の境内に集結し、山車を立てて御輿渡御の発輿に立ち会ったり、新地町その他の御輿渡御経路においても山車を立てて、御輿等のお見送りに参加するところもある。
夕方、各山車の頭取とその直近の役員1名が姥神大神宮に集まり、先導山車定めの儀が執り行われる。先導山車は「先山」とも呼ばれ、本祭2日間の山車行列の先頭に立って巡行する、名誉あるものである。先導山車定めでは、各山車の頭取が自分の所属する山車の名を書いた紙を折りたたんだものを用意された三方に入れ、宮司の修祓の後に宮司が三方に御幣を近づけ、御幣に付いた山車の名を書いた紙が最後の1枚になるまで払い落とす事をくり返し、最後まで御幣に付いていた紙に書かれた山車の名をその年の先導山車（先山）とする。
8月10日
- 神社集結

通常、11:00頃に全山車が姥神大神宮の前に集結し、所定の場所に山車を立てる。先導山車となった山車は、神社に最も近い場所に立てられる。松寳丸は構造の関係上、通常は先山の隣に立てられる事が多い。

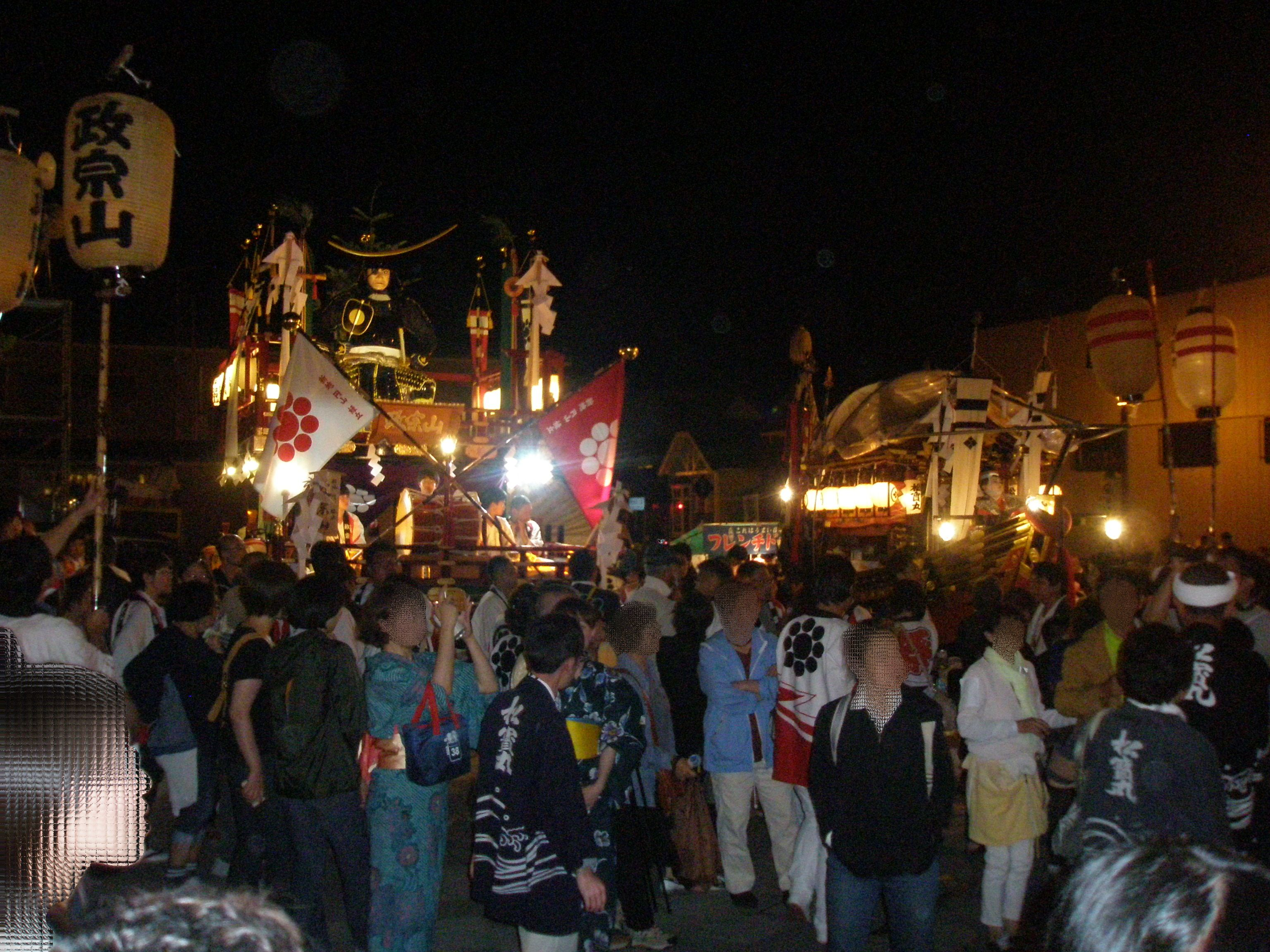
姥神大神宮前に集合する先導山車（2017年・政宗山）と松寳丸

- 祭り囃子コンクール

祭り囃子の伝承を目的として「祭り囃子コンクール」が行われる。最初は神社の前にて各山車が審査員を前に「立て山」を披露し、その後の巡行にて、審査員が各山車の「行き山」のお囃子を見るほか、山車ごとの服装・素行等が良好かどうかも勘案して採点される。
- 渡御祭（下町巡行）

猿田彦命を中心とした御輿渡御の出立の後、山車の巡行が開始される。昼間はおおむね17:00頃まで、新栄町までの間で行われる。
17:00～18:00頃の間は、山車は新栄町の経路上に置かれ、山車の参加者の夕食・休憩となる。本拠地が近い山車の参加者は本拠地で、逆に遠い山車の参加者は近辺に場所を借りて「宿」と呼ばれる休憩場所を設け、夕食や酒などが提供される。また、この時間に着替え等で一時的に、もしくは昼間の参加のみにとどめて自宅に帰る参加者もいる。
18:00頃に夜の巡行が行われる。新栄町を出発してから愛宕神社参道付近で山車を立て、その先で折り返した後、愛宕町内の商店街で「見せ場」として山車が立てられる。
- 愛宕町の見せ場

「見せ場」での山車のお披露目の後は順次姥神大神宮に向けて出発する。神社にたどり着く直前には、各山車が用意した一対の高張提灯とその持ち手を先頭に、弓張提灯を持った頭取が続き、その後に同じく弓張提灯を持った役員・若者頭・若衆が列をなして歩き、山車を神社前まで先導した後、所定の場所に山車が立てられる。
- 姥神大神宮前に集合する山車1
- 姥神大神宮前に集合する山車2

- 宿入之儀

各山車のお囃子が奏でられる中で、前述の宿入之儀が執り行われる。宿入之儀では、山車関係者が持つ1対の高張提灯で御輿の通り道が作られる。

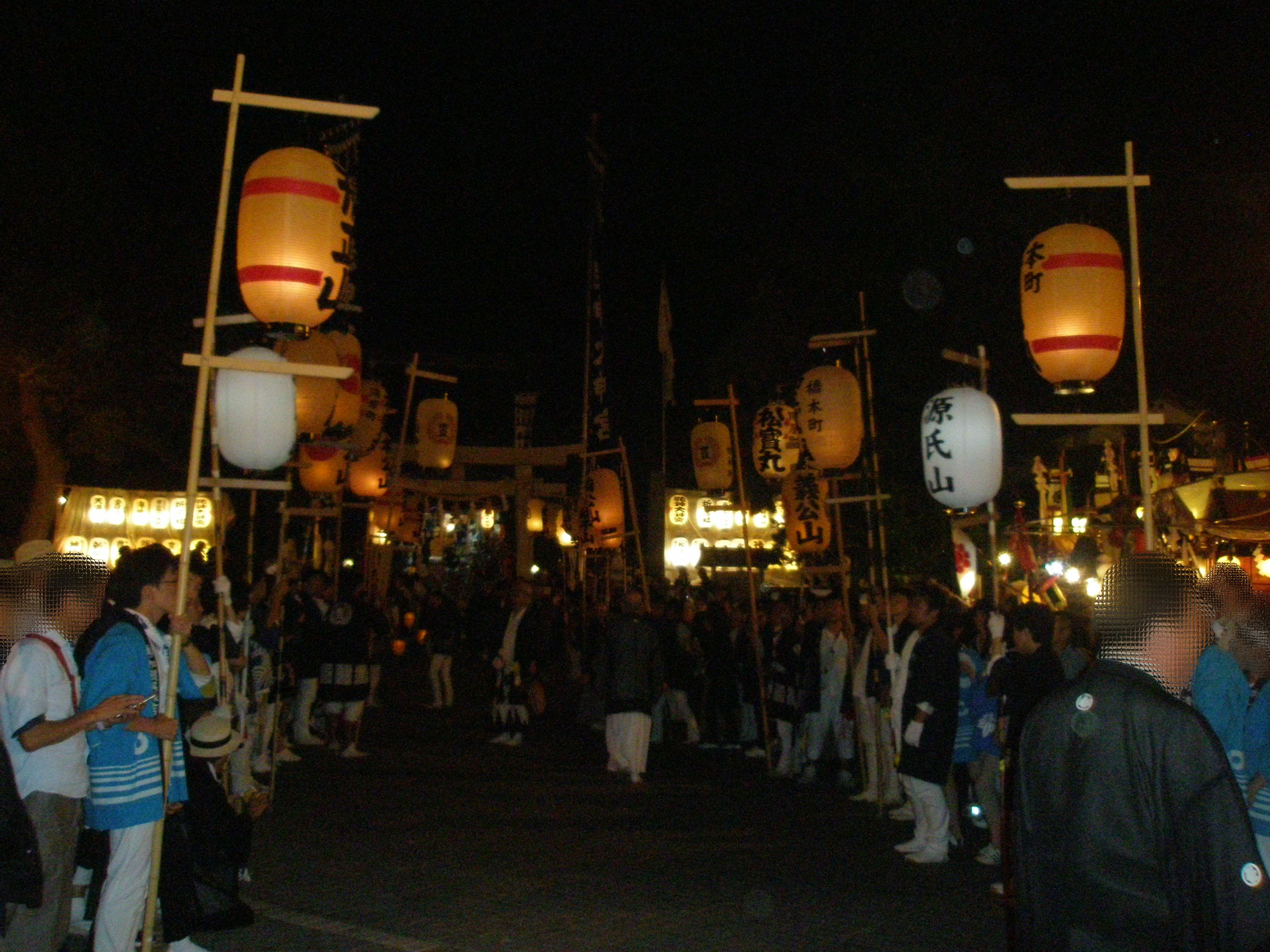
宿入之儀の通り道を作る高張提灯の列

- 解散

宿入之儀の後、神社前に設けられた特設舞台にて、代表する山車の関係者によって切り声が披露されるほか、各種の行事が行われ、その後順次解散となる。
8月11日
- 神社集結

前日と同じく、神社の前に山車が立てられる。祭り囃子コンクールの表彰式もここで執り行われる。
- 渡御祭（上町巡行）

御輿の出立に続いて、先山を先頭に前日と逆の順で山車が出発し、巡行が始まる。昼間の巡行は夕方にかけて、茂尻町に至るまで行われる。その後は17:00～18:00頃まで前日と同様の夕食・休憩ののち、夜の巡行に移る。
夜の巡行では本町から新地町の繁華街に至るまでの間、高張提灯・頭取・役員一同による先導をともなう行列が行われ、その間に姥神大神宮祭典協賛実行委員会から各山車とその頭取の紹介が行われる。
- 新地町集結（見せ場）

円山町で折り返した山車は新地町の繁華街に戻った後に立てられ、「立て山」や山車独自のお囃子を奏でながらのお披露目となる。お披露目がしばらく続いたのち、各山車の頭取が特設ステージ前に集合して「山車引き廻し大賞」の表彰が行われ、江差追分名人の菊地勲氏による切り声披露、町長や実行委員会会長の挨拶と万歳三唱ののちに解散となる。
- 新地町繁華街での見せ場
- 山車引き廻し大賞・表彰式
- 菊地勲氏による切り声披露

- 魂抜き

新地町での山車解散後、山車はほぼ一斉に姥神大神宮に向かい、神社の前において「魂抜き」の儀が執り行われる。
拠点が神社から遠い場所にある山車は、山車に積んでいた御幣のみを持って、または御幣持ちのお供に太鼓と笛のお囃子要員を付けて姥神大神宮に参じ、「魂抜き」の儀を受ける。
神社では頭取以下役員の参拝を含めた神事を行い、時には切り声を奉納する。

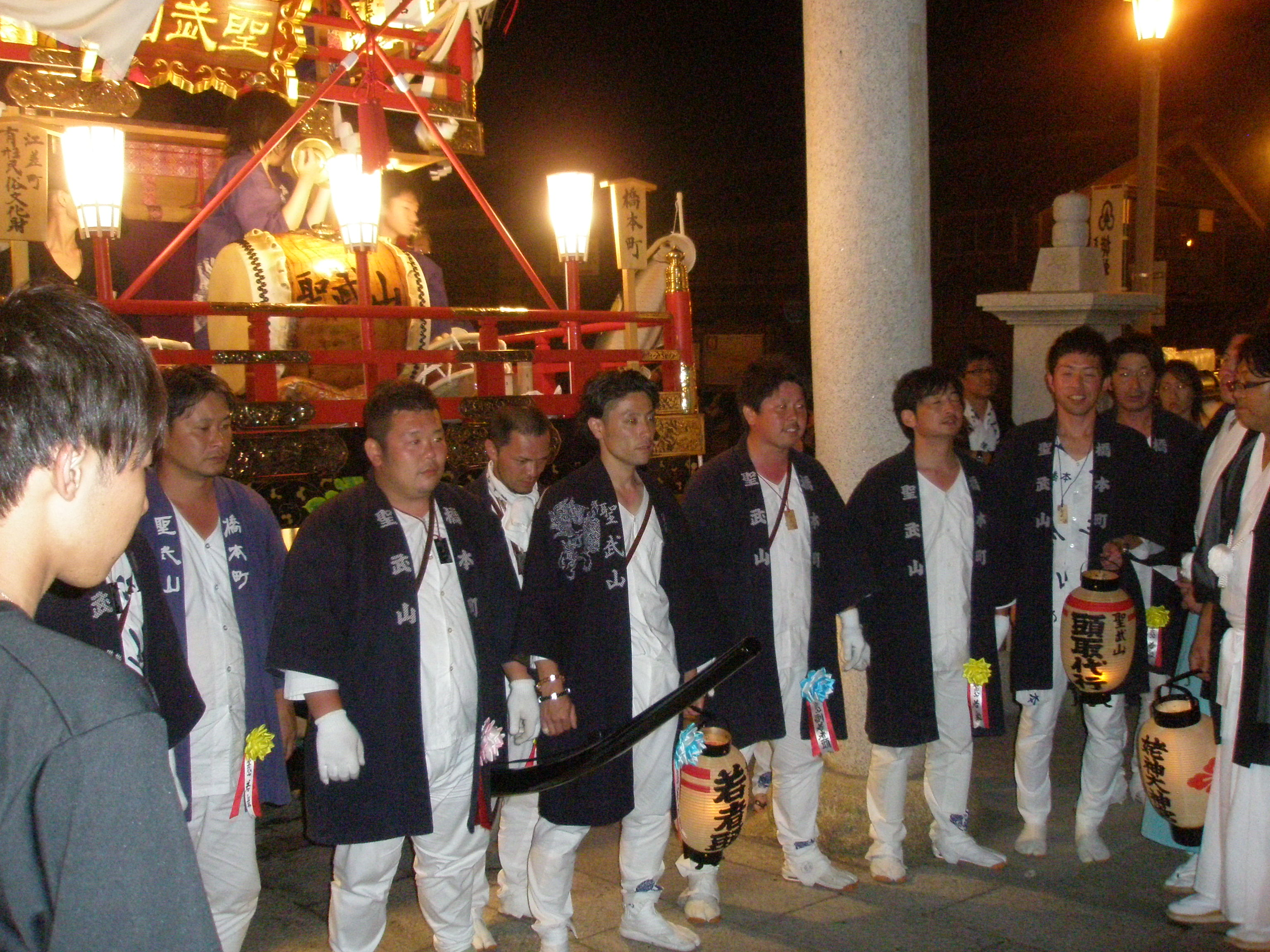
姥神大神宮前・魂抜きにおいての切り声奉納

「魂抜き」の後は各自山車の拠点に帰るが、近年では先山に選ばれた山車が全ての山車の「魂抜き」を見届けるまで神社鳥居の脇（もともと先導山車が立てられる場所）に鎮座するようになった。
8月12日
- 山車及び拠点片付けなど

山車巡行3日間の日程を終えた山車は、清掃の上で飾り付け・電飾などを外し、人形を解体または撤去をして、山車を所有の車庫に納める。
豊年山、および翌年の祭までの間に江差山車会館に展示が決まった山車については、清掃のみを行って人形や飾りなどはそのまま、もしくは江差山車会館の山車搬入口上部にぶつからないように最低限の人形の解体のみを行った上で入庫する。
山車の入庫後は拠点事務所の片付けも行い、借りていた事務所などを元通りにして再び使えるようにする。仮設車庫の解体も同日、または都合により後日に行われる。
山車で半纏を貸し出ししているところでは、返却の受付もこの日に行われる事が多い。
その他、御祝儀で上がった日本酒などの譲渡も行われる事がある。
8月13日以降
- 後引き

山車運行の反省会と、山車参加者の労をねぎらう事を目的として、後日「後引き」という催しを開催する所もある。
後引きは山車所属の町によって、飲食店や旅館・ホテル等の宴会場を貸切にして開催する所と、広場や駐車場を借りたり一時的な歩行者天国を行うなどして開催する所がある。

## お囃子・切り声
山車の巡行の際、山車ではお囃子が奏でられ、巡行経路の途中では切り声を謡うところも見られる。
姥神大神宮渡御祭におけるお囃子や切り声は、近年では家庭用のビデオカメラ・スマートフォン・タブレットPCなどの普及もあって手軽に動画撮影が行われるようになり、その動画データをそのまま、もしくは少々の編集を施してYouTubeなどの動画サイトや各種のSNSに投稿する例も増えてきている。

### お囃子
お囃子は横笛・大太鼓・小太鼓、山車によって鉦・チャガマ（山車によって多少呼称の違いあり）なども加わって構成され、基本的には3種類が奏でられる。
- 行き山

通常の山車の移動の際に奏でられる。ゆったりとしたリズムが特徴で、山車によってお囃子の内容が違う。
- 立て山

神社の前・切り声（後述）を謡う場所・見せ場などで山車を立てておく時に奏でられる。このお囃子もゆったりとしたリズムが特徴で、内容も山車によって違う。
- 帰り山

通ってきた道を戻る際や、山車の拠点に戻る際に奏でられる。特に盛り上がるお囃子である。このお囃子については全山車共通となっている。
- その他、山車によって独自のお囃子を持つところもある。

お囃子の際にはほぼ共通した掛け声として「エンヤマッカショ」（山車によって「アラマッカショ」）「ヨーイヨーイ」の声が掛かる。

#### 祭り囃子コンクール
山車ごとの祭り囃子の伝承と技術の向上を主な目的としたコンクール。例年8月10日の本祭に行われる。
2017年（平成29年）8月10日の本祭の例においては、巡行前の神社集合時にそれぞれの山車ごとに「立て山」が披露されて、姥神大神宮祭典協賛実行委員会（後述）より選出された審査員によって審査が行われ、その後の山車巡行において、移動中の「行き山」を審査員が審査した。審査員はお囃子の採点のほか、山車参加者全体の服装や風紀の乱れなどが無いかどうかも総合して審査する。
成績発表や表彰は、現在では翌日（8月11日）巡行前の神社前山車集合時に行われる事が多い。

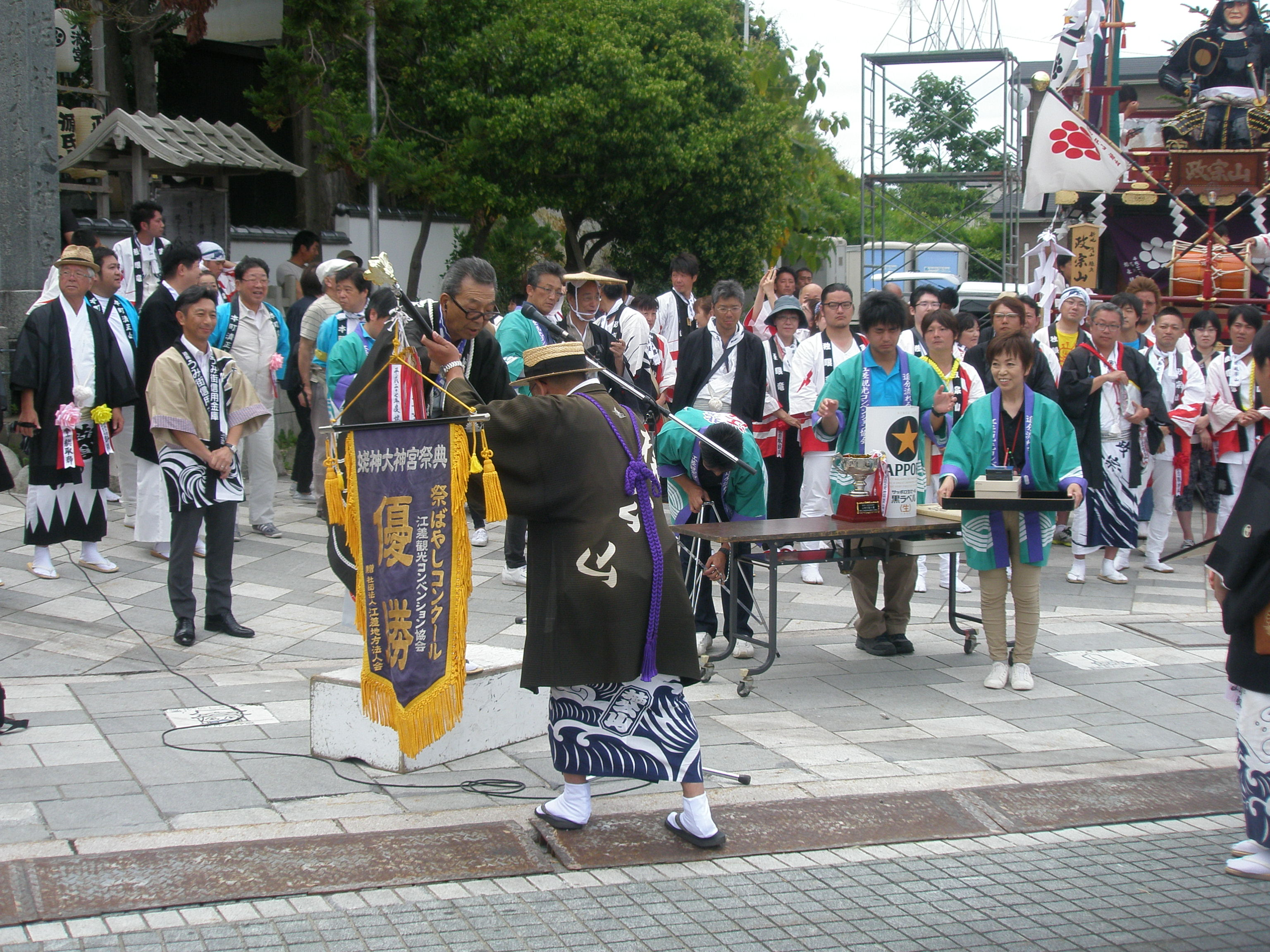
祭り囃子コンクール・表彰式

### 切り声
鰊場の作業唄をルーツに持つ切り声を謡う山車もある。
初期には4つの山車が切り声を謡っていたが、主に若衆を構成する若者の間から「自分の山車でも謡ってみたい」という人が現れ、教えを受けた上で独自の歌詞を付けて謡うようになった山車も増え、現在では9つの山車で切り声が謡われるようになっている。
切り声は「本唄」と「下声」とに分かれて謡われ、本唄の謡い手は主に「若者頭」が担当するが、状況により若衆の上位代表者等が謡う事もあり、また本唄を長く謡う時は複数名が交代で謡う事もある。下声の謡い手は主に若衆で、時に副頭取等の役員、および歌詞を知る一般の山車参加者等も加わる。
切り声は主に次の場所や状況で謡われる。
- 姥神大神宮
- 折居社跡（謡わない場合もある）
- 巡行経路に面する、または近隣にある神社仏閣（奉納のためのもので、仏閣については希望する場所のみ）
- 各山車の頭取の家（希望する場合のみ）
- 巡行経路に面する、または近隣にある商店・企業・施設等（希望する場合のみ）
- 上記の経営者・代表者等の家（希望する場合のみ）
- 商店・企業・施設等が祭の期間中に休業する場合で、事前に経路上（姥神大神宮近くの事が多い）にて御祝儀を配るために控えている場合、その場所（希望する場合のみ）
- 巡行経路に面する、前年から祭り期間までの間に新築された家や建物（事前にお断りを入れておいた上で、希望する場合のみ）
- その他、切り声を希望する家や見学場所などにおいて、御祝儀を用意した上で謡ってもらう事もある。

切り声本唄の歌詞は訪問先に応じて、店舗・企業・施設などでは商売繁盛を、一般家庭では子孫繁栄や家内安全を願った内容で謡われる事が多い。また、必要に応じて歌詞の一部を即興等で作り変えることもある。
切り声を謡った後は名刺を、山車によっては専用の記念品と共に訪問先に配り、訪問先から御祝儀を頂く事が多い。

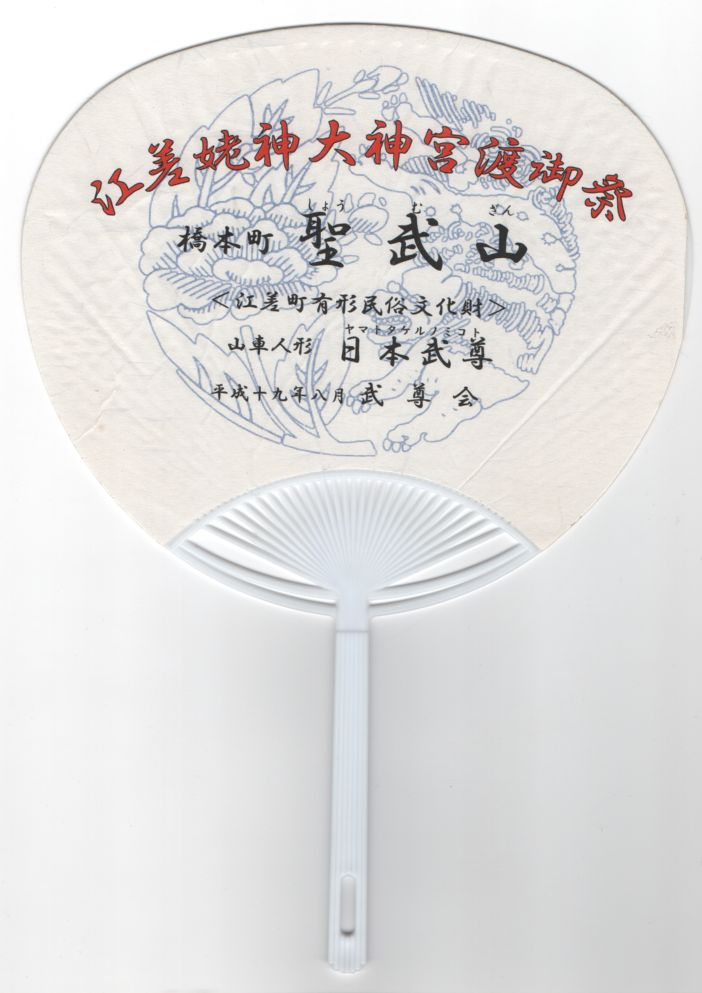
切り声で配られる記念品の団扇（表面・聖武山のもの）
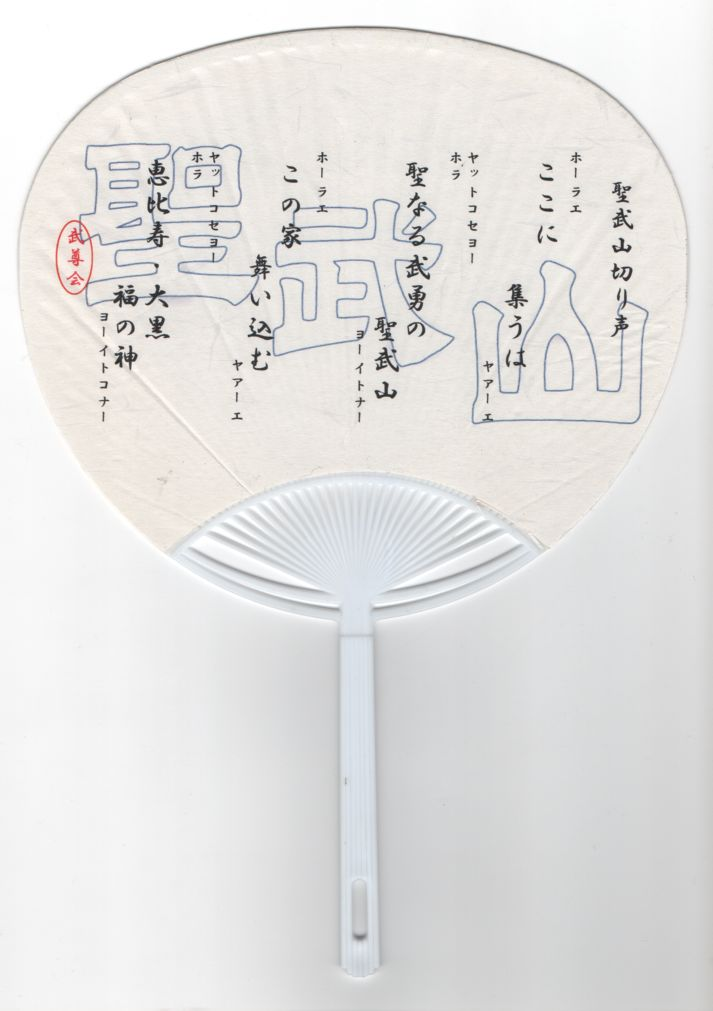
切り声で配られる記念品の団扇（裏面・聖武山のもの）

## 組織・役員
各山車においては、それぞれ山車を守り運営していくための役員組織が出来ている。
かつては「頭取」と呼ばれる山車の最高責任者が集まって祭の運営をしていたが、現在は「姥神大神宮祭典協賛実行委員会」が作られ、姥神大神宮、祭典委員会と協力して、円滑な祭を実行している。
ここでは「姥神大神宮祭典協賛実行委員会」と、各山車における組織の役員等について記述する。

### 姥神大神宮祭典協賛実行委員会
姥神大神宮渡御祭の運営を行うために作られた組織。一時、祭においての風紀の乱れ等が目立つようになった事から組織された経緯がある。祭の円滑な運営を行うほか、本祭の行われる10日・11日の姥神大神宮前や新地町繁華街の山車見せ場において行われる「祭り囃子コンクール」・「山車引き廻し大賞」・「切り声披露」等の行事運営にも携わる。
以下、実行委員会と称する。
実行委員会は以下の役員で構成されている。
会長
実行委員会の最高責任者で、祭の運営に関する決定権を持つ。
顧問・相談役
会長への助言・相談等を行う。会長や役員の経験者が就く事が多い。
副会長（部長）4名
会長を補佐し、また実行委員会中の以下の4つの部を取り仕切る部長も兼務する。
業務・交通防犯部
副部長数名、副員若干名、事務局長1名、事務局員若干名
- 委員会に係わる庶務業務を処理する
- 文化財等の調査研究に関する業務を処理する
- 交通安全及び青少年の非行防止に関する業務を処理する

渡御連絡部
副部長数名、部員若干名
- 神社の祭事・行列に関する業務を処理する

観光部
副部長数名、部員若干名
- 観光宣伝に関する業務を処理する

頭取･山車部
副部長数名、部員若干名、頭取13名
- 山車の巡行に関する業務を処理する

### 山車の役員
山車によって多少の違いはあるが、おおむね次の通りである。
頭取
- 山車の代表であり最高責任者。山車の運営や方針を決定するほか、実行委員会と連携して山車の潤滑な運行等にも関わる。服装は浴衣の上に「頭取」と染め抜いた専用の羽織を着て飾り綱を肩に掛け、雪駄を履き、「頭取」の名を記した記章を付ける。夜は「頭取」の名を書いた弓張提灯を携行する。

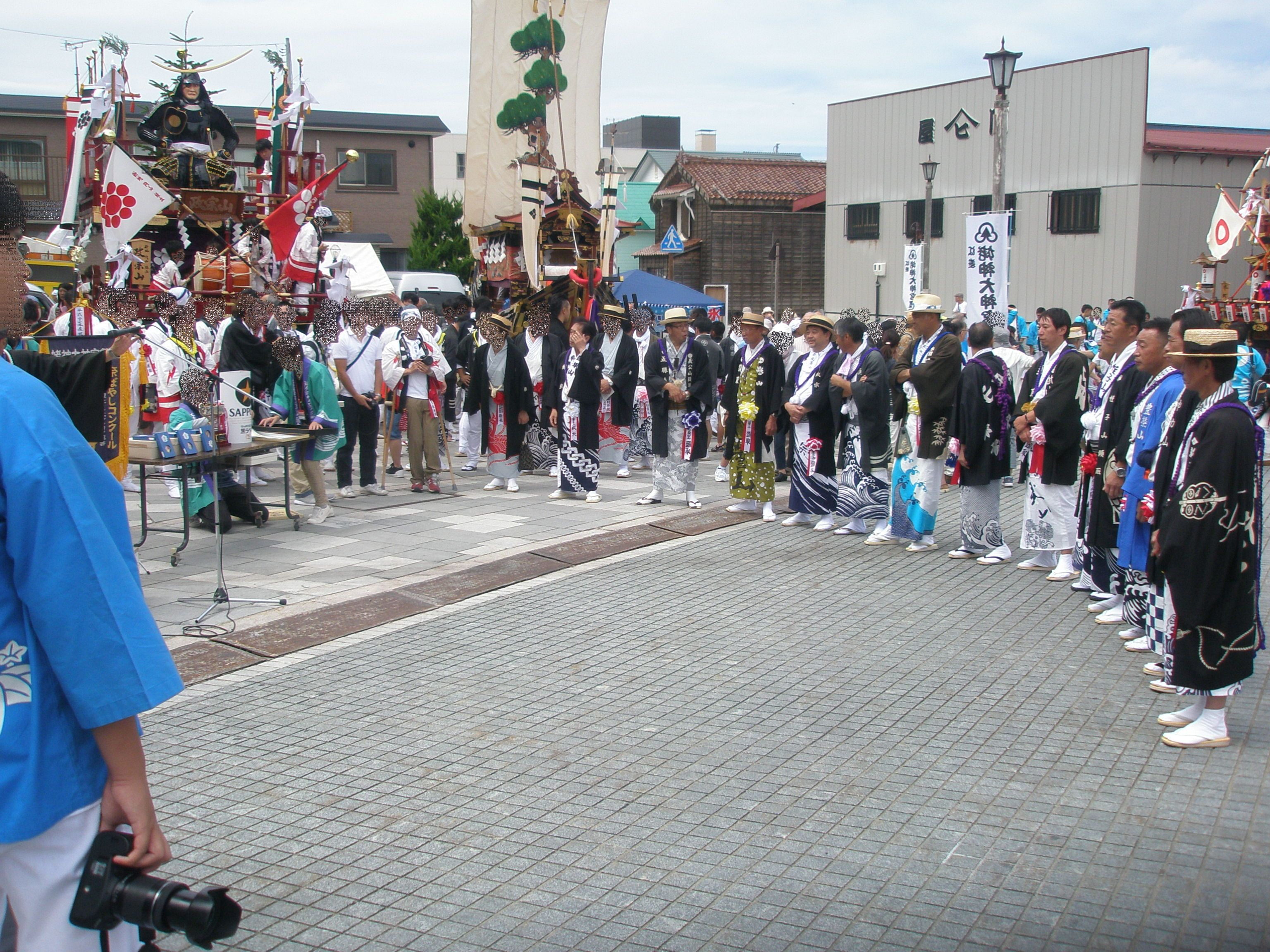
姥神大神宮前に集まる各山車の頭取達（2017年8月11日撮影）

顧問・相談役
- 山車の運営や方針などの決めごとに際し、頭取や役員への助言や相談を行う役。頭取経験者や役員経験者がなる事が多い。山車に参加する際の服装の決めごととして、最低でも各山車専用の半纏を着て記章を付けていれば良いが、浴衣・羽織・雪駄姿の時もある。夜は専用の弓張提灯を持つ事もある。

頭取代行
- 頭取を補佐する役割を持つ。また、頭取が「先導山車定めの儀」などで山車を離れて不在の時などで、その名の通り頭取の代わりに山車を取り仕切る役割もある。服装は浴衣・羽織・雪駄姿となって飾り綱を肩に掛け、「頭取代行」の記章を付けている。夜は「頭取代行」などと書かれた弓張提灯を持つ。

総副頭取
- 頭取を補佐すると同時に、その下の副頭取を統括する役割を持つ。時に頭取代行と同じく、頭取の不在時に山車を取り仕切る役割もある。服装は浴衣・羽織・雪駄姿で「総副頭取」の記章を付けている。夜は「総副頭取」などと書かれた弓張提灯を持つ。

副頭取
- 山車の潤滑な運行に関する、若者頭・若衆（ともに後述）・その他山車参加者の取り仕切りを行う。他にも山車巡行に伴う交通整理や、御祝儀集めの筆頭、切り声の下声参加などとしても動く。服装は浴衣・羽織・雪駄姿で、「副頭取」と書かれた記章を付けている。夜は「副頭取」と書かれた弓張提灯を持つ。

取締
- 副頭取の補佐や、若者頭以下若衆の統括をする。山車進行（後述）の役割を担う事もある。服装は「取締」の記章を付けた上での刺子半纏が基本だが、通常の半纏の事もある。刺子半纏の下は鯉口シャツかサラシ巻き・パッチ（股引）・地下足袋の服装が多い。夜は「取締」と書かれた弓張提灯を持つ事がある。

若者頭
- 副若者頭以下、若衆を統括する役割を持つ。切り声では本唄を担当する事が多い。服装は「若者頭」と染め抜かれた専用の刺子半纏を着用した上で「若者頭」の記章を付け、下は鯉口シャツかサラシ巻き・パッチ（股引）・地下足袋の服装をしている。夜は「若者頭」と書かれた弓張提灯を、役員達の山車先導に同行する際などに持つ事があるが、山車の運行に直接携わる事が多いので、普段は弓張提灯は持たない事が多い。

副若者頭
- 主に若者頭の補佐をし、山車の引き手等としての運行にも携わる。他にも切り声の参加において若者頭の代わりに本唄を担当したり、お囃子の練習の長としてお囃子要員の指導にも当たる。服装は刺子半纏を着用した上で「副若者頭」の記章を付け、下は鯉口シャツかサラシ巻き・パッチ（股引）・地下足袋の服装をしている事が多い。

若衆
- 若者頭・副若者頭の補佐をし、山車の引き手等としての運行にも携わる。他にも切り声の参加において主に下声を担当したり、副頭取と共に御祝儀集めのお供として動く事もある。服装は刺子半纏を着用した上で「若衆」の記章を付けるのが基本で、下は鯉口シャツかサラシ巻き・パッチ（股引）・地下足袋の服装をしている事が多い。

山車進行
- 若衆の中で、主に舵・ブレーキなどの山車の動きに伴う操作や、山車の出発・停止の合図を出すための人員。山車の引き手としても動くほか、高張提灯の持ち手なども担当する。服装は刺子半纏を着用した上で「山車進行」の記章を付けるのが基本で、下は鯉口シャツかサラシ巻き・パッチ（股引）・地下足袋の服装をしている事が多い。

総務
- 山車の引き手・押し手となるほか、御祝儀集めの要員となるなど、山車の中では様々な活躍をする。服装は通常の半纏に記章を付けている。

事務局
- 会計事務や、町・姥神大神宮・実行委員会との関係を取り持ったり、物品や機材の手配等に伴う業務を行う。服装は最低でも山車の半纏を着用して記章を付けているが、浴衣・羽織・雪駄姿で記章を付けている事もある。

子供世話・宿世話係
- 山車参加者の子供に飲食物の配布・熱中症予防・降雨時のレインコートの配布などの対応などをしたり、昼間巡行終了後の夕食における宿や食事の準備・撤収などにあたる。町内の成人女性が主に担当する事が多い。服装は半纏に記章を付けたものを着用している。

線取
- 山車の最上段に立ち、山車が電線の下をくぐる際に、専用の刺又状の道具を使用して、電線が依り代の木や人形等にぶつからないように避けるための担当人員。通常は6名程で構成され、主に高校生が担当する。服装は半纏に記章を付けていれば良いが、最上段で一番目に付く場所に陣取っているため、鯉口シャツやサラシ巻き・パッチ（股引）を好んで着用する事が多い。履き物は高所への梯子等での上り下りに危険が伴わないよう、脱げやすい雪駄は嫌われ、地下足袋かスニーカーが好まれる。

## 提灯
夜の巡行の際、実行委員会や各山車の役員は、それぞれの役職名を書いた弓張提灯を持つのが伝統となっている。
提灯は自分の身分を明かす証明として使われるが、提灯の用途も広く、互いの山車のすれ違い・山車の役員同士の挨拶時・御輿渡御のお見送り・見せ場で役員が行列をなして先導する時に礼儀として顔の高さ付近に掲げたり、先導中に山車の停止位置を知らせるために高く掲げたりするほか、交通の誘導時に誘導棒の代わりに振って自動車などを誘導するのにも使われる事がある。
提灯は携行する際、昔ながらに蝋燭を灯す事が多いが、まれに提灯内部に溶けた蝋燭が溜まるなどして、提灯の和紙・竹ひご・土台の木材部分に引火して損傷する事もあるため、近年では電池と組み合わせたLED電球や、LEDを使った蝋燭型照明を中に入れているところも出てきている。
8月10日の夜の山車巡行で姥神大神宮に集結する直前の行列と宿入之儀、及び8月11日の夜の山車巡行で本町から繁華街にかけての行列では、若衆が一対の高張提灯を掲げる。高張提灯を持つ事は、若衆の中でも名誉とされている。

## 名刺
姥神大神宮渡御祭においては名刺を配る風習があり、御祝儀集めや切り声を担当する山車の役員は常に名刺を携行している。また、姥神大神宮自体の名刺もある。名刺は姥神大神宮や各山車の説明・歴史・解説と、山車によって人形・人形の頭などの写真が印刷され、大きさも姥神大神宮の物で136ミリ×297ミリ、各山車の物で100～115ミリ×263～273ミリある。
名刺は各所から御祝儀を頂いた際にお礼として渡すのが基本とされる。本来は正しくないが、観光客などからの求めに応じて各役員の判断で渡す事もまれにあるが、礼儀としては、出来れば気持ち程の御祝儀を包んで渡した上で貰う方が良い。
切り声を謡う際にも、謡い終わった後で名刺を渡した上で御祝儀を頂くのが習わしとなっている。謡い手は名刺のほかに記念品を一緒に渡す事もある。

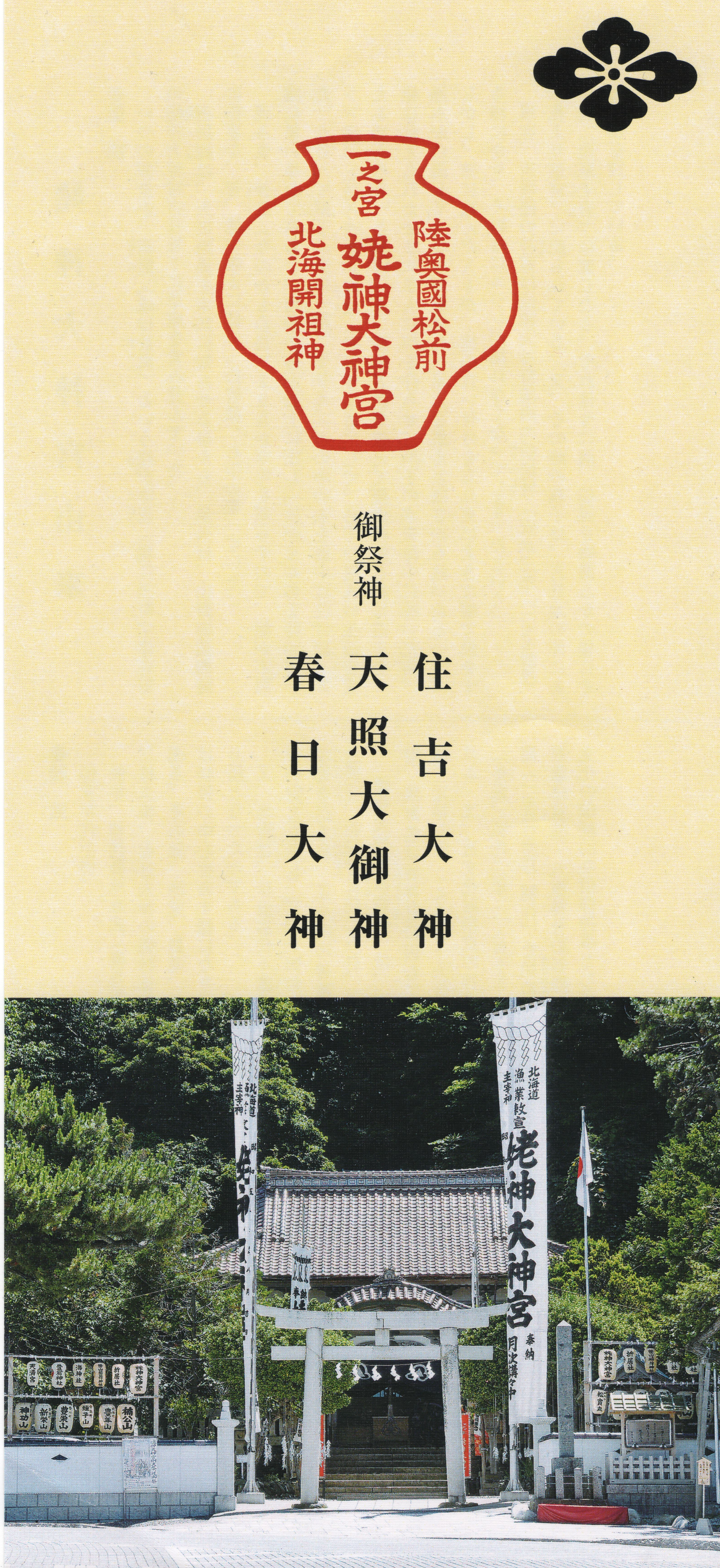
姥神大神宮名刺（表面）
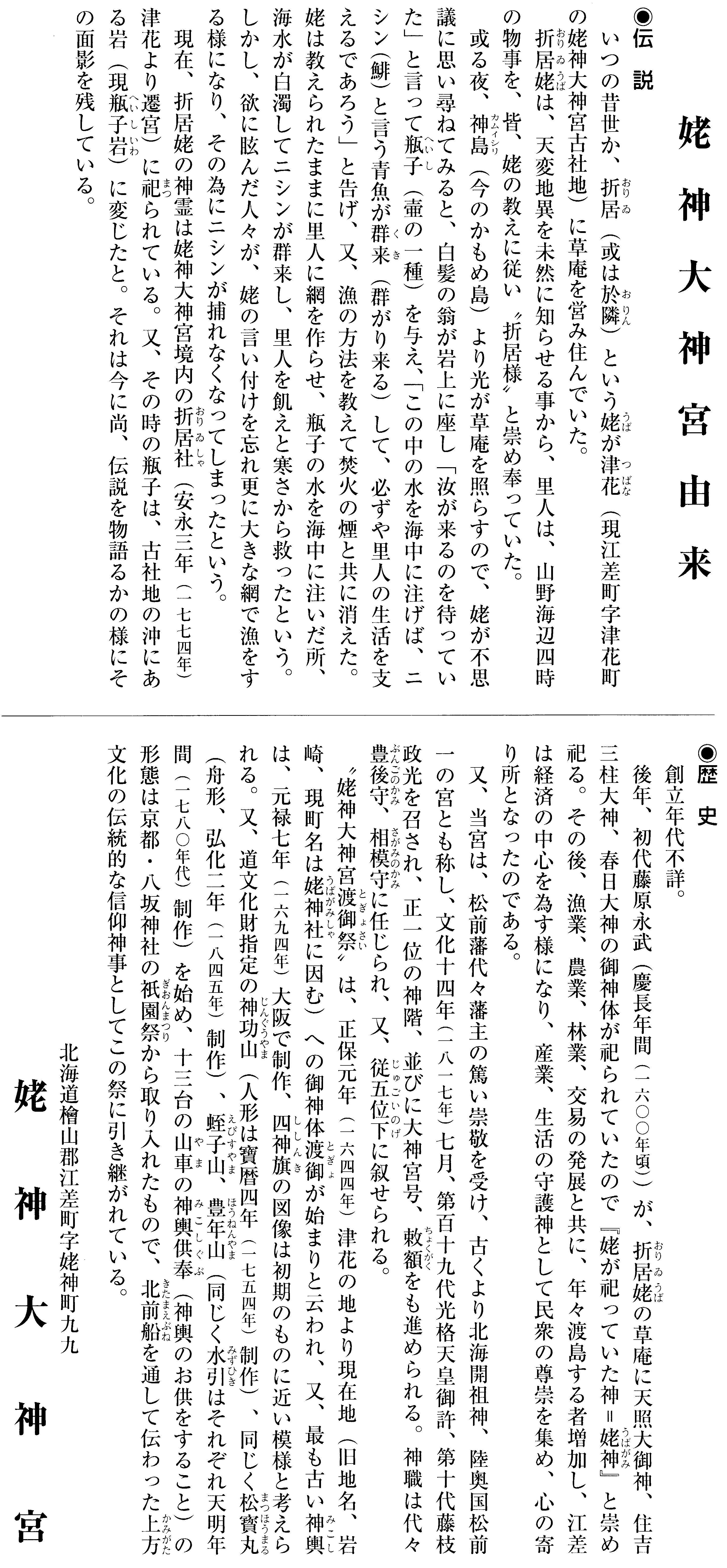
姥神大神宮名刺（裏面）
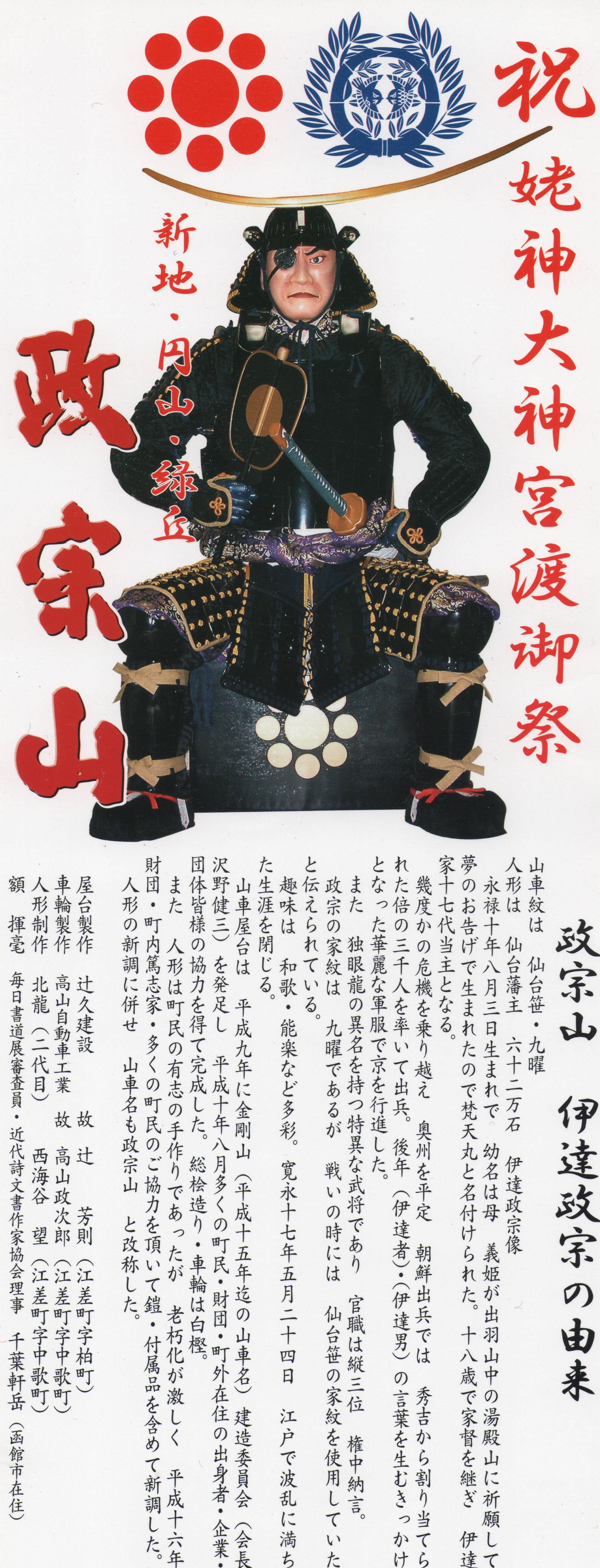
政宗山名刺
清正山名刺
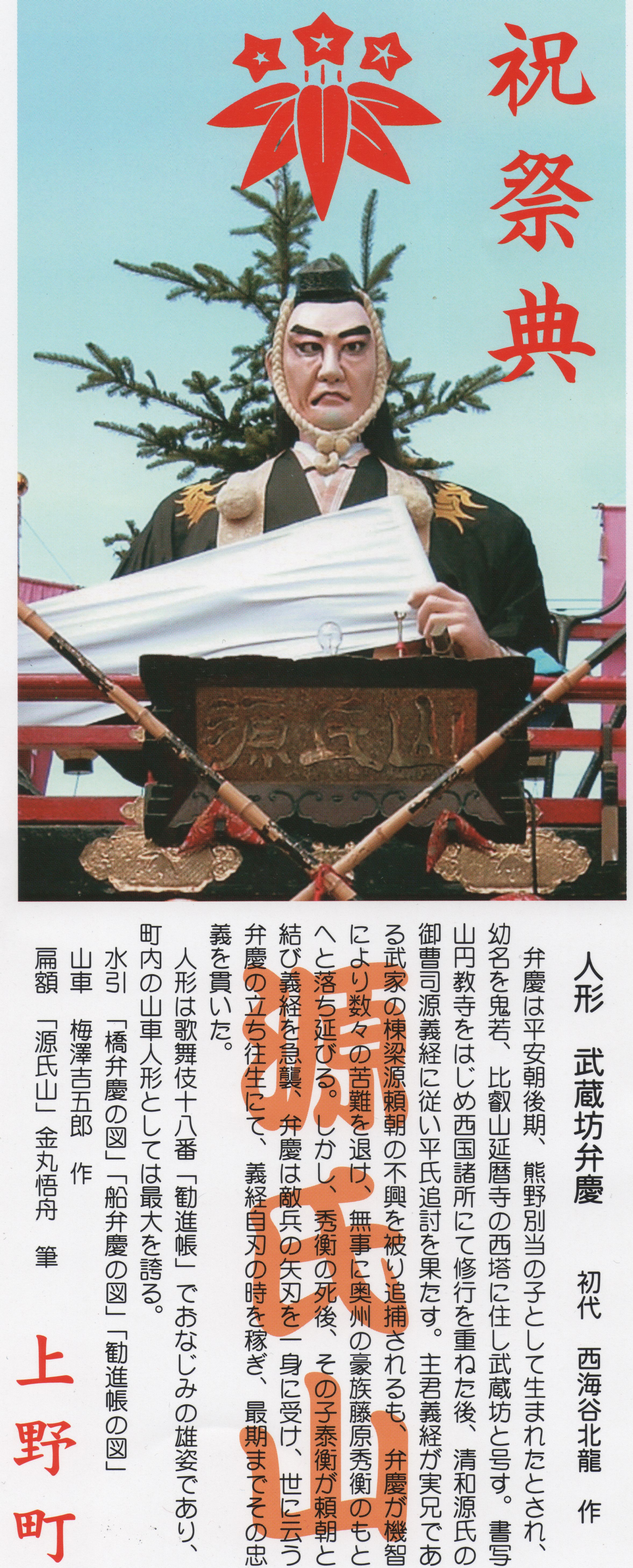
源氏山名刺
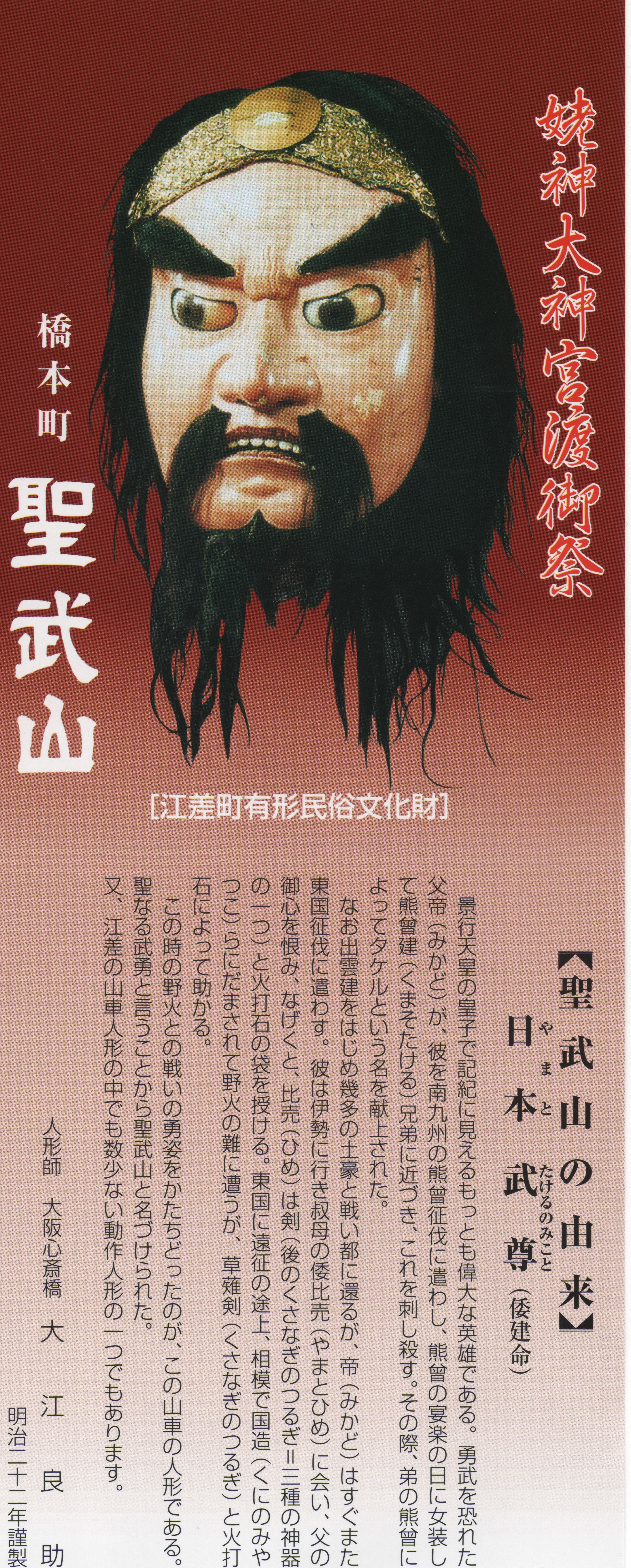
聖武山名刺
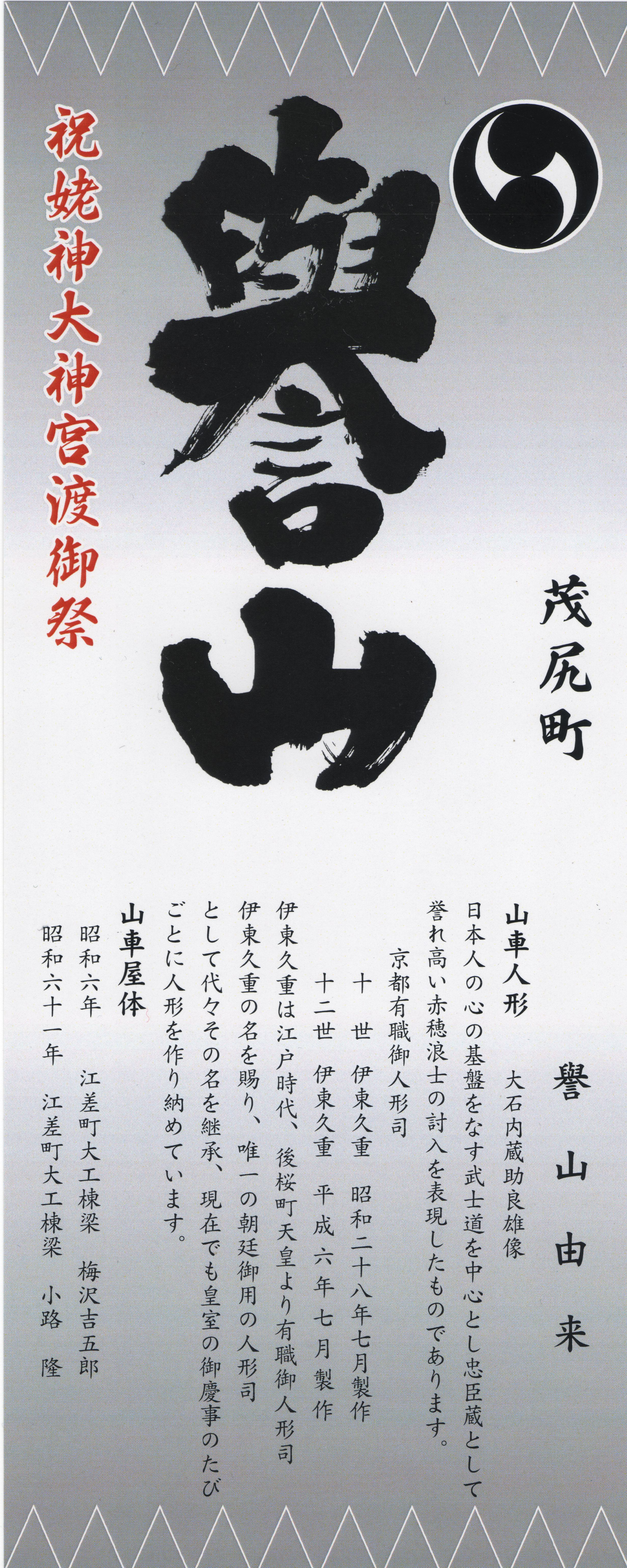
譽山名刺
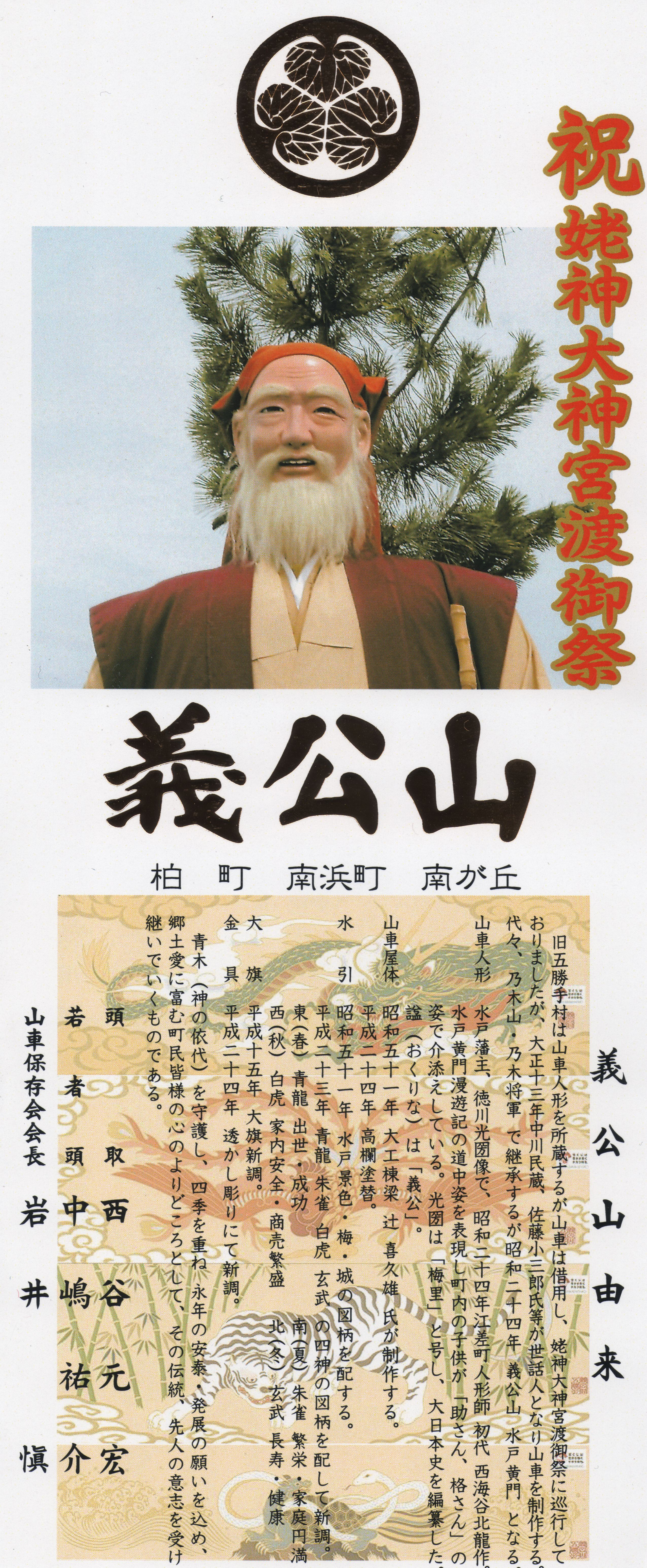
義公山名刺
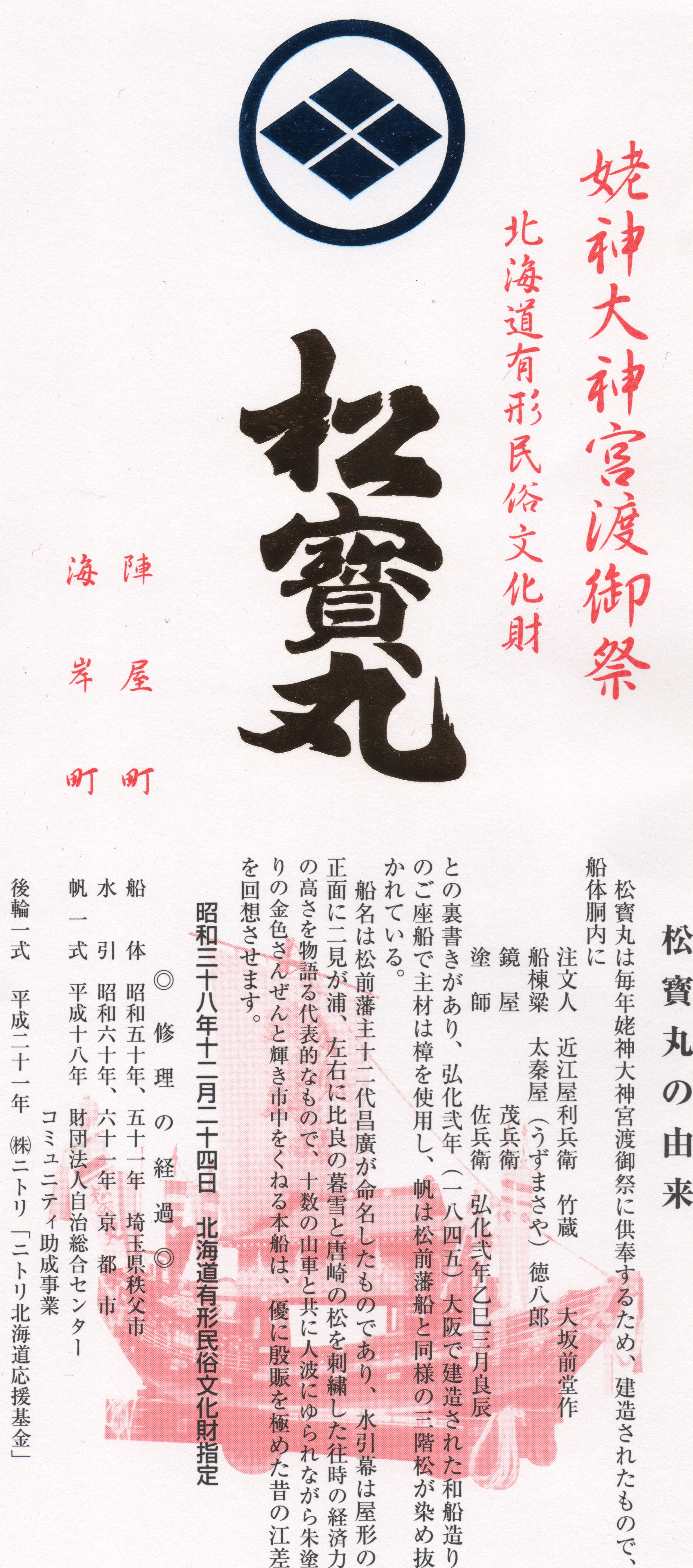
松寳丸名刺
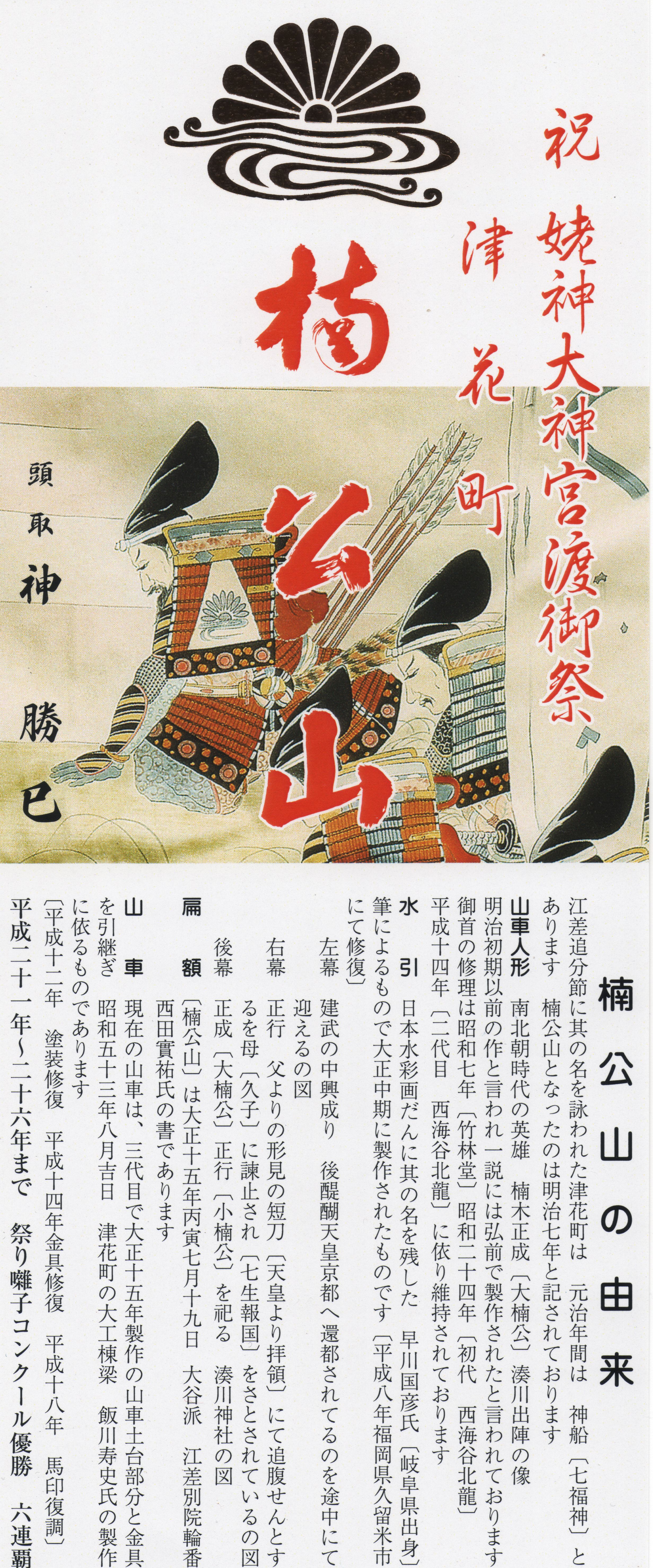
楠公山名刺
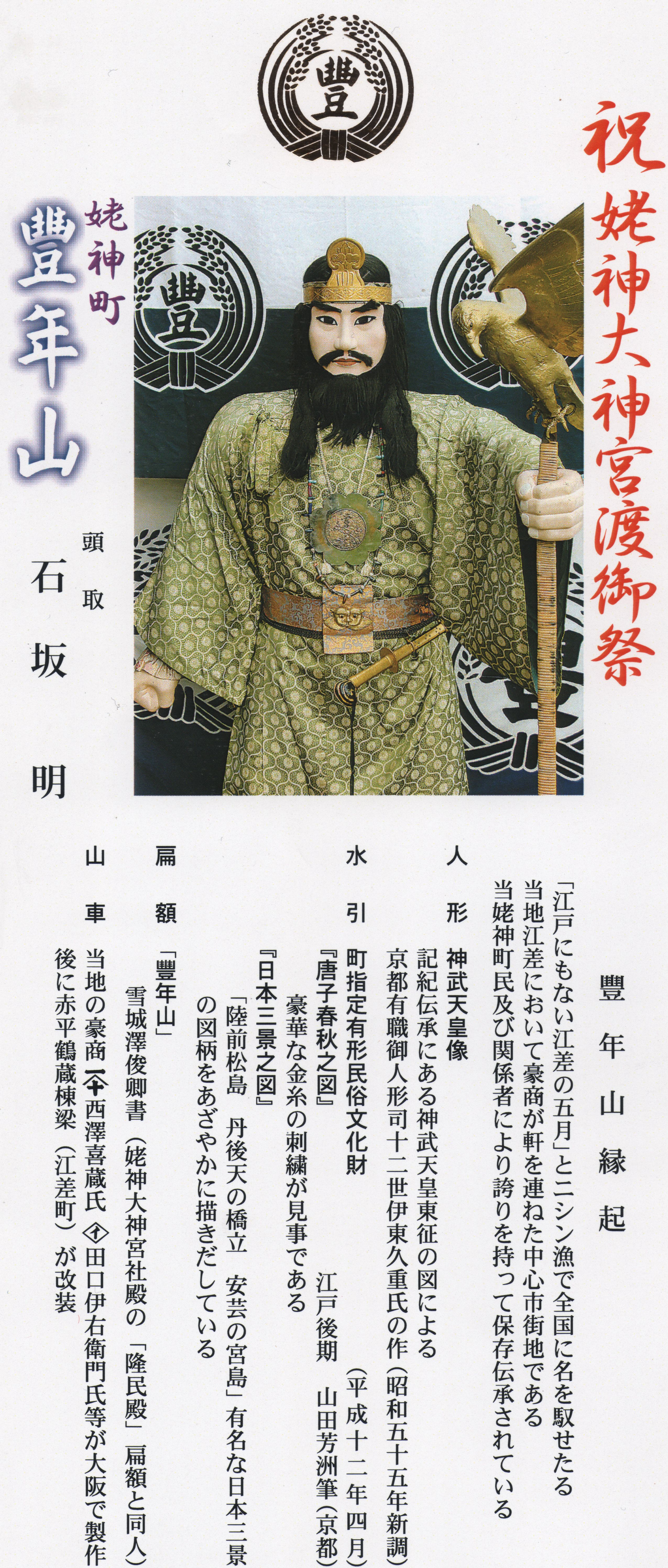
豊年山名刺
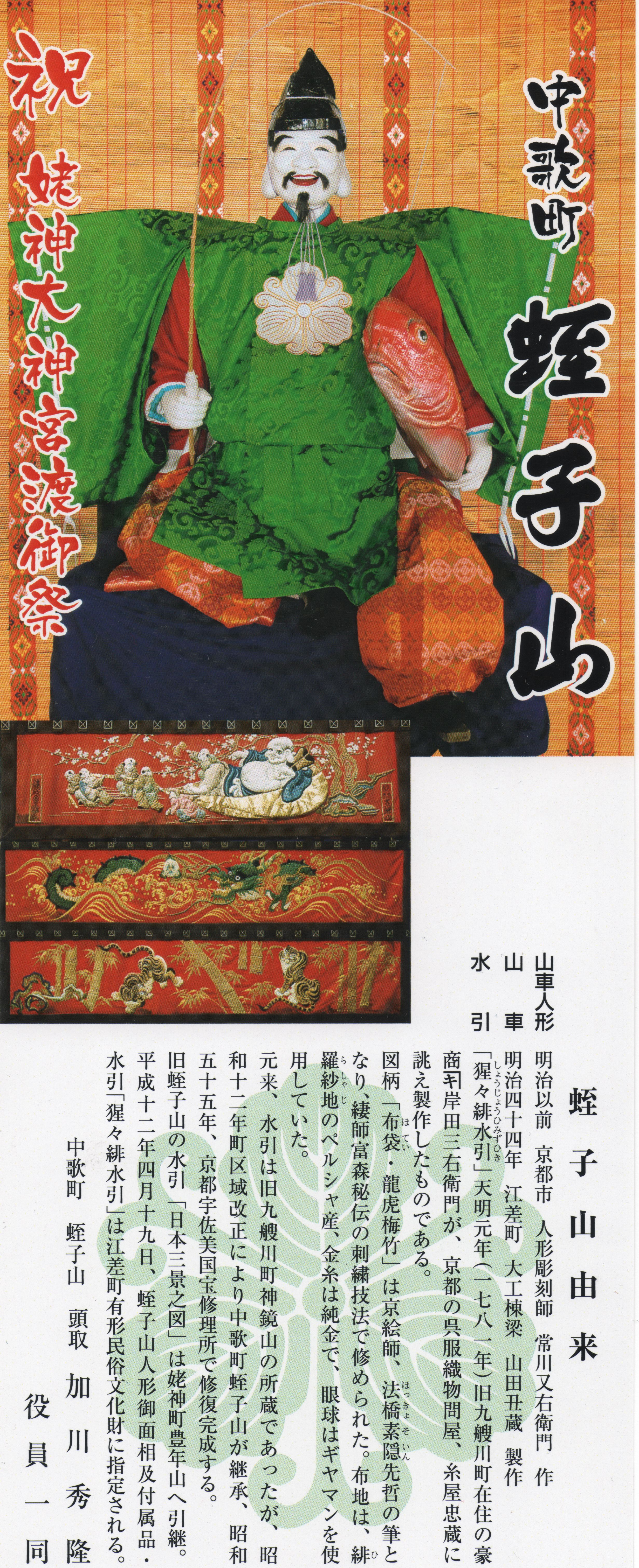
蛭子山名刺
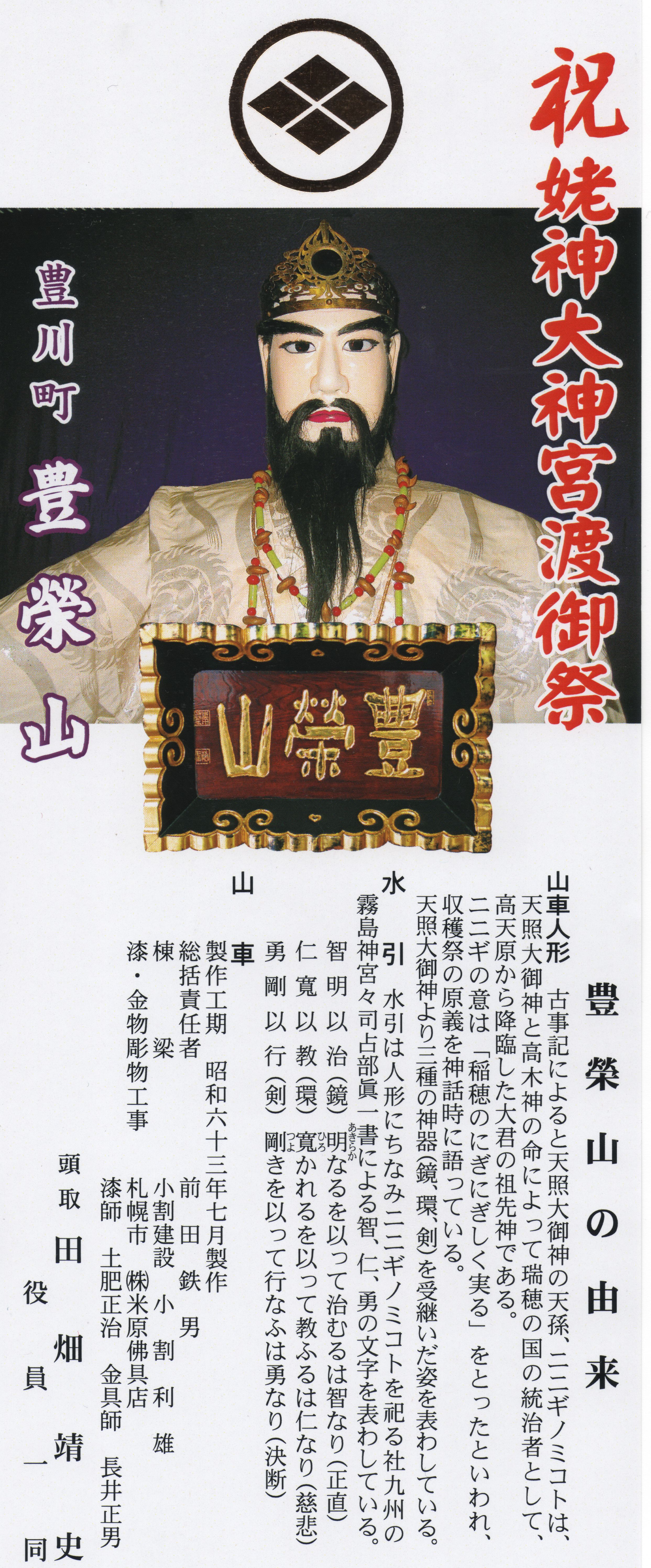
豊榮山名刺
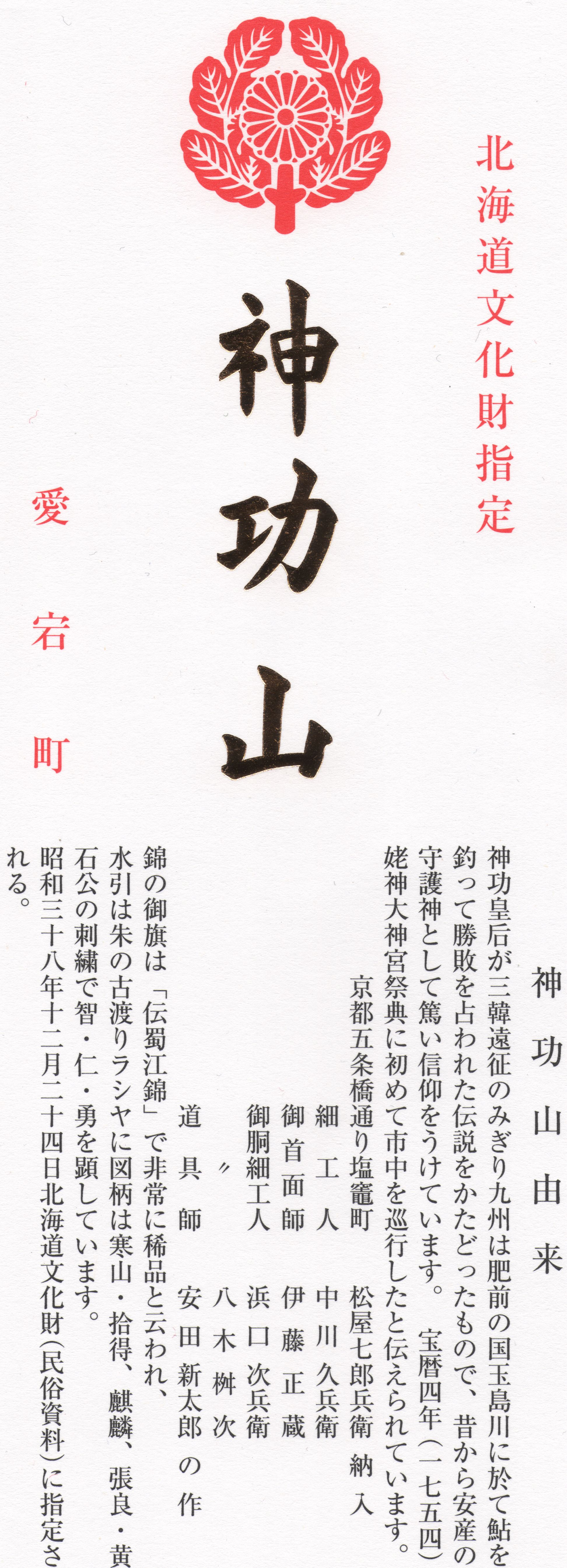
神功山名刺
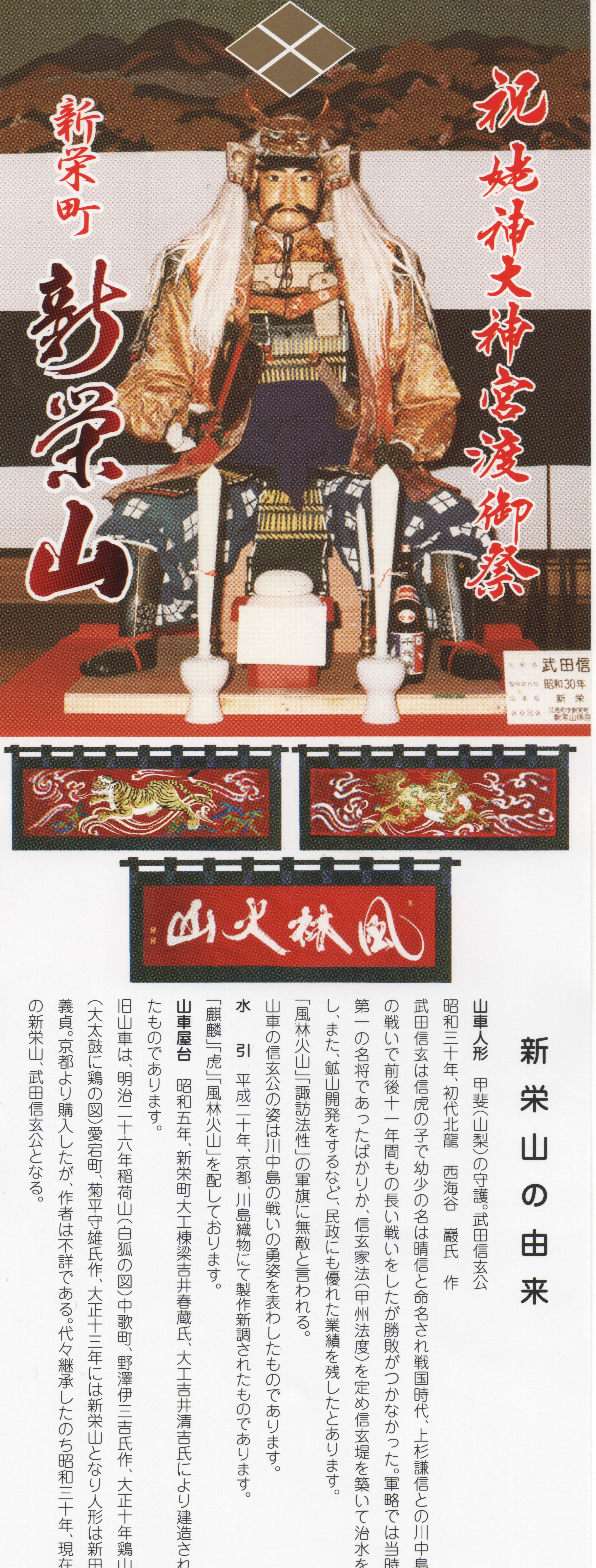
新栄山名刺

## メディアへの露出
姥神大神宮渡御祭自体をテーマとした特別番組が作られて放送される事もある。「ダイドードリンコスペシャル　響きは時空を超えて　～江差　姥神大神宮渡御祭～」がHBCによって制作され、姥神大神宮渡御祭における歴史や山車の紹介、祭のために動く人々などの紹介のほか、吉村作治氏が案内人となって実際に祭に参加する模様が2009年9月6日に放送された。
STVでかつて放送されていた旅番組「たびばん」において、2013年（平成25年）8月18日に「北海道最古の祭りの舞台裏」というタイトルで姥神大神宮渡御祭が取り上げられて放送された。
2015年には、限定商品「キリン一番搾り・北海道づくり」のCMで姥神大神宮渡御祭が根室・金刀比羅神社例大祭とともに取り上げられ、CM中にて譽山と聖武山の若衆が出演し、切り声の下声の一部が披露された。
2019年（令和元年）9月14日には、TVhの番組「けいナビ～応援！どさんこ経済～」において「祭りがマチに光を！芽室・江差 祭りがマチに光！」のサブタイトルで、芽室町にて5年ぶりに復活した芽室花火大会と共に姥神大神宮渡御祭が取り上げられた。

## 祭期間以外での山車
基本的に山車は姥神大神宮渡御祭期間と前後の準備・解体中以外は専用の車庫に片付けられるために見る事はほとんど無いが、中歌町にある「江差追分会館」「江差山車会館」の併設施設では8月13日から翌年8月上旬までの期間において、選ばれた2基の山車が毎年入れ替わりで常設展示されている。江差山車会館ではほかにも全13基の山車に関する半纏・名刺などの資料や説明を見る事が出来る。

## ギャラリー
名刺

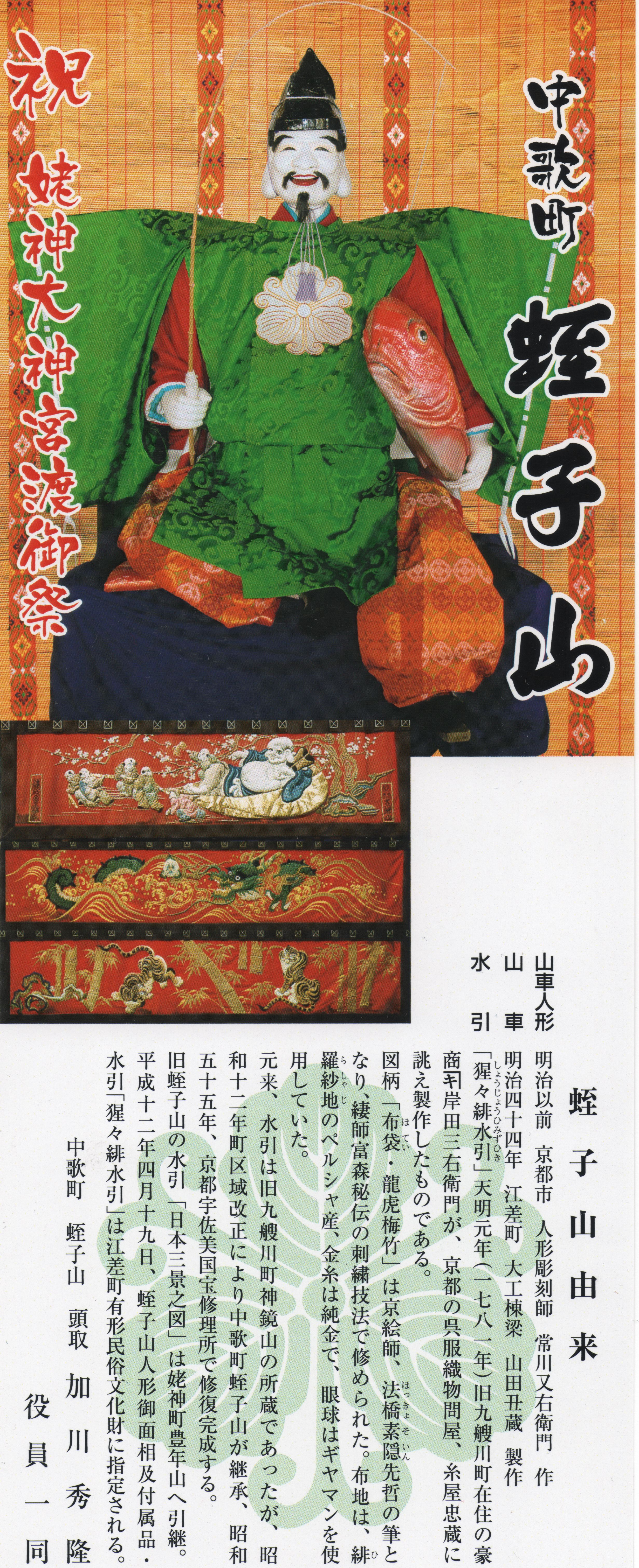
蛭子山名刺（2017年までの物）
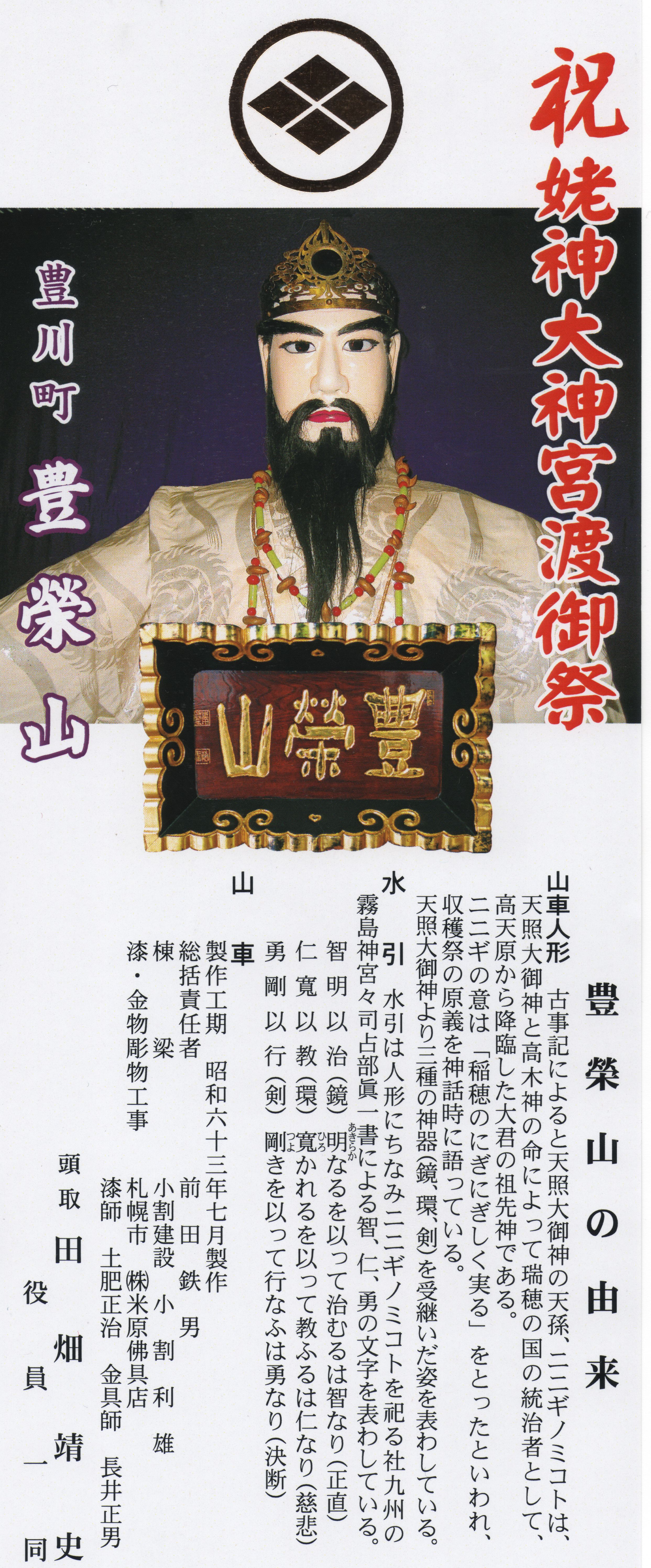
豊榮山名刺（2017年までの物）

過去の状況等

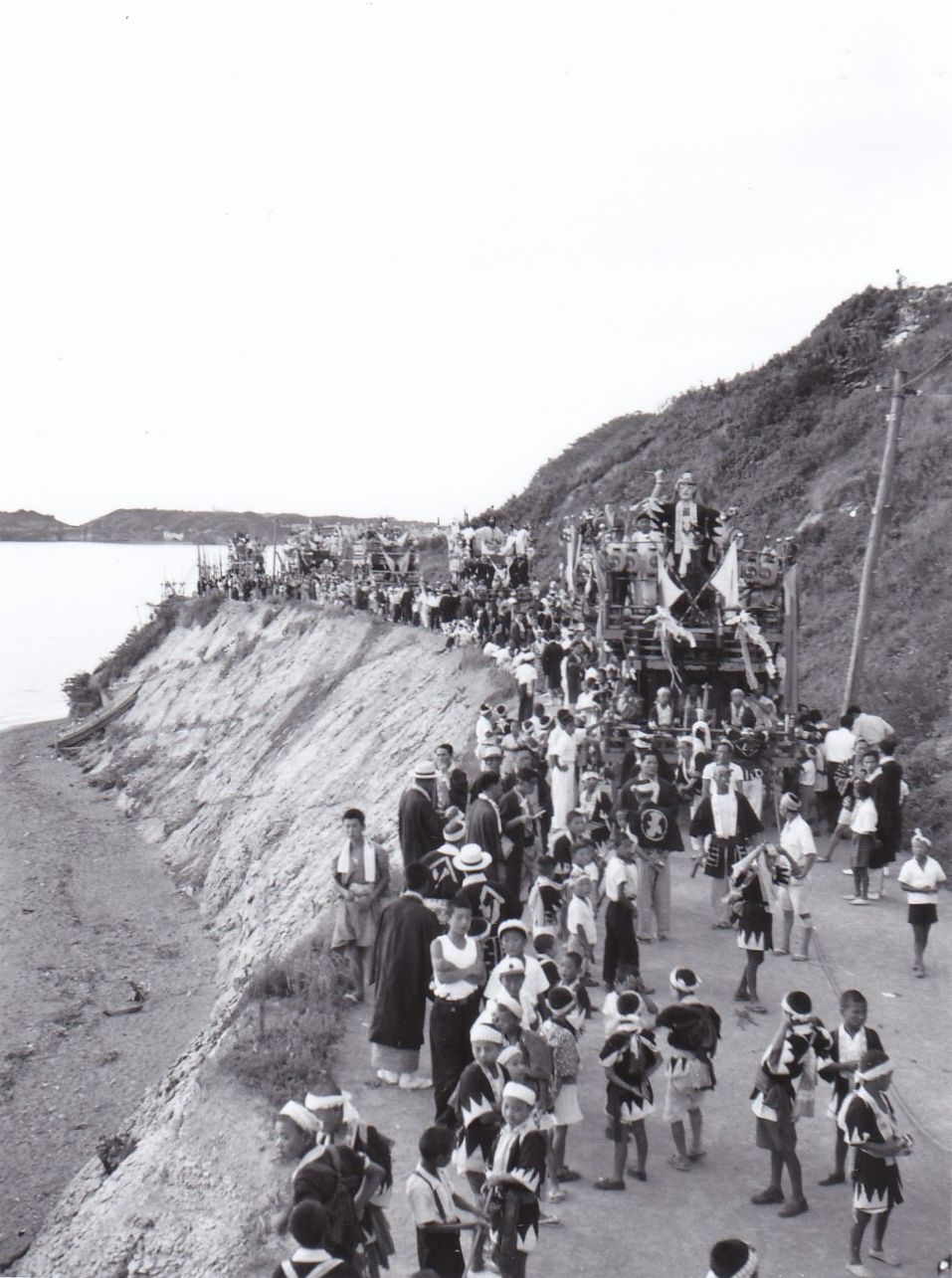
姥神大神宮渡御祭・上町巡行の山車行列（昭和20年代・江差町海岸町（当時の二級国道228号（現・国道228号旧道、後の町道陣屋椴川線）付近[30]）
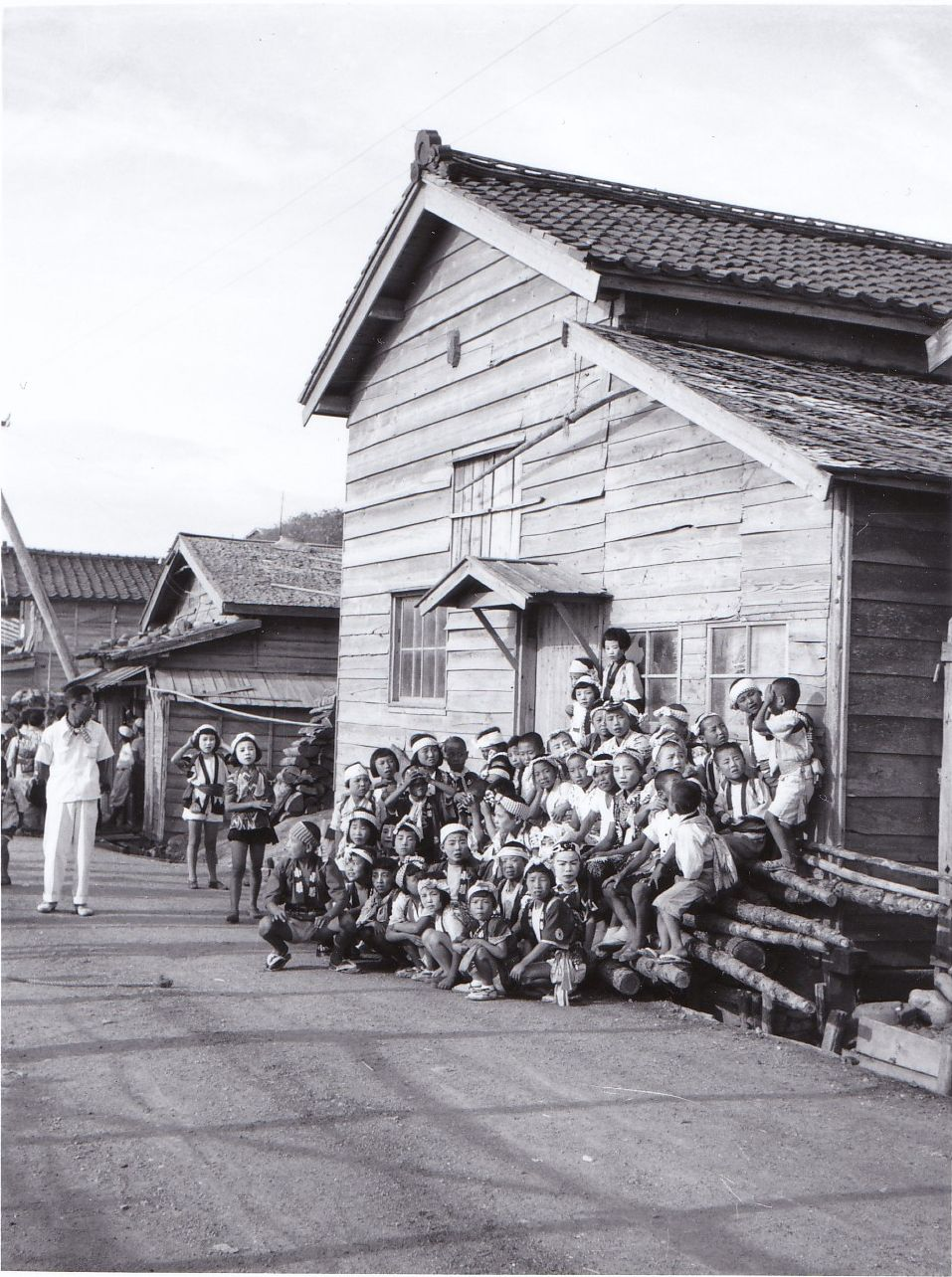
休憩中の山車参加の子ども達（昭和20年代）
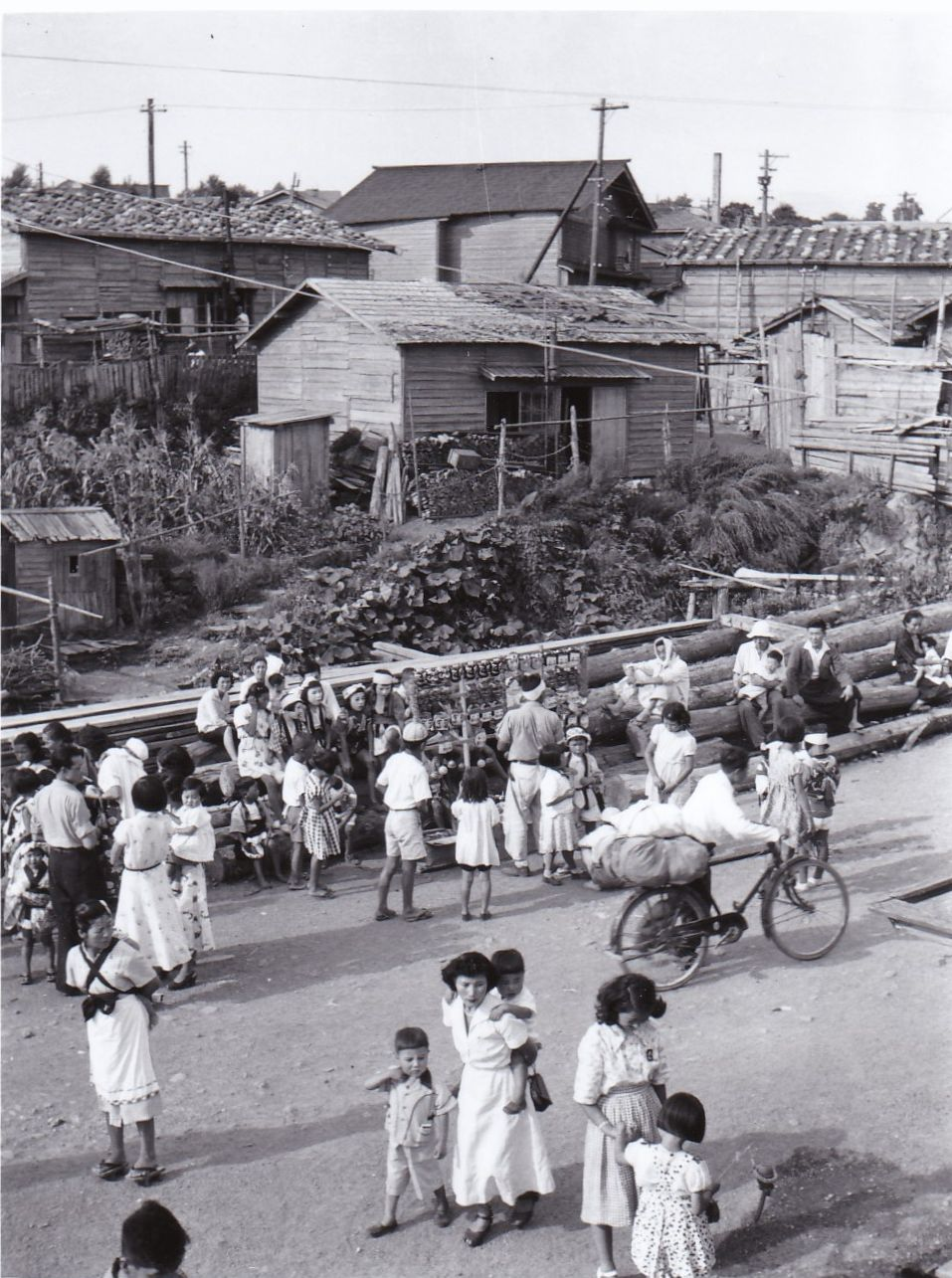
山車参加の子ども達とお面売りの光景（昭和20年代）
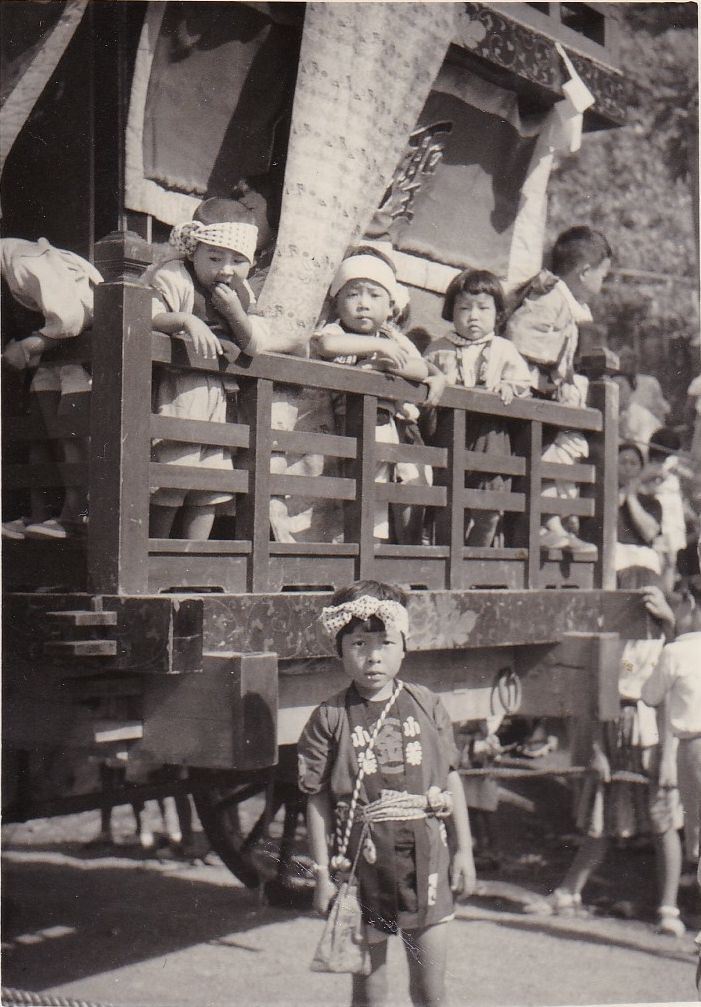
聖武山-1（昭和20年代）子どもを山車の欄干に乗せていた事があった
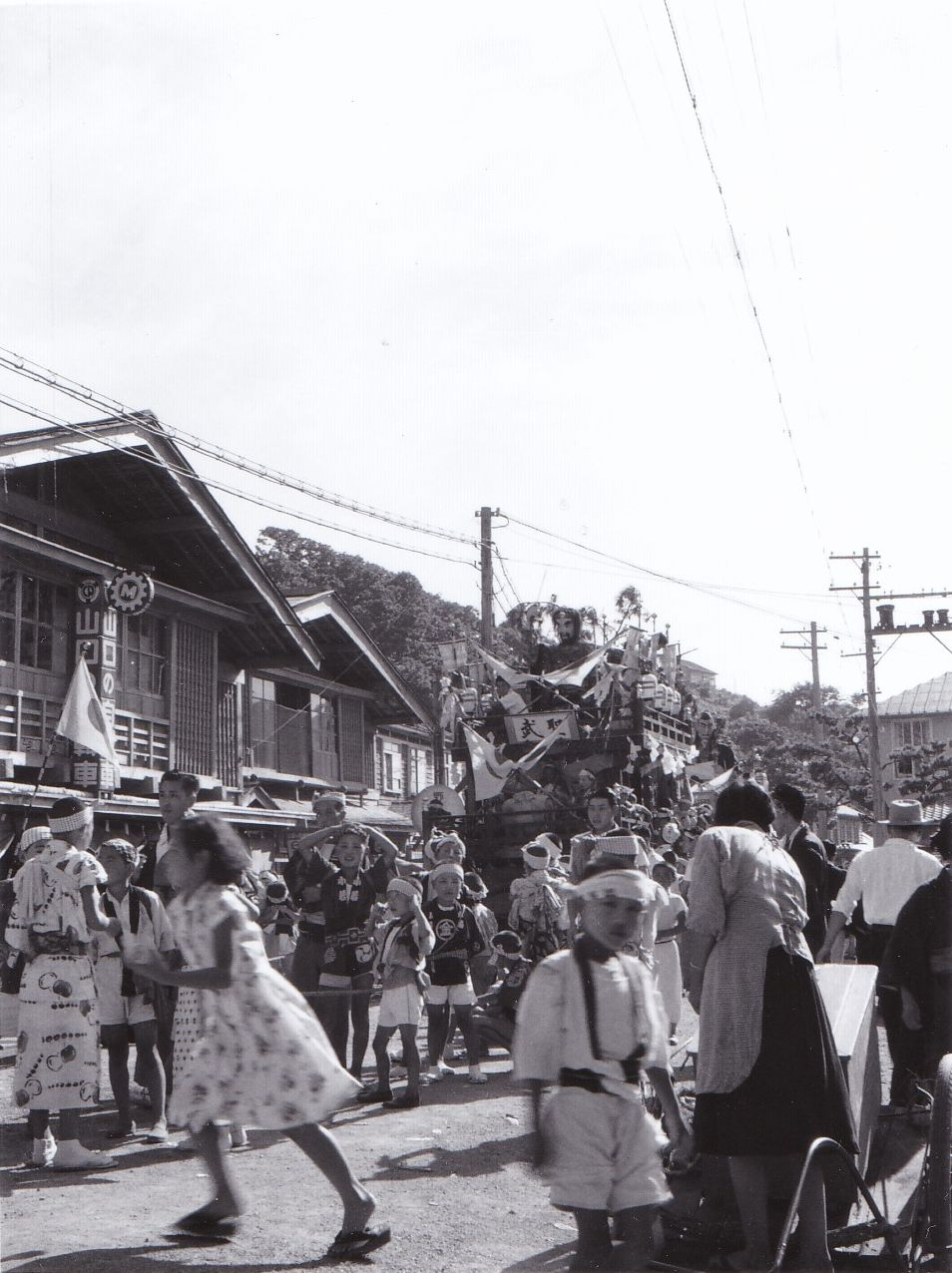
聖武山-2（昭和20年代）姥神町、当時の二級国道228号（後の国道228号→北海道道5号江差木古内線→いにしえ街道）にて
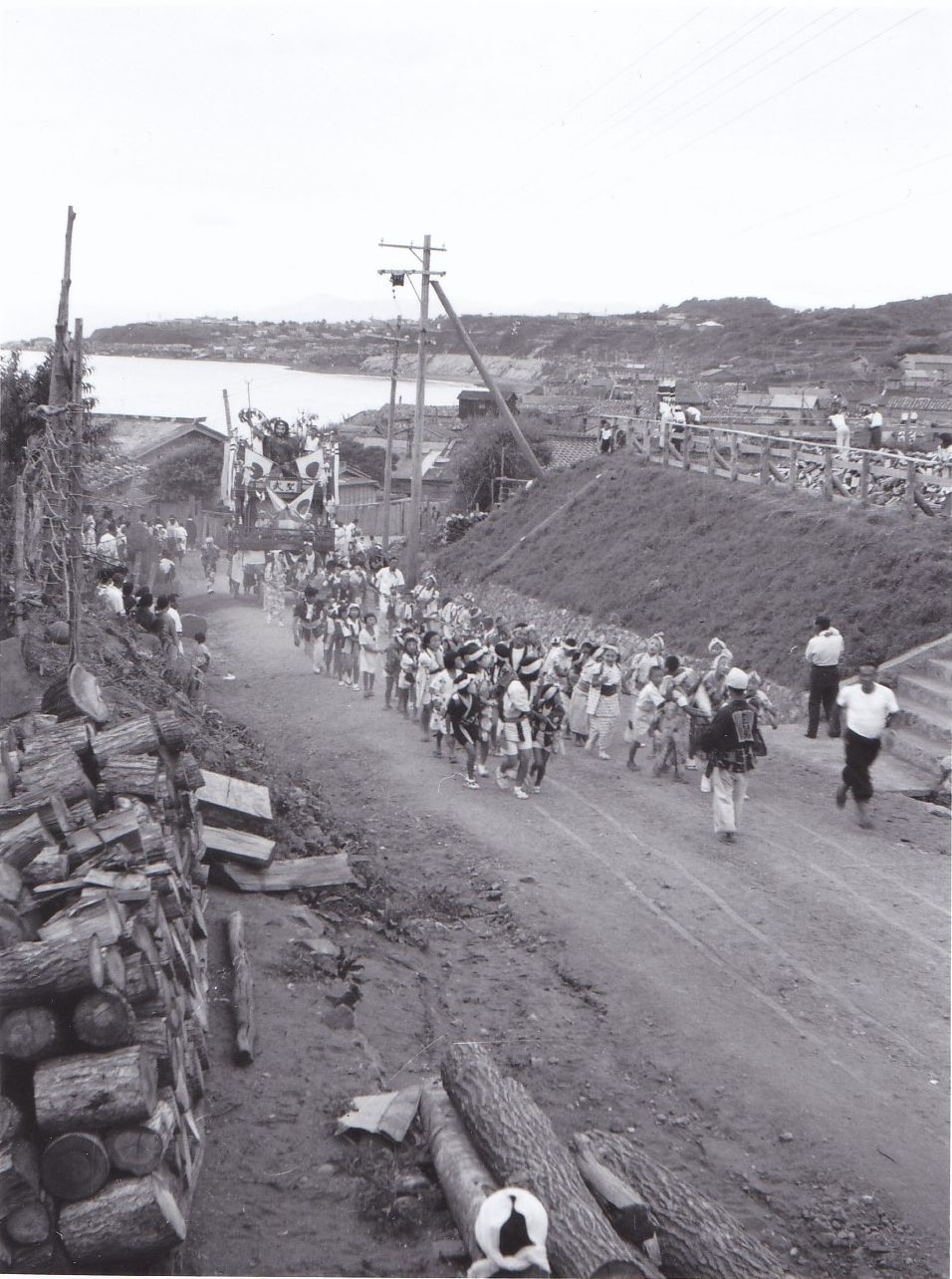
聖武山-3（昭和20年代）南浜町、現在の南が丘小学校に至る急坂
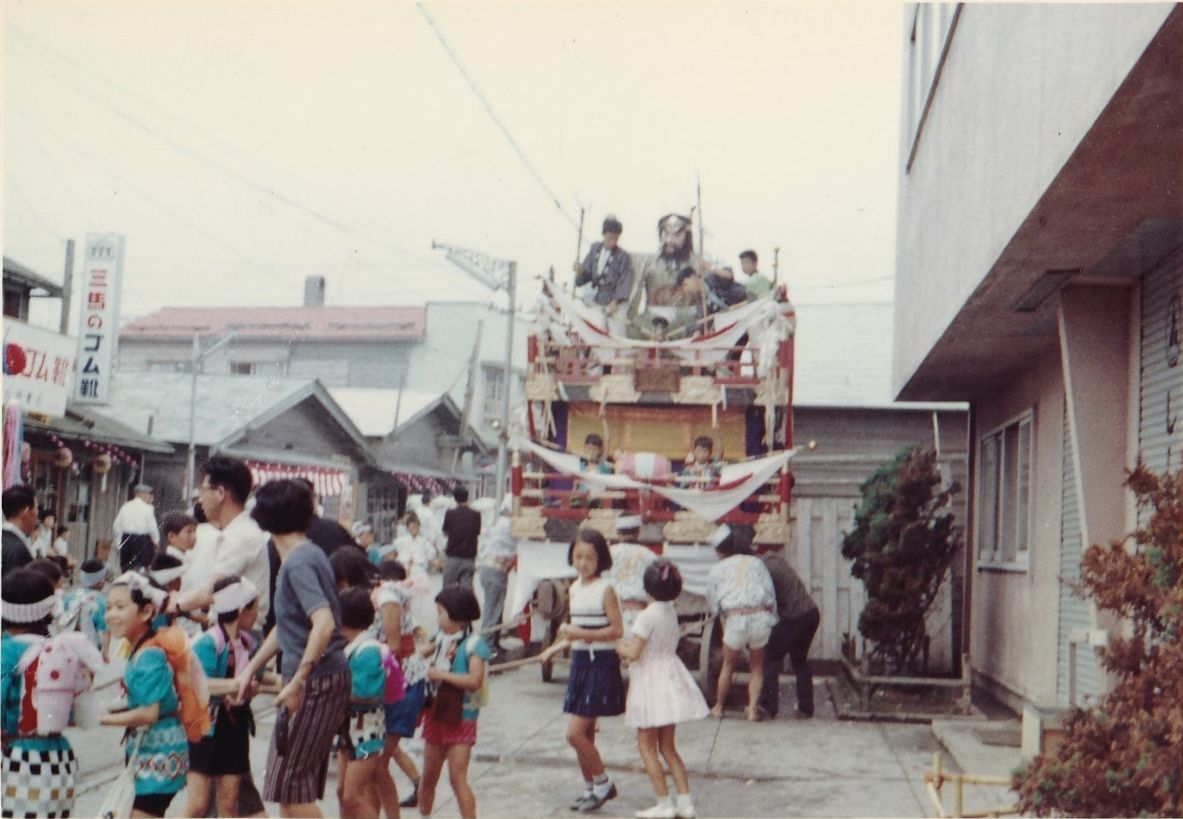
聖武山（昭和40年代）橋本町・しんれん（現・JFマリンバンク）の前にて、現在は北海道道215号江差停車場線沿線・セレモニーホール翔天閣が在する場所
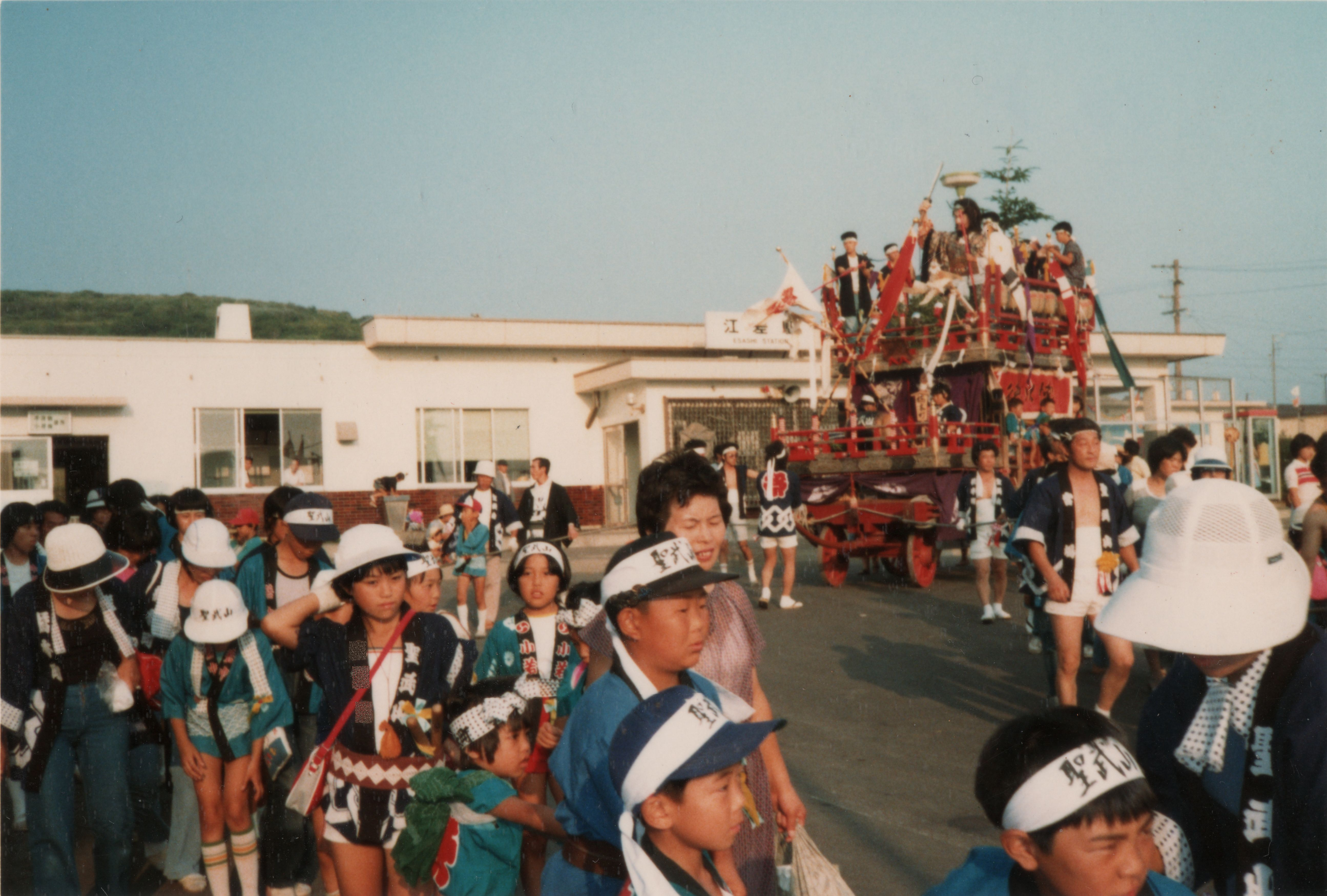
聖武山（昭和50年代）当時の国鉄（後のJR北海道）江差駅前にて（1980年8月撮影）
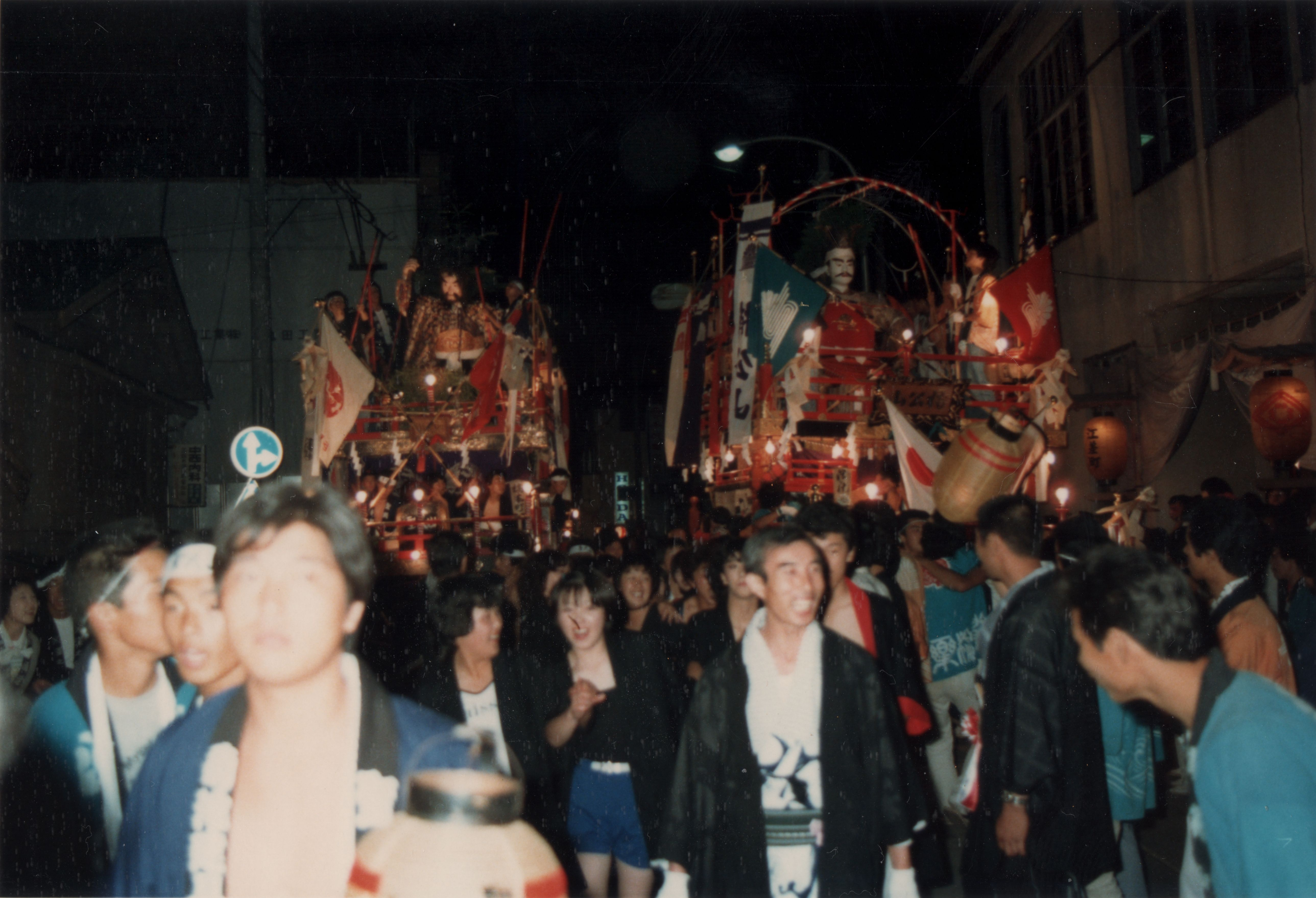
楠公山と聖武山（昭和50年代）（1980年8月撮影）